# جنگ جهانی دوم

نقشه جناح‌بندی‌ها در جنگ جهانی دوم و نمایش اشغال سرزمین‌ها،
متفقین غربی (کشورهای مستقل اصلی)
متفقین غربی (مناطق اشغال‌شده و کلونی‌های ایجاد شده)
متفقین شرقی (کشورهای اصلی و مناطق اشغال‌شده)
نیروهای محور (کشورهای اصلی)
نیروهای محور (مناطق اشغال‌شده و کلونی‌های ایجاد شده، شامل فرانسه ویشی)
کشورهایی که اعلام بی‌طرفی کردند

جنگ جهانی دوم دومین جنگ جهانی بین سال‌های ۱۹۳۹ تا ۱۹۴۵ (۹ شهریور ۱۳۱۸ تا ۱۰ شهریور ۱۳۲۴ خورشیدی) بود. در این جنگ تمام‌عیار بیشتر کشورهای جهان از جمله همهٔ قدرت‌های بزرگ در قالب دو اتحاد نظامی: نیروهای محور و نیروهای متفقین در برابر هم قرار گرفتند. هواپیما نقش مهمی در این جنگ ایفا کرد؛ و بمباران راهبردی مراکز جمعیتی و استفاده از دو سلاح هسته‌ای که تا به حال در هیچ جنگی استفاده نشده بود را ممکن ساخت. این مرگبارترین درگیری تاریخ بود که منجر به کشته شدن ۷۰ تا ۸۵ میلیون نفر شد، که بیشتر آنها غیرنظامی بودند. میلیون‌ها نفر به دلیل نسل‌کشی‌ها، از جمله هولوکاست و همچنین گرسنگی، کشتار جمعی و بیماری جان خود را از دست دادند. در پی شکست نیروهای محور، آلمان، اتریش و ژاپن اشغال شدند و دادگاه‌های جنایات جنگی علیه رهبران آلمانی و ژاپنی تشکیل شد.
عموماً تاریخ آغاز جنگ جهانی دوم، ۱ سپتامبر سال ۱۹۳۹ دانسته می‌شود که حملهٔ آلمان به لهستان و در نتیجه اعلام جنگ فرانسه و بریتانیا به آلمان رخ داد. آلمانی‌ها توانستند تا میانهٔ سال ۱۹۴۱ با مجموعه‌ای از حملات نظامی و معاهدات، بر بخش زیادی از اروپا چیره شوند. پس از سقوط فرانسه در اواسط سال ۱۹۴۰ و بروز نبردهای آفریقای شمالی و شرقی، جنگ عملاً برای مدتی میان نیروهای محور و بریتانیا صورت می‌گرفت. عملیات بلیتس و نبرد اقیانوس اطلس در همین دوران به وقوع پیوست.
۲۲ ژوئن سال ۱۹۴۱ نیروهای محور در جریان عملیات بارباروسا تهاجم گسترده‌ای علیه اتحاد شوروی آغاز کردند تا با ورود رسمی این کشور به جنگ، جبهه شرقی گشوده شود. ماه دسامبر سال ۱۹۴۱، تهاجم ناگهانی امپراتوری ژاپن به پرل هاربر، موجب وارد شدن علنی ایالات متحده به درگیری‌ها و اعلان جنگ آن علیه امپراتوری ژاپن شد. در پی این حوادث، مابقی نیروهای محور نیز به عنوان متحدان امپراتوری ژاپن، به ایالات متحده اعلام جنگ کردند.
پیشروی نیروهای محور پس از شکست امپراتوری ژاپن در نبرد میدوی و شکست آلمان و ایتالیا در نبرد دوم العلمین در مصر و نبرد استالینگراد در خاک اتحاد جماهیر شوروی، متوقف شد. مجموعهٔ این رویدادها ابتکار عمل را از نیروهای محور گرفته و آنها را مجبور ساخت تا با گرفتن حالت تدافعی، در همهٔ جبهه‌ها تنها پاسخگو به راهبردهای طرف مقابل باشند.
سال ۱۹۴۴ متفقین به فرانسه اشغال شده توسط آلمان، در عملیاتی در نرماندی حمله کرده و ضد حملات شوروی توانست قلمروهای ازدست رفته را بازپس بگیرد. سال‌های ۱۹۴۴ تا ۱۹۴۵ میلادی، امپراتوری ژاپن مجبور به عقب‌نشینی از بسیاری از سرزمین‌های اشغالی در مرکز و جنوب چین و برمه شد. متفقین نیز توانستند نیروی دریایی امپراتوری ژاپن را مجبور به عقب‌نشینی کنند و کنترل جزایر راهبردی غرب اقیانوس آرام را به‌دست بگیرند.
جنگ در اروپا با تهاجم متفقین غربی به آلمان از ۲۲ مارس تا ۸ مه ۱۹۴۵، به پایان رسید. در نتیجه این تهاجم، حاکمیت نازی‌ها پایان یافت و آلمان به اشغال دشمنانش درآمد. آدولف هیتلر، پیشوای آلمان پیش از این که توسط مهاجمان به اسارت دربیاید، خودکشی کرد. پس از ابلاغ اعلامیه شرایط تسلیم در ۲۶ ژوئیه ۱۹۴۵ توسط متفقین، ژاپن از پذیرش نتیجه جنگ خودداری کرد و به دنبال آن، ایالات متحده در ۶ و ۹ اوت سال ۱۹۴۵ اقدام به بمباران اتمی شهرهای هیروشیما و ناگاساکی نمود. شوروی نیز که تا پیش از این به پیمان عدم تجاوز دو طرفه پایبند بود، علیه ژاپن اعلان جنگ کرد و به منچوری یورش برد. پس از تسلیم ژاپن در ۱۵ اوت ۱۹۴۵، پیروزی متفقین در آسیا نهایی شد.
پس از پایان جنگ، دادگاه نورنبرگ برای بررسی خسارت‌ها و جنایات جنگی وارد شده از سوی آلمان و متحدانش برگزار شد.
جنگ جهانی دوم، ساختار اجتماعی و نظام قدرت در جهان را دگرگون کرد و پس از آن برای جلوگیری از بروز چنین رویدادهایی سازمان ملل متحد تأسیس شد. پس از پایان جنگ جهانی دوم، نزدیک به نیم سده، آمریکا و اتحاد جماهیر شوروی با یکدیگر در جنگ سرد به سر بردند. در جریان تلاش اروپا برای جبران خسارات و آسیب‌های جنگ جهانی دوم، تأثیر قدرت‌های اروپایی در جهان کمرنگ شد و مستعمرات آفریقایی و آسیایی آن‌ها مستقل گردیدند. همچنین کشورهای اروپایی تلاش کردند با انعقاد پیمان‌های چند جانبه، هویت سیاسی واحدی به خود ببخشند و از دشمنی‌ها بکاهند.

## گاه‌نگاری
جنگ در اروپا، اساساً از ۱ سپتامبر ۱۹۳۹ میلادی با تهاجم آلمان به لهستان بنا به دلایلی همچون درگیری‌های مرزی پیشین آغاز شد، و دو روز پس از آن نیز بریتانیا و فرانسه علیه آلمان اعلان جنگ کردند. اما آغاز جنگ اقیانوس آرام را می‌توان پیش از آن یعنی از جنگ دوم چین و ژاپن در ۷ ژوئیه ۱۹۳۷، یا حمله ژاپن به منچوری در ۱۹ سپتامبر ۱۹۳۱ دانست.
بسیاری از پژوهشگران، دیدگاه‌های مورخ بریتانیایی، ای. جی. پی. تیلور را مستند می‌دانند. برپایهٔ نظرات تیلور، جنگ چین و ژاپن و جنگ در اروپا و مستعمره‌هایش، همزمان بوده و در سال ۱۹۴۱، این جنگ‌ها با یکدیگر ادغام شدند. برخی دیگر از تاریخ‌نگاران حملهٔ ایتالیا به اتیوپی در ۳ اکتبر ۱۹۳۵ را آغازگر جنگ جهانی دوم می‌دانند. تاریخ‌نگار بریتانیایی، آنتونی بیوور آغاز جنگ جهانی دوم را نبرد خالخین گل می‌داند که نیروهای ژاپن، مغولستان و شوروی از ماه مه تا سپتامبر ۱۹۳۹ درگیر آن بودند.
در مورد تاریخ دقیق پایان جنگ جهانی دوم نیز اجماعی همگانی وجود ندارد. به‌طور کلی گفته می‌شود که ترک مخاصمه در ۱۴ اوت ۱۹۴۵ (روز پیروزی بر ژاپن) را باید تاریخ پایان جنگ جهانی دوم دانست و نه تسلیم رسمی ژاپن که در ۲ سپتامبر ۱۹۴۵ به جنگ در آسیا پایان داد. شش سال بعد در ۸ سپتامبر ۱۹۵۱ قرارداد صلح سانفرانسیسکو توسط ۴۹ ملّت رسماً امضا شد. پیمانی در مورد آیندهٔ آلمان که بعدها باعث اتحاد دوباره آلمان شد نیز با کشور آلمان بسته شد. هیچ‌گونه پیمان صلحی میان اتحاد جماهیر شوروی و ژاپن به امضا نرسید.

## پیش‌زمینه

### اروپا
جنگ جهانی اول نقشهٔ سیاسی اروپا را دستخوش تغییراتی اساسی کرد. قدرت‌های مرکز (شامل امپراتوری‌های آلمان، اتریش-مجارستان، عثمانی و پادشاهی بلغارستان) شکست خوردند و تجزیه شدند یا بخشی از قلمروی خود را از دست دادند. در روسیه نیز با انقلاب اکتبر ۱۹۱۷ بلشویک‌ها بر سر کار آمدند و در نهایت اتحاد جماهیر شوروی سوسیالیستی را تأسیس کردند. برخی از متفقینِ پیروز این جنگ (مانند فرانسه، بلژیک، ایتالیا، رومانی، و یونان) سرزمین‌های تازه‌ای را به قلمرو خود افزودند. از تجزیهٔ سرزمین‌های سابق امپراتوری‌های اتریش-مجارستان، عثمانی و روسیه هم دولت‌های ملی جدیدی سر برآوردند.

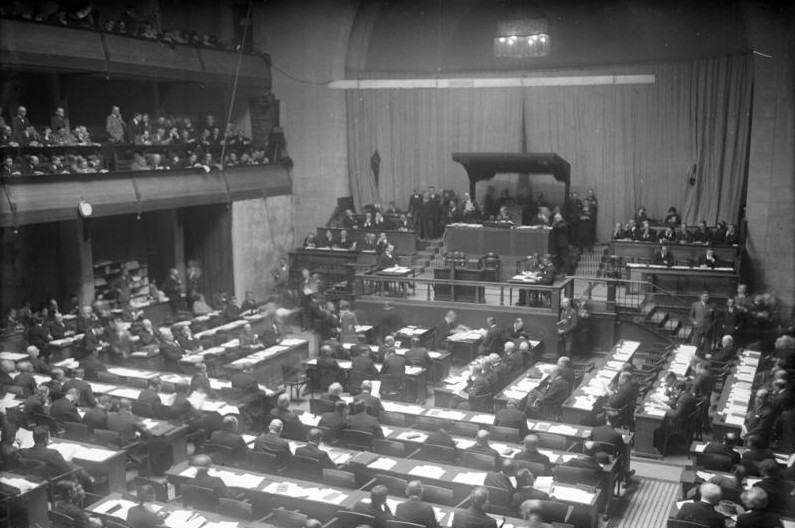
جلسهٔ مجمع عمومی جامعه ملل در ژنو سوئیس، ۱۹۳۰

در پی کنفرانس صلح پاریس (که رسماً به جنگ جهانی اول پایان داد) جامعه ملل تأسیس شد. اهداف این سازمان، چنان‌که در میثاق نامه آن آمده است، جلوگیری از وقوع جنگ از طریق امنیت دسته‌جمعی، خلع سلاح، حل اختلافات بین‌المللی از راه مذاکره و حکمیّت بود.
ایتالیا که از متفقین جنگ جهانی اول بود، پس از جنگ، سرزمین‌هایی را به دست آورد، با این حال ملی‌گرایان ایتالیایی از این که بریتانیا و فرانسه در کنفرانس به وعده‌هایشان در ازای ورود ایتالیا به جنگ عمل نکردند، خشمگین بودند.
از ۱۹۲۲ تا ۱۹۲۵، جنبش فاشیسم به رهبری بنیتو موسولینی قدرت را در ایتالیا تصاحب کرد. این جنبش که سیاست ملی‌گرایی، تمامیت‌خواهی و ائتلاف طبقاتی داشت، مردم‌سالاری نیابتی را لغو کرد، فعالان سوسیالیست، چپ‌گرا و لیبرال را سرکوب و سیاست خارجه‌ای به‌شدت توسعه‌طلبانه در پی گرفت که هدف آن تبدیل ایتالیا به یک ابرقدرت بود و وعدهٔ پایه‌گذاری «امپراتوری روم نو» را می‌داد.

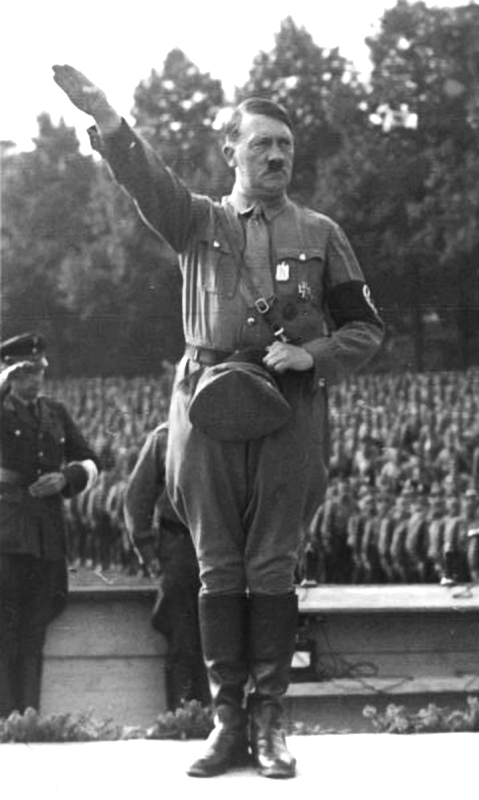
آدولف هیتلر در همایش نازی‌ها در نورمبرگ آلمان، اوت ۱۹۳۳

پس از کودتایی ناموفق در ۱۹۲۳، سرانجام در ۱۹۳۳ آدولف هیتلر صدراعظم آلمان شد. هیتلر، که خواستار تجدید نظری ریشه‌ای و نژادگرایانه در نظم جهانی بود، مردم‌سالاری را منحل کرد و اندکی پس از به قدرت رسیدن دست به تجدید گستردهٔ تسلیحاتی در آلمان زد. همزمان فرانسه در پی مماشات و حفظ اتحادش با ایتالیا، دست این کشور را در استعمار اتیوپی باز گذاشت. در اوایل سال ۱۹۳۵ وضعیت وخیم‌تر شد؛ چرا که قلمرو حوضه زار رسماً ضمیمه خاک آلمان شد و هیتلر در ضدیت با پیمان ورسای برنامهٔ تجدید تسلیحاتی آلمان را شدت داد و خدمت وظیفه عمومی را به اجرا گذاشت.
اگر چه دوران پس از جنگ جهانی اول آمیخته به احساسات صلح‌جویانه بود، در چند کشور اروپایی این دوران به موج بازپیوندخواهی و ملی‌گرایی انتقام‌گرایانه دامن زد. این احساسات به‌ویژه در آلمان به چشم می‌خورد که به واسطهٔ پیمان ورسای زیان‌های سرزمینی، مستعمراتی و مالی عمده‌ای دیده بود. بنابر این پیمان آلمان ۱۳ درصد از خاک میهنی خود و همهٔ مستعمراتش را از دست داد، انضمام سرزمین‌های دیگر به خاک آلمان ممنوع شد، غرامات جنگی‌ای بر این کشور وضع شد، و محدودیت‌هایی بر اندازه و توان نیروهای مسلح آن مقرر شد.
با وقوع انقلاب ۱۹۱۸–۱۹۱۹ آلمان، امپراتوری آلمان منحل شد و بر جای آن دولتی مردم‌سالار تأسیس شد که بعدها جمهوری وایمار نام گرفت. دوران بین دو جنگ صحنهٔ کشمکش بین هواداران و مخالفان این جمهوری جدید بود.
بریتانیا، فرانسه، و ایتالیا برای مقابله با اقدامات آلمان در آوریل ۱۹۳۵ جبهه استرسا را تشکیل دادند که قدمی مهم در راستای جهانی شدن نظامی بود. با این حال در ژوئن همان سال بریتانیا توافق‌نامهٔ دریایی مستقلی با آلمان امضاء کرد که از محدودیت‌های پیشین بر آلمان می‌کاست. شوروی، که از چشم طمع آلمان به مناطق وسیعی از اروپای شرقی بیمناک بود، پیمانی مبنی بر همکاری مشترک با فرانسه بست، گر چه این پیمان پیش از رسمیّت یافتن بایستی از دستگاه اداری جامعهٔ ملل می‌گذشت و این امر آن را عملاً بی‌اثر می‌کرد. آمریکا هم که از افزایش تنش‌ها در اروپا و آسیا مضطرب شده بود در اوت همان سال لوایحی را مبنی بر بی‌طرفی این کشور تصویب کرد.
هیتلر با بازنظامی‌سازی راینلند در مارس ۱۹۳۶ پیمان‌های ورسای و لوکارنو را نقض کرد، ولی با این اقدامات او به دلیل سیاست مماشات متفقین جنگ جهانی اول در این مقطع، برخورد چندانی صورت نگرفت. در اکتبر ۱۹۳۶، آلمان و ایتالیا محور رم–برلین را تشکیل دادند. یک ماه بعد هم آلمان و ژاپن پیمان ضد کمینترن را امضاء کردند و ایتالیا نیز در نوامبر ۱۹۳۷ به آن پیوست.

### آسیا
در چین، حزب کومینتانگ کارزاری را برای متحد کردن این کشور علیه درگیری‌سالاران محلی به راه انداخت و تا میانهٔ دههٔ ۱۹۲۰ توانست دستکم در اسم چین را متحد کند، ولی چیزی نگذشت که بین این حزب و متحد سابقش یعنی حزب کمونیست چین درگیری داخلی درگرفت و جنگ‌سالاران محلی جدیدی نیز سر برآوردند و وارد معرکه شدند. امپراتوری ژاپن، که روز به روز نظامی‌گراتر می‌شد، مدت‌ها بود که به دنبال افزایش نفوذش در چین بود و آن را گام نخست در راستای ادعای حقش برای حکومت بر جهان می‌دانست. در ۱۹۳۱ ژاپن حادثه موکدن را بهانهٔ حمله به منچوری قرار داد و در آن جا دولت دست‌نشاندهٔ مانچوکوئو را تأسیس کرد.
با درخواست چین، جامعه ملل ناظرانی به منطقه اعزام کرد و کمیته‌ای، موسوم به کمیتهٔ لیتون، تشکیل داد تا به این موضوع رسیدگی کند. گزارش لیتون یک سال بعد، در اکتبر ۱۹۳۲، منتشر شد و ژاپن را در حمله به منچوری مقصر شناخت و اعلام کرد که منچوری باید به چین بازگردانده شود. در واکنش به این گزارش، ژاپن، از جامعهٔ ملل خارج شد. پس از آن دو کشور در چندین نبرد در شانگهای، رهه، و هبئی با یکدیگر جنگیدند تا اینکه آتش‌بس تانگو را در ۱۹۳۳ امضا کردند.
پس از آتش‌بس هم نیروهای داوطلب چینی به مقاومت علیه ژاپنی‌ها در منچوری، چهائر، و سوئی‌یوآن ادامه دادند. پس از حادثه شی‌آن در ۱۹۳۶، نیروهای کومینتانگ و کمونیست اعلام آتش‌بس کردند تا بتوانند علیه ژاپن جبهه‌ای متحد تشکیل دهند.

## رویدادهای پیش از جنگ

### اشغال اتیوپی توسط ایتالیا (۱۹۳۵)

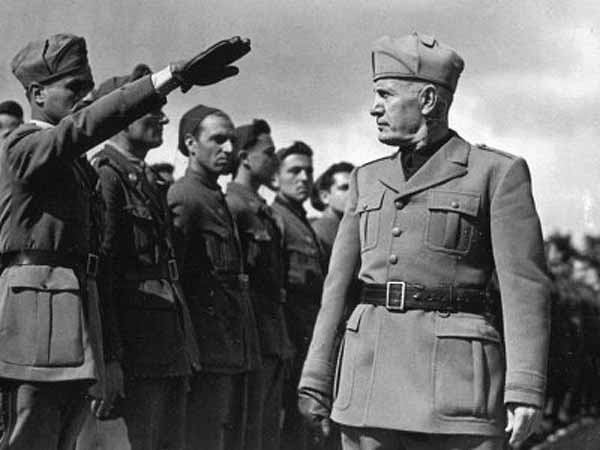
بنیتو موسولینی در حال بازدید از سربازان در طی حمله ایتالیا به اتیوپی، ۱۹۳۵

جنگ دوم ایتالیا-اتیوپی یک جنگ استعماری کوتاه بود که در اکتبر ۱۹۳۵ آغاز شد و در مهٔ ۱۹۳۶ به پایان رسید. حملهٔ نیروهای مسلح پادشاهی ایتالیا به امپراتوری اتیوپی ابتدا از سمت مناطقی از سومالی و اریتره که در آن زمان مستعمرهٔ ایتالیا بودند آغاز شد. در نتیجه اتیوپی به اشغال نیروهای ایتالیایی درآمد و به مستعمرهٔ جدید موسوم به آفریقای شرقی ایتالیایی ضمیمه شد؛ این رویدادها همچنین نشانی از ضعف جامعهٔ ملل به عنوان نیرویی برای حفظ صلح بود. ایتالیا و اتیوپی هر دو عضو جامعهٔ ملل بودند اما جامعهٔ ملل علی‌رغم آن که حملهٔ ایتالیا نقض صریح بند دهم میثاق جامعه ملل بود در خصوص این حملات مماشات به خرج داد. البته بریتانیا و فرانسه از اعمال تحریم‌هایی بر ایتالیا حمایت کردند اما این تحریم‌ها عملاً به‌طور کامل اجرا نشدند و نتوانستند منجر به پایان حملات ایتالیا شوند. ایتالیا هم بعداً مخالفتش را در برابر هدف آلمان در تصرف اتریش پس گرفت.

### جنگ داخلی اسپانیا (۱۹۳۶‎–۱۹۳۹)

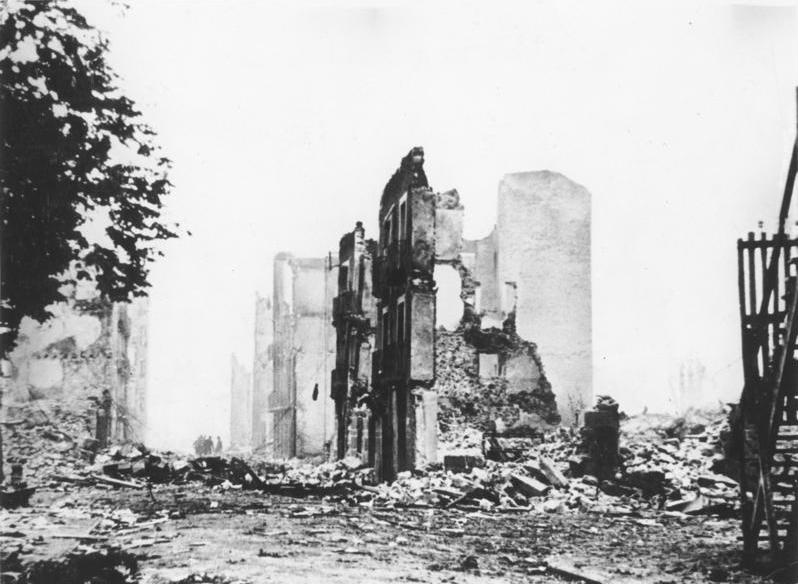
بمباران گرنیکا در سال ۱۹۳۷ در خلال جنگ داخلی اسپانیا این بیم را در اروپا به وجود آورد که جنگ جهانی بعدی مبتنی بر بمباران شهرها باشد و منجر به کشته‌شدن مردمان فراوانی بشود.

زمانی که جنگ داخلی در اسپانیا سر گرفت، هیتلر و موسولینی از شورشیان ملی‌گرا که توسط فرانسیسکو فرانکو رهبری می‌شدند حمایت نظامی کردند. این حمایت از سمت ایتالیا بیشتر بود تا از سمت نازی‌ها؛ موسولینی مجموعاً ۷۰٬۰۰۰ نیروی زمینی و ۶٬۰۰۰ خدمهٔ نیروهای هوایی به انضمام ۷۲۰ هواپیما به اسپانیا فرستاد. از سوی دیگر، شوروی از حاکم فعلی اسپانیا یعنی جمهوری دوم اسپانیا حمایت می‌کرد. همچنین بیش از ۳۰٬۰۰۰ نیروی داوطلب خارجی که با نام تیپ‌های بین‌المللی شناخته می‌شدند علیه ملی‌گرایان می‌جنگیدند. در این میان آلمان و شوروی از این جنگ نیابتی به عنوان فرصتی برای آزمودن پیشرفته‌ترین سلاح و تاکتیک‌های جنگی‌شان بهره بردند. در نهایت ملی‌گرایان در سال ۱۹۳۹ در جنگ پیروز شدند و فرانکو که حال تبدیل به یک دیکتاتور شده بود در طول جنگ جهانی دوم رسماً موضع بی‌طرفی گرفته اگر چه عموماً حامی نیروهای محور بود. مهم‌ترین همکاری او با آلمان عبارت بود از ارسال داوطلبانی به جبههٔ شرقی.

### اشغال چین توسط ژاپن (۱۹۳۷)

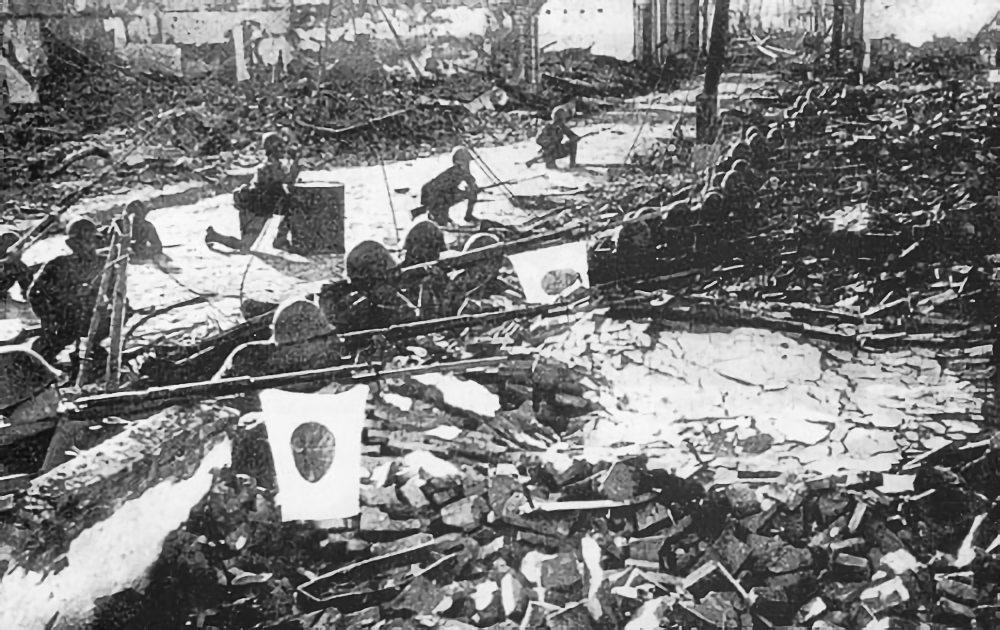
سربازان نیروی زمینی امپراتوری ژاپن در خلال نبرد شانگهای، ۱۹۳۷

در سال ۱۹۳۷ ژاپن به دنباله حادثه پل مارکو پولو، پکن را که پایتخت امپراتوری چین بود تصرف کرد و این خود به لشکرکشی ژاپن برای تصرف تمام چین منجر شد. شوروی فوراً با چین معاهدهٔ عدم تخاصم امضا کرد تا بتواند به چین تدارکات جنگی قرض بدهد. این معاهده یکی از دلایل مهم اتمام معاهدهٔ پیشین همکاری بین چین و آلمان در سال ۱۹۴۱ بود. نیروهای ژاپنی از سپتامبر تا نوامبر آن سال به تائی‌یوان حمله کردند، در نبرد شیکوئو با ارتش انقلابی ملی جنگیدند، و در نبرد پینشینگوان با حزب کمونیست چین درگیر شدند. جنرالیسیمو چیانگ کای‌شک سربازانش در ارتش انقلابی ملی را که در آلمان تعلیم دیده بودند به نبرد شانگهای گسیل داشت اما شانگهای پس از سه ماه مبارزه توسط ژاپن تصرف شد. نیروهای ژاپنی به پیشرفت خود ادامه دادند و در نبرد نانجینگ توانستند پایتخت آن زمان چین را تصرف کنند. بعد از سقوط نانجینگ ده‌ها هزار (و شاید صدها هزار) نفر از چینی‌های غیرنظامی و سربازان خلع سلاح شدهٔ چینی در کشتار نانجینگ توسط ژاپنی‌ها قتل‌عام شدند.
در مارس ۱۹۳۸ نیروهای ملی چینی اولین پیروزی بزرگ خود را در نبرد تایرژوانگ به دست آوردند اما در مهٔ آن سال شهر شوژو توسط ژاپنی‌ها فتح شد. در ژوئن ۱۹۳۸ نیروهای چینی توانستند با ایجاد طغیان در رود زرد در پیشرفت ژاپنی‌ها وقفه ایجاد کنند و برای خود زمان بخرند تا آماده دفاع از ووهان شوند، اما این شهر نیز در اکتبر به دست ژاپنی‌ها افتاد. اما تمام این پیروزی‌های ژاپن منجر به سقوط مقاومت چینی‌ها، چنان‌که ژاپنی‌ها انتظار داشتند، نشد و بالعکس چین با انتقال دولتش به جزیرهٔ چونگ‌کینگ به مبارزه ادامه داد.

### مناقشات مرزی شوروی و ژاپن

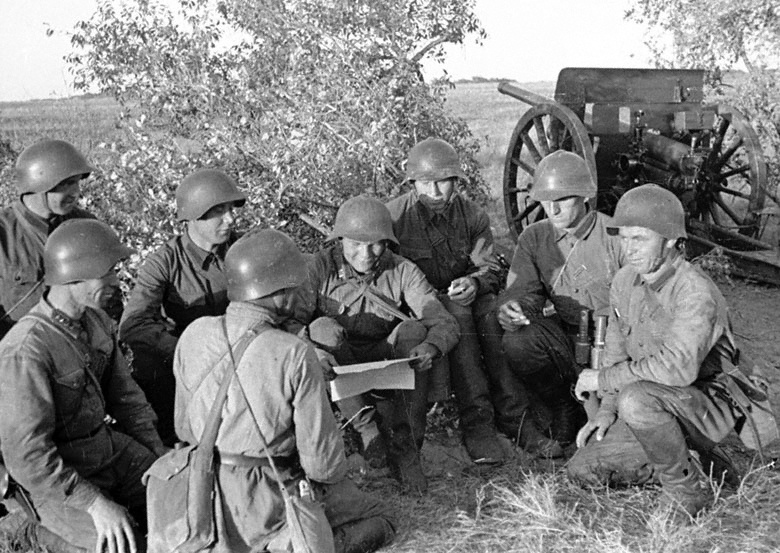
واحد توپخانهٔ ارتش سرخ در نبرد دریاچه خاسان، ۱۹۳۸

در نیمهٔ دوم دههٔ ۱۹۳۰، بین نیروهای ژاپنی مستقر در مانچوکوئو و نیروهای شوروی و جمهوری خلق مغولستان درگیری‌هایی درگرفت. در این مقطع سیاست انتخابی ارتش امپراتوری ژاپن دکترین هوکوشین-رون بود که بر توسعهٔ نفوذ ژاپن به سمت شمال تأکید داشت. با این حال ادامهٔ این سیاست با شکست ژاپن در نبرد خالخین گل در ۱۹۳۹، همزمان با جنگ دوم چین و ژاپن، و تلاش متحد ژاپن، آلمان نازی، برای امضاء پیمان بی‌طرفی با شوروی موفقیت چندانی نیافت. ژاپن و شوروی در آوریل ۱۹۴۱ پیمانی مبنی بر بی‌طرفی امضاء کردند و پس از آن ژاپن به دکترین نانشین-رون رو آورد که سیاست انتخابی نیروی دریایی ژاپن بود و بر توسعهٔ نفوذ این کشور به سمت جنوب تأکید داشت. این سیاست در نهایت ژاپن را به رودررویی و جنگ با آمریکا و متحدان غربی‌اش سوق داد.

### درگیری‌ها و توافقات در اروپا

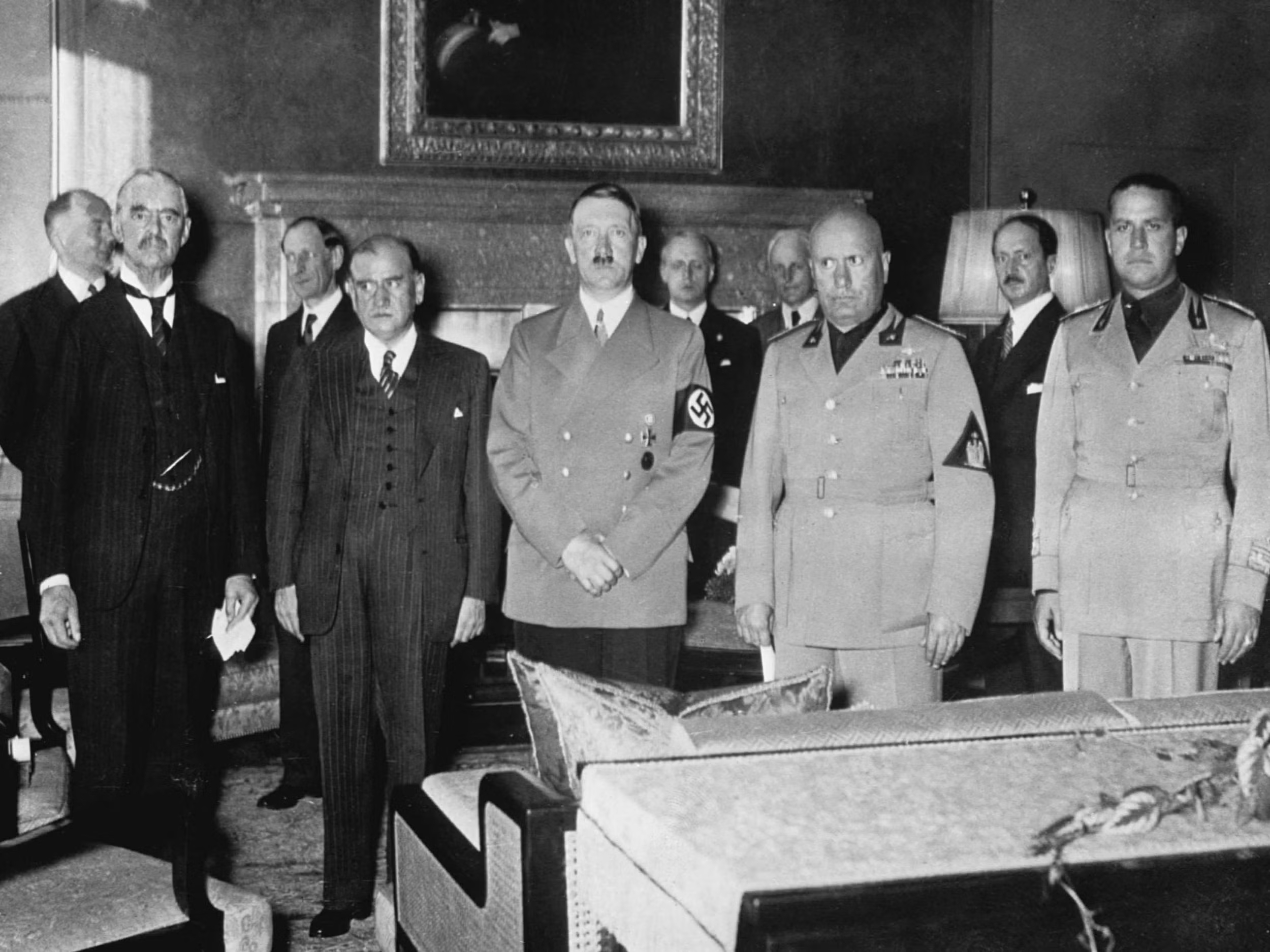
نویل چمبرلین، ادوار دالادیه، آدولف هیتلر، بنیتو موسولینی، و گالئاتسو چانو لحظاتی پیش از امضاء توافقنامه مونیخ، ۲۹ سپتامبر ۱۹۳۸

در اروپا، آلمان و ایتالیا رو به سیاستی تهاجمی آوردند. در مارس ۱۹۳۸، آلمان اتریش را ضمیمهٔ خاک خود کرد، ولی بااین‌حال دیگر قدرت‌های اروپایی باز در برابر هیتلر دست به دامان سیاست مماشات شدند. هیتلر، که از این روند تشویق پذیرفته بود، پیگیر ادعای ارضی آلمان بر سودتنلند شد. سودتنلند بخشی از چکسلواکی بود که جمعیتش را غالباً آلمانی‌زبان‌ها تشکیل می‌دادند. بریتانیا و فرانسه به پیشنهاد و ابتکار نخست‌وزیر بریتانیا نویل چمبرلین و به رغم مخالفت دولت چکسلواکی، با امضاء توافقنامه مونیخ پذیرفتند که سودتنلند به خاک آلمان الصاق شود و در ازای آن آلمان قول بدهد در آینده ادعای ارضی دیگری نداشته باشد. اندکی بعد آلمان و ایتالیا چکسلواکی را مجبور کردند بخش‌های دیگر از خاک خود را به مجارستان واگذار کند و لهستان هم منطقهٔ زائولزی چکسلواکی را تصرف کرد.
با این که در توافق‌نامه مونیخ همهٔ خواسته‌های صریح آلمان اجابت شده بود، هیتلر در خفا از دخالت بریتانیا که منجر شده بود او نتواند همهٔ خاک چکسلواکی را در یک عملیات تصاحب کند عصبانی بود. او در سخنرانی‌های بعدی‌اش به بریتانیا و یهودی‌های «جنگ‌طلب» حمله کرد و در ژانویه ۱۹۳۹ مخفیانه دستور داد نیروی دریایی آلمان تسلیحاتش را به شکل گسترده‌ای تجدید کند و تفوق دریایی بریتانیا را به چالش بکشد. در مارس ۱۹۳۹، آلمان به بقیهٔ مناطق چکسلواکی هم یورش برد و آن را به بوهم و موراویا، که منطقه‌ای تحت‌الحمایه آلمان بود، و دولت دست‌نشاندهٔ جمهوری اسلواکی تقسیم کرد.
هیتلر همچنین در ۲۰ مارس ۱۹۳۹ اولتیماتومی علیه لیتوانی صادر کرد و این کشور را مجبور کرد تا منطقه کلایپدا را به آلمان واگذار کند.

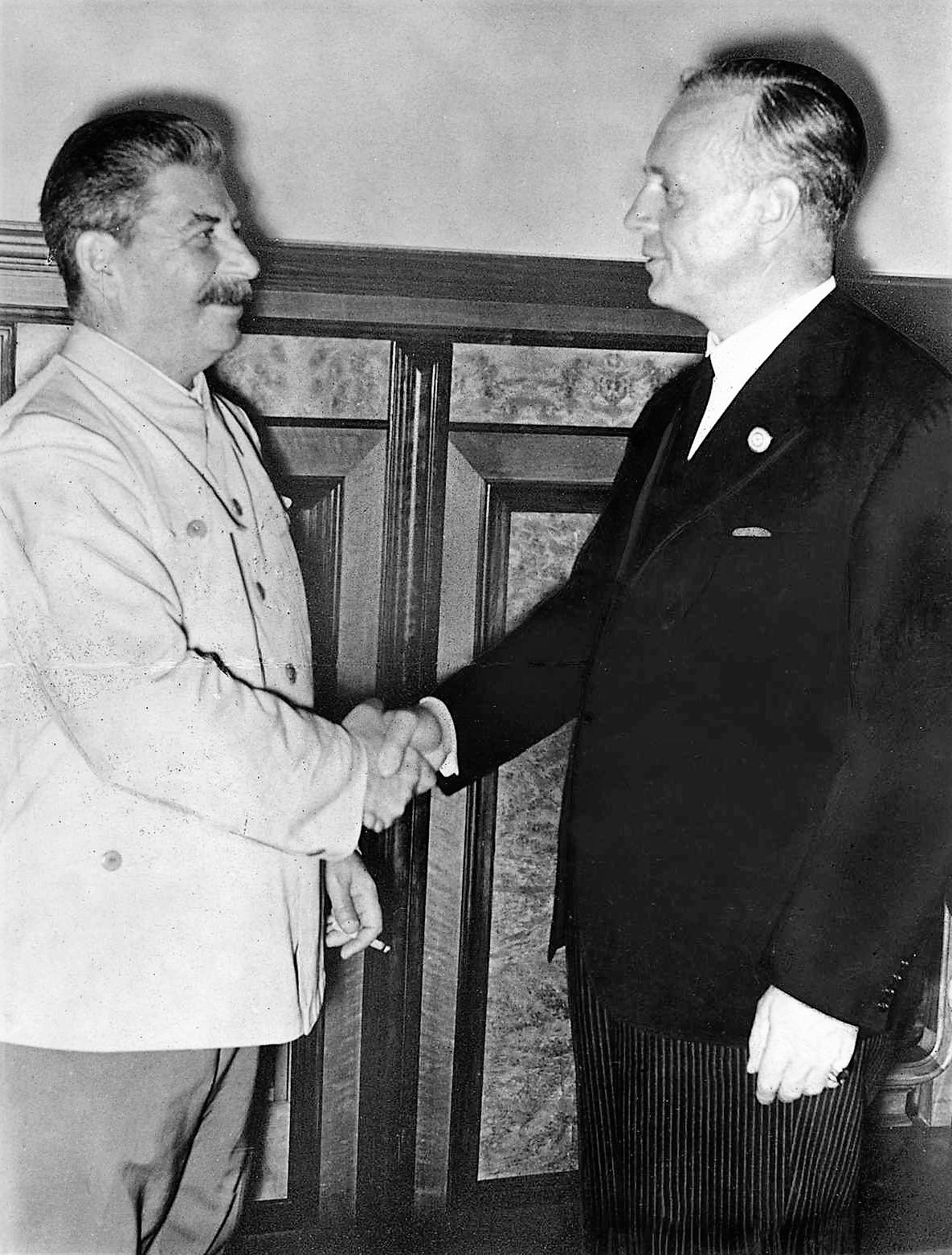
وزیر امور خارجهٔ آلمان یواخیم فون ریبنتروپ (راست) و رهبر شوروی ژوزف استالین، پس از امضای پیمان مولوتوف–ریبنتروپ، ۲۳ اوت ۱۹۳۹

بریتانیا و فرانسه که از ادعای ارضی آلمان بر ایالت آزاد دانتسیگ نگران شده بودند، به لهستان تضمین دادند که از حمایتشان از استقلال این کشور چشم نمی‌پوشند. با حمله ایتالیا به آلبانی در آوریل ۱۹۳۹، تضمینی مشابه به رومانی و یونان داده شد.
اندکی پس از وعدهٔ بریتانیا و فرانسه به لهستان، آلمان و ایتالیا با امضاء پیمان فولاد به اتحادشان رسمیت بخشیدند.
هیتلر بریتانیا و لهستان را متهم کرد که در تلاش برای «محاصرهٔ» آلمانند و از توافق‌نامه دریایی انگلیس و آلمان و معاهده عدم تعرض آلمان و لهستان خارج شد.
در اواخر ماه اوت، آلمان نیروهایش را در مرزش با لهستان بسیج کرد و اروپا وارد بحرانی عمومی شد. در ۲۳ اوت، با توقف مذاکرات دربارهٔ پیمان نظامی سه‌گانه بین فرانسه، بریتانیا، و شوروی،
شوروی پیمانی مبنی بر عدم تعرض با آلمان امضاء کرد.
در جملهٔ مفاد این پیمان معاهده‌ای سرّی قرار داشت که «مناطق نفوذ» آلمان و شوروی را مشخص می‌کرد (غرب لهستان و لیتوانی به آلمان می‌رسید و شرق لهستان، فنلاند، استونی، لتونی، و بیسارابیا سهم شوروی بود)، و استقلال لهستان را به چالش می‌کشید.
به واسطهٔ این پیمان، ضدیت شوروی با حملهٔ آلمان به لهستان خنثی شد و آلمان مجبور نبود مثل جنگ جهانی اول در دو جبهه شرقی و غربی بجنگد. بلافاصله پس از عقد این پیمان، هیتلر دستور داد که حمله به لهستان در ۲۶ اوت آغاز شود، ولی پس از شنیدن خبر عقد پیمان همکاری مشترک بین لهستان و بریتانیا و بی‌طرف ماندن ایتالیا، آن را به تأخیر انداخت.
آلمان در پاسخ به درخواست بریتانیا برای مذاکرات مستقیم به‌منظور جلوگیری از جنگ، ادعای ارضی خود را بر لهستان تکرار کرد و این خود بهانه‌ای برای تضعیف روابط بین دو کشور شد.
در ۲۹ اوت، هیتلر خواستار آن شد که لهستان نماینده‌ای تام‌الاختیار به برلین بفرستد تا دربارهٔ تسلیم گدانسک به آلمان و برگزاری همه‌پرسی در کریدور لهستان (که اقلیت آلمانی‌زبان ساکن در آن به جدایی از لهستان رأی می‌داد) مذاکره کند.
لهستان از اجابت مطالبات آلمان سر باز زد و وزیر خارجهٔ آلمان ریبنتروپ در شب ۳۰–۳۱ اوت پس از جلسه‌ای متشنج با سفیر بریتانیا نویل هندرسون اعلام کرد که در نظر آلمان از پذیرش مطالبات این کشور امتناع شده است.

## دوران جنگ

### آغاز جنگ در اروپا (۱۹۳۹‎–۱۹۴۰)

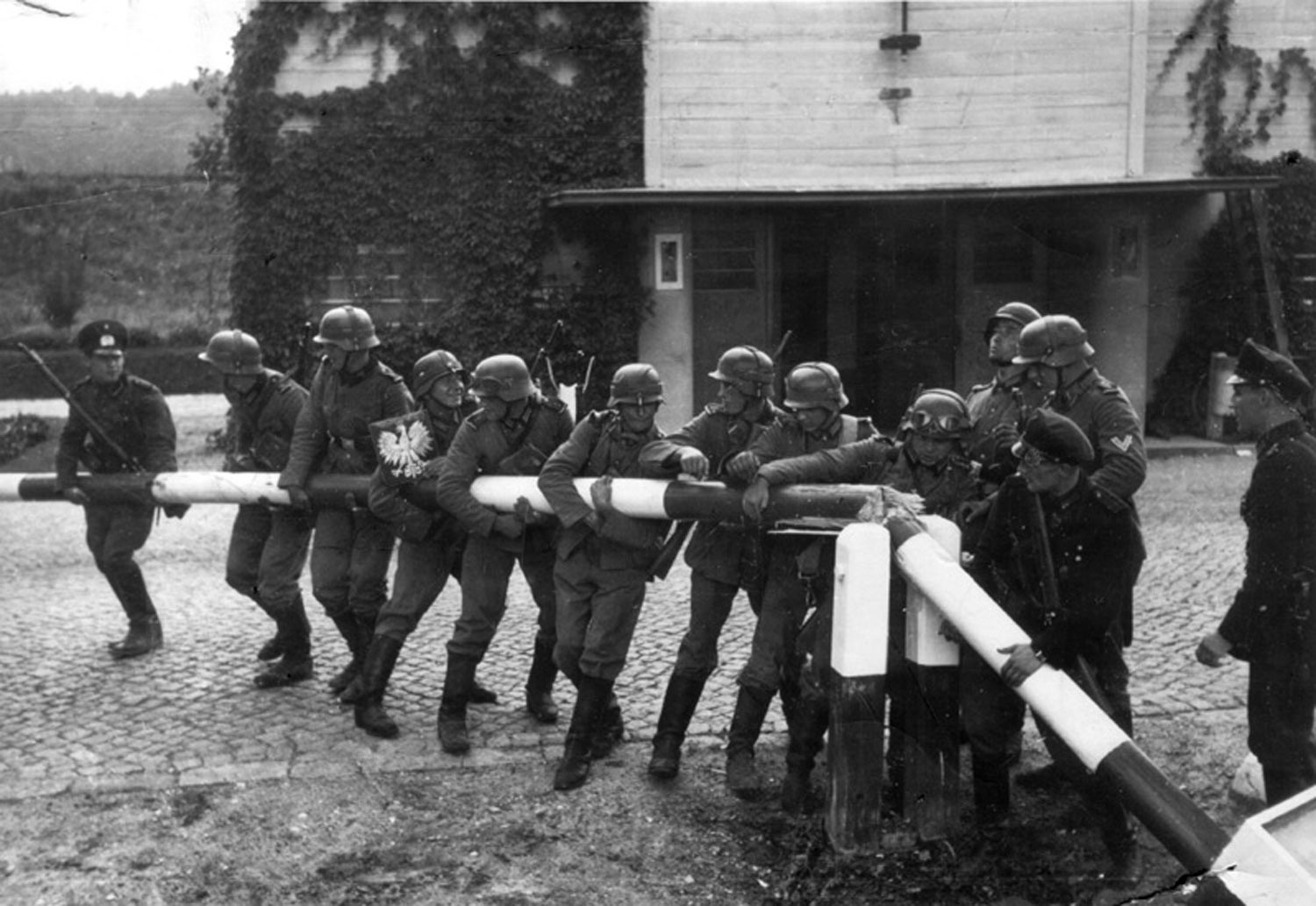
سربازان آلمانی در حال عبور از مرز لهستان، ۱ سپتامبر ۱۹۳۹

روز ۱ سپتامبر سال ۱۹۳۹، آلمان پس از آماده‌سازی چندین عملیات پرچم دروغین همچون عملیات گلایویتس به‌عنوان پیش‌زمینه، تهاجم به لهستان را آغاز کرد. اغلب از نبرد وسترپلاته به‌عنوان نخستین نبرد جنگ یاد می‌شود. بریتانیا و فرانسه به آلمان ضرب‌الاجل دادند تا عملیات‌های نظامی خود را متوقف کند. روز ۳ سپتامبر، پس از نادیده‌گرفته‌شدن این ضرب‌الاجل، فرانسه، بریتانیا، استرالیا و نیوزیلند علیه آلمان اعلام جنگ کردند. آفریقای جنوبی در ۶ سپتامبر و کانادا نیز در ۱۰ سپتامبر به این ائتلاف پیوستند. این کشورها به جز یک درگیری مختصر در زارلاند، هیچ کمکی به لهستان ارائه نکردند. متفقین با هدف ضربه به اقتصاد و افزایش هزینه‌های جنگ برای آلمان، یک محاصرهٔ دریایی علیه این کشور ایجاد نمودند. آلمان با تهاجم او-بوت‌ها به کشتی‌های جنگی و تجاری متفقین به این محاصره پاسخ داد. این اقدام آلمان به نبرد اقیانوس اطلس انجامید.

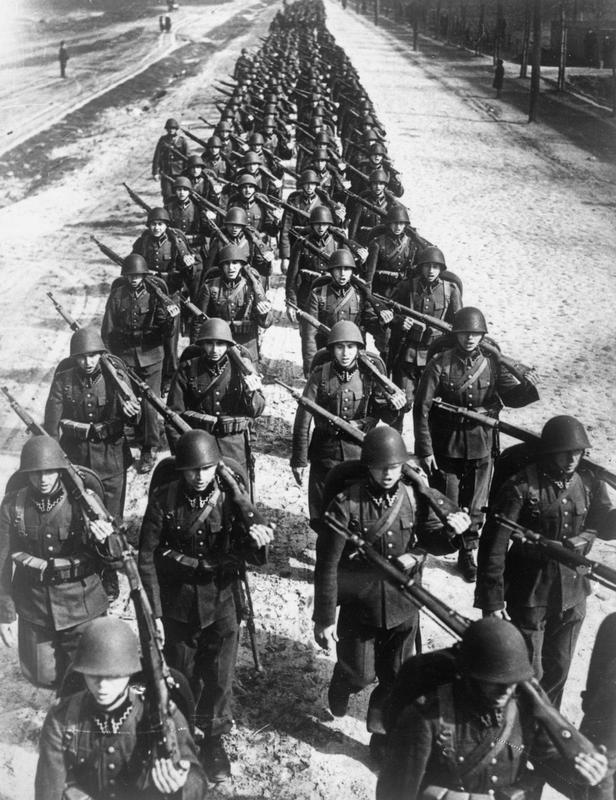
سربازان لهستانی در حین دفاع از کشور، سپتامبر ۱۹۳۹

نیروهای آلمانی ۸ سپتامبر به حومهٔ ورشو رسیدند. ضدحمله لهستان به سمت غرب برای چندین روز پیشروی نیروهای آلمانی را متوقف کرد؛ اما دوز زدن ضد حمله توسط ورماخت به محاصره نیروهای لهستانی منجر شد. بقایای نیروهای لهستانی با گذر از حلقه نیروهای دشمن وارد ورشوی در محاصره شدند. روز ۱۷ سپتامبر سال ۱۹۳۹ و پس از امضای آتش‌بس با ژاپن، تهاجم شوروی به لهستان نیز آغاز شد. دلیل ظاهری ارائه‌شده برای این حمله، محافظت از اقلیت‌های اوکراینی و بلاروسی هنگام فروپاشی لهستان اعلام گردید. روز ۲۷ سپتامبر، مدافعان ورشو تسلیم آلمانی‌ها شدند. آخرین نیروهای اصلی عملیاتی لهستان نیز روز ۶ اکتبر دست از مبارزه کشیدند. با وجود شکست نظامی، لهستان هیچگاه تسلیم نشد و اقدام به ایجاد دولت در تبعید و دولت زیرزمینی در سرزمین تسخیرشده‌اش کرد. بخش زیادی از نیروهای نظامی لهستان به رومانی و دیگر کشورهای حاشیه دریای بالتیک نقل مکان کردند. بسیاری از این نیروها در دیگر صحنه‌های جنگ به نبرد با نیروهای محور پرداختند.
بخش غربی لهستان به آلمان و بخش شرقی آن به شوروی ملحق شد. بخش از این سرزمین تحت حاکمیتی با عنوان "دولت عمومی" قرار گرفت. قسمت‌های کوچکی از خاک لهستان نیز به لیتوانی و اسلواکی رسید. روز ۶ اکتبر هیتلر یک پیشنهاد صلح برای بریتانیا و فرانسه فرستاد و گفت که آیندهٔ لهستان باید صرفاً توسط آلمان و شوروی تعیین شود. این پیشنهاد رد شد و هیتلر دستور حملهٔ فوری به فرانسه را صادر کرد. با وجود این، حمله به‌دلیل شرایط بد آب‌وهوایی به بهار سال ۱۹۴۰ موکول شد.

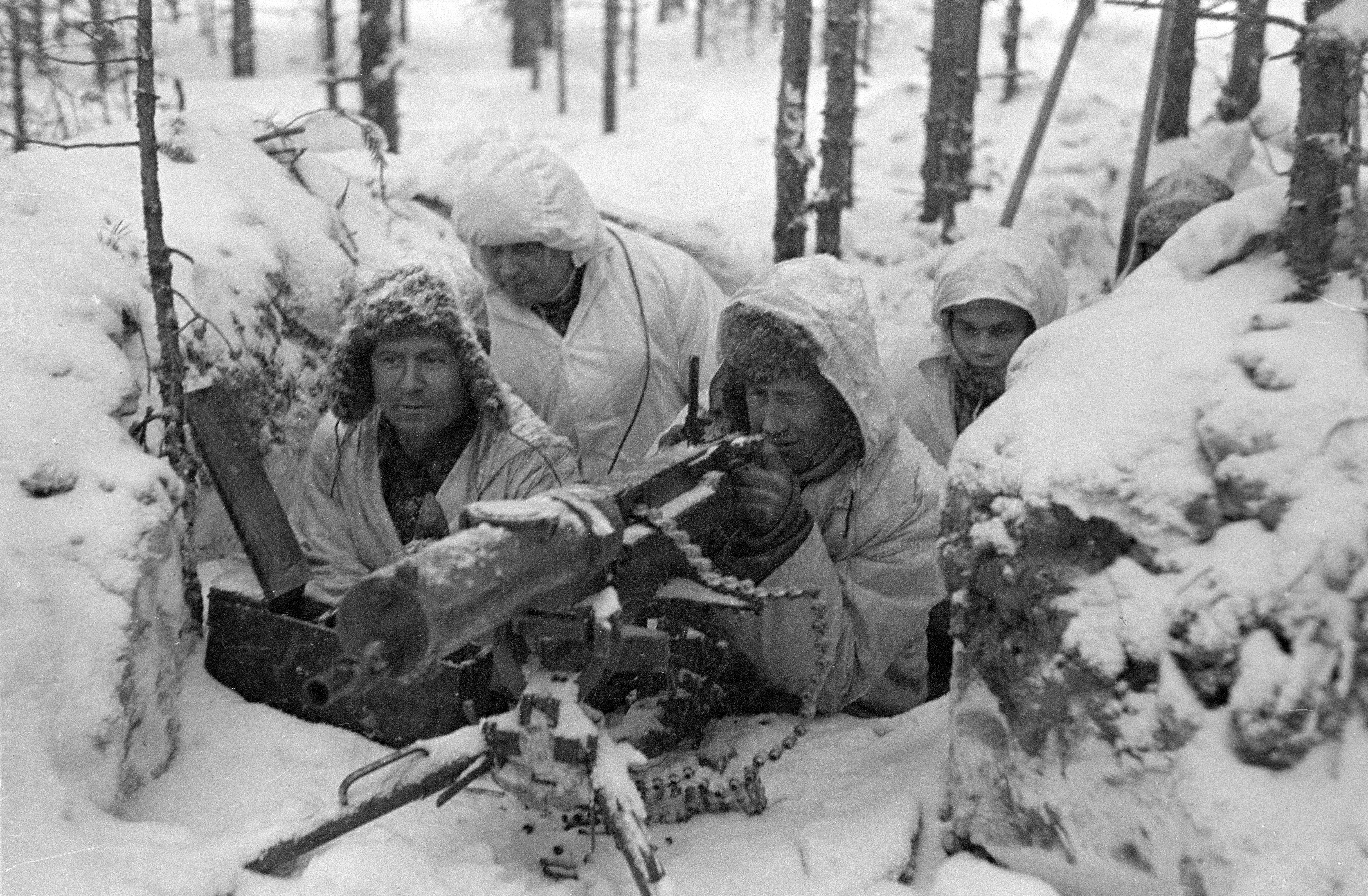
آشیانهٔ مسلسل فنلاندی که روی سربازان ارتش سرخ شوروی هدف گرفته است، جنگ زمستان، فوریهٔ ۱۹۴۰

اتحاد جماهیر شوروی کشورهای حوزه دریای بالتیک شامل استونی، لتونی و لیتوانی، کشورهایی که تحت پیمان مولوتوف-ریبنتروپ در «قلمروی نفوذ» شوروی بودند، را مجبور به امضای پیمان‌های کمک دوطرفه کرد. استقرار نیروهای شوروی در این کشورها از شرایط این پیمان‌ها بود. مدتی بعد تعداد چشم‌گیری از نیروهای نظامی شوروی وارد این کشورها شدند. فنلاند از امضای چنین پیمانی امتناع ورزید و راضی به واگذار کردن بخشی از قلمروی خود به شوروی نشد. شوروی ماه نوامبر سال ۱۹۳۹ به فنلاند حمله برد که موجب آغاز جنگ زمستان گردید. این حمله منجر به اخراج شوروی از جامعه ملل شد. با وجود برتری عددی و تسلیحاتی شوروی، موفقیت نیروهای این کشور ناچیز بود و جنگ میان دو کشور ماه مارس سال ۱۹۴۰ با امضای پیمان‌نامه صلح مسکو و با حفظ استقلال فنلاند پایان یافت.
ماه ژوئن سال ۱۹۴۰، شوروی اجباراً استونی، لتونی و لیتوانی را به قلمروی خود افزود و بر سر مناطق بیسارابیا و بوکوفینای شمالی با رومانی به اختلاف خورد. در همین حال، روابط حسنه سیاسی و همکاری‌های اقتصادی شوروی و آلمان کم‌کم متوقف شد و هر دو کشور مقدمات جنگ را فراهم کردند.

### غرب اروپا (۱۹۴۰‎–۱۹۴۱)

پیشروی نیروهای آلمانی در بلژیک و شمال فرانسه، ۱۰ مه تا ۴ ژوئن ۱۹۴۰، با گذر از خط دفاعی ماژینو (نمایش‌داده‌شده به رنگ قرمز تیره)

ماه آوریل سال ۱۹۴۰، آلمان برای محافظت از محمولهٔ سنگ آهن سوئد، که متفقین در تلاش برای ایجاد اختلال در آن بودند، عملیات وزروبونگ را در تهاجم به دانمارک و نروژ به اجرا گذاشت. دانمارک تنها پس از چند ساعت تسلیم شد و نروژ در عرض دو ماه و با وجود حمایت متفقین به تصرف آلمانی‌ها درآمد.
ماه مه، تهاجم آلمان به فرانسه صورت گرفت. جهت دور زدن استحکامات خط دفاعی ماژینو، آلمان کشورهای بی‌طرف بلژیک، هلند و لوکزامبورگ را مورد حمله قرار داد. آلمان‌ها تهاجم اصلی را از راه جنگل‌های آردن به انجام رساندند. با استفاده موفقیت‌آمیز از تاکتیک بلیتس‌کریگ، ورماخت به‌سرعت خود را به کانال مانش رساند و ارتباط نیروهای متفقین حاضر در بلژیک و شمال فرانسه را با بدنه اصلی خاک فرانسه قطع کرد. این عملیات منجر به به محاصره افتادن مقدار زیادی از نیروهای متفقین شد. به هر صورت بخش بزرگی از نیروهای بریتانیایی به همراه بخشی از قوای بلژیکی و فرانسوی با رها کردن تقریباً تمام تجهیزات خود، توانستند تا اوایل ماه ژوئن از طریق بندر دانکرک از بدنه اصلی خاک اروپا عقب‌نشینی کنند.
روز ۱۰ ژوئن، ایتالیا به فرانسه حمله کرد و با فرانسه و بریتانیا وارد جنگ شد. آلمانی‌ها در ادامه به سمت جنوب و به نبرد مابقی نیروهای فرانسوی رفتند. پاریس روز ۱۴ ژوئن به سلطه مهاجمان درآمد. آلمان و فرانسه روز ۲۲ ژوئن سال ۱۹۴۰ یک پیمان آتش‌بس به امضا رساندند. بخش‌هایی از سرزمین فرانسه به آلمان و ایتالیا سپرده شد و دولتی تحت عنوان فرانسه ویشی در اراضی جنوبی تشکیل گشت. فرانسه نیروی دریایی خود را حفظ کرد. این بزرگ‌ترین پیروزی آلمان نازی بود، پیروزی ای که در کمتر از سه ماه صورت گرفت. در نهایت بریتانیایی‌ها برای جلوگیری از تصاحب ناوگان دریایی فرانسه ویشی توسط آلمانی‌ها، روز ۳ ژوئیه آن را مورد حمله قرار دادند.
نبرد بریتانیا اوایل ماه ژوئیه در پی حمله لوفت‌وافه به کشتی‌ها و بندرهای بریتانیا آغاز شد. به هر صورت این اقدام نتیجهٔ چندانی برای آلمانی‌ها دربر نداشت. در پی این مسئله، تهاجم برنامه‌ریزی‌شدهٔ آلمان به بریتانیا روز ۱۷ سپتامبر برای همیشه لغو شد. با وجود تشدید بمباران راهبردی با حملات شبانه به لندن و دیگر شهرها، این حملات نتوانستند قوای جنگی بریتانیا را به مقدار زیادی مختل کنند. بخش عظیمی از حملات در مهٔ ۱۹۴۱ متوقف شد.
ماه نوامبر، ایالات متحده در حال بررسی شرایط برای یاری‌رسانی به چین و متفقین بود. این کشور لوایح بی‌طرفی را برای مجاز کردن «پرداخت نقد و حمل» خرید از جانب متفقین، مورد بازبینی قرار داد. سال ۱۹۴۰ و در پی سقوط فرانسه، بزرگی نیروی دریایی ایالات متحده آمریکا به‌طور چشم‌گیری افزایش یافت. ماه سپتامبر، ایالات متحده با معاملهٔ ناوشکن‌های آمریکایی با پایگاه‌های بریتانیایی موافقت کرد. با وجود این، اکثریت مردم ایالات متحده تا سال ۱۹۴۱ همچنان با هرگونه مداخلهٔ مستقیم نظامی در جنگ مخالف بودند. ماه دسامبر، روزولت هیتلر را به برنامه‌ریزی برای فتح جهان متهم کرد و هرگونه مذاکره‌ای را به‌دلیل بی‌فایده دانستن آن رد کرد. او ایالات متحده را «زرادخانه دموکراسی» نامید و برنامه‌های قانون وام و اجاره را با هدف پشتیبانی از بریتانیا افزایش داد. ایالات متحده طرح‌ریزی راهبردی برای آغاز حمله‌ای همه‌جانبه به آلمان را شروع کرد.
پایان ماه سپتامبر ۱۹۴۰، پیمان سه‌جانبه رسماً ژاپن، ایتالیا و آلمان را به‌عنوان نیروهای محور با یکدیگر متحد کرد. بر اساس این پیمان در صورتی که کشوری، جز شوروی، به هر یک از نیروهای محور حمله کند دیگر کشورها می‌بایست از آن دفاع کنند. نیروهای محور ماه نوامبر ۱۹۴۰ و با پیوستن مجارستان، اسلواکی و رومانی گسترش یافت.

### مدیترانه و خاورمیانه (۱۹۴۰‎–۱۹۴۱)

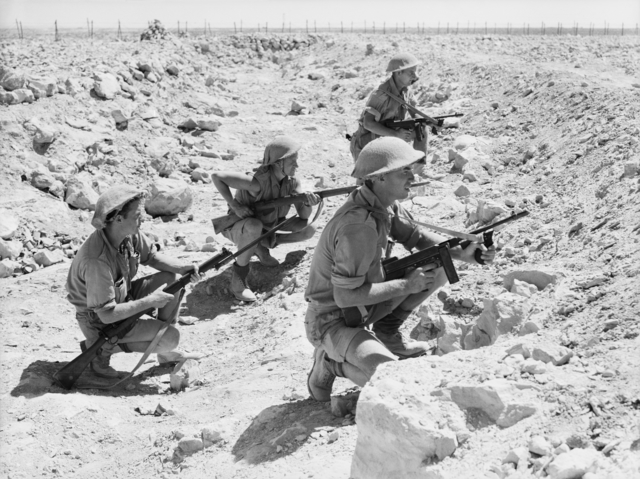
سربازان بریتانیایی از لشکر ۹ ارتش استرالیا در حین محاصره طبرق، نبرد شمال آفریقا

در ژوئن ۱۹۴۰ نیروی هوایی سلطنتی ایتالیا به جزیره مالت حمله کرد و محاصره مالت که در دست بریتانیایی‌ها بود آغاز شد. در اواخر تابستان و اوایل پاییز نیروهای ایتالیایی سومالی را از چنگ بریتانیایی‌ها درآوردند و تهاجم به مصر را آغاز نمودند. در ماه اکتبر ایتالیا به یونان حمله کرد که با مقاومت سنگین یونانی‌ها و تلفات سنگین نیروهای ایتالیایی همراه بود. این حمله در عرض چند روز و با تغییرات جزئی در قلمروی کشورها پایان یافت. آلمان که شاهد این ناکامی متحد خود بود جهت جلوگیری از مستقر شدن بریتانیا در یونان که می‌توانست خطری برای چاه‌های نفت رومانی باشد و همچنین جهت حمله آینده به متصرفات بریتانیا در دریای مدیترانه مقدمات تهاجم به بالکان را مهیا نمود.

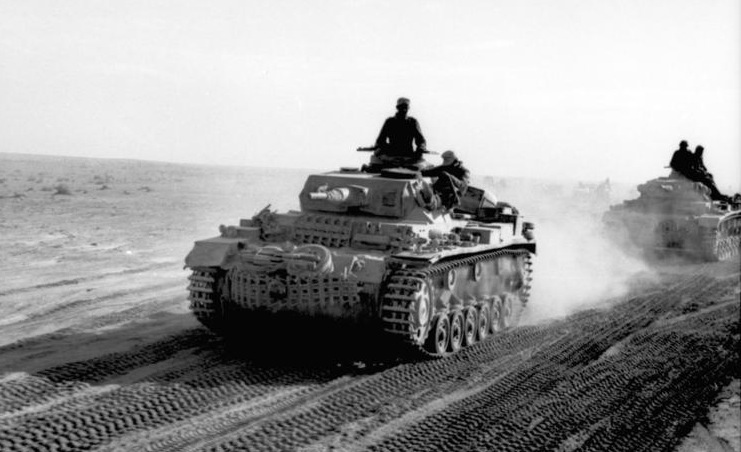
تانک‌های متعلق به سپاه آفریقا در حال پیشروی در صحرای شمال آفریقا، سال ۱۹۴۱

در دسامبر سال ۱۹۴۰ نیروهای بریتانیایی ضدحمله خود را علیه نیروهای ایتالیا در مصر و شرق آفریقا آغاز نمودند. این عملیات به شدت موفقیت‌آمیز بود و تا فوریه ۱۹۴۱ ایتالیایی‌ها ضمن از دست دادن کنترل شرق لیبی تلفات سنگینی را متحمل شدند و تعداد زیادی اسیر دادند. نیروی دریایی ایتالیا نیز در این مدت آسیب‌های زیادی را متحمل گشت و در نبرد تارانتو نیروی دریایی سلطنتی بریتانیا سه نبردناو ایتالیایی را از سرویس خارج کرد که در ادامه نیز طی نبرد دهانه ماتاپان کشتی‌های بیشتری منهدم گشتند.
شکست‌های ایتالیا آلمان را وادار کرد تا نیروهای کمکی به شمال آفریقا ارسال نماید. از همین رو در مارس ۱۹۴۱ سپاه آفریقا به فرماندهی رومل عملیاتی را آغاز نمود که منجر به عقب‌نشینی نیروهای متفقین گشت. در طی یک ماه نیروهای محور تا غرب مصر پیشروی کردند و بندر طبرق را به محاصره خویش درآوردند.
با وجود اعتراض شوروی، بلغارستان روز ۱ مارس به پیمان سه جانبه پیوست و به آلمان اجازه داد نیروهای خود را در مرز یونان مستقر کند. در طرف مقابل از ماه فوریه تمهیداتی جهت ورود نیروهای بریتانیایی به یونان صورت گرفت. این مسئله آلمان را ترغیب به حمله به یونان کرد. تحت فشار آلمان، یوگسلاوی نیز روز ۲۵ مارس پیمان سه جانبه را امضا کرد اما حکومت آن دو روز بعد با کودتای نظامیان نزدیک به بریتانیا ساقط شد. در پاسخ، آلمان تهاجم خود به یوگسلاوی و یونان را در ۶ آوریل آغاز کرد که منجر به تصرف هر دو کشور در عرض سه هفته شد. تصرف بالکان با تسخیر جزیره کرت در یک عملیات هوابرد در انتهای ماه مه تکمیل گشت. هر چند که اشغال بالکان در ابتدا عملیاتی سریع و بدون دردسر بود اما به سرعت جنبش پارتیزانی در یوگسلاوی تحت اشغال متحدان شکل گرفت که تا پایان جنگ به مبارزه با اشغالگران پرداخت.
در خاورمیانه طی ماه مه قوای کشورهای همسود شورش عراق که توسط هواگردهای آلمانی برخاسته از پایگاه‌های سوریه فرانسه ویشی پشتیبانی می‌شدند، را سرکوب و بین ماه‌های ژوئن و ژوئیه سال ۱۹۴۱ با کمک نیروهای فرانسه آزاد سوریه و لبنان را از سلطه دولت ویشی خارج کردند.

### تهاجم نیروهای محور به اتحاد جماهیر شوروی (۱۹۴۱)

نقشه متحرک جبهه اروپایی جنگ جهانی دوم از ۱۹۳۹ تا ۱۹۴۵، قرمز: متفقین غربی و شوروی پس از ۱۹۴۱؛ سبز: شوروی پیش از ۱۹۴۱؛ آبی: نیروهای محور

ماه آوریل ۱۹۴۱ شوروی که نگران افزایش تنش‌ها با آلمان بود، با امپراتوری ژاپن که با ضعف کشورهای اروپایی چشم به مستعمرات آن‌ها در جنوب شرقی آسیا دوخته بود، وارد مذاکره شده و معاهده بی‌طرفی میان دو کشور امضا شد. در همان حال، آلمانی‌ها در حال آماده‌سازی جهت حمله به شوروی بوده و نیروهای زیادی را در مرز مشترک مستقر کرده‌بودند.
در سوی دیگر هیتلر اعتقاد داشت بریتانیا به امید آن که شوروی و ایالات متحده وارد جنگ خواهند شد از قبول تسلیم و پایان جنگ خودداری می‌کند. از این رو، او می‌کوشید روابط خود با شوروی را مستحکم کند و اگر در این امر موفق نبود با تهاجم به شوروی آن را از میان ببرد. ماه نوامبر سال ۱۹۴۰ مذاکراتی جهت بررسی شرایط شوروی جهت پیوستن به پیمان سه جانبه آغاز شد. شوروی علاقه خود به این اتحاد را نشان داد اما درخواست امتیازاتی از فنلاند، بلغارستان، ترکیه و ژاپن داشت که این خواسته‌ها برای آلمان پذیرفتنی نبود. در نهایت هیتلر در ۱۸ دسامبر ۱۹۴۰ فرمان آماده‌سازی تهاجم به شوروی را صادر کرد.

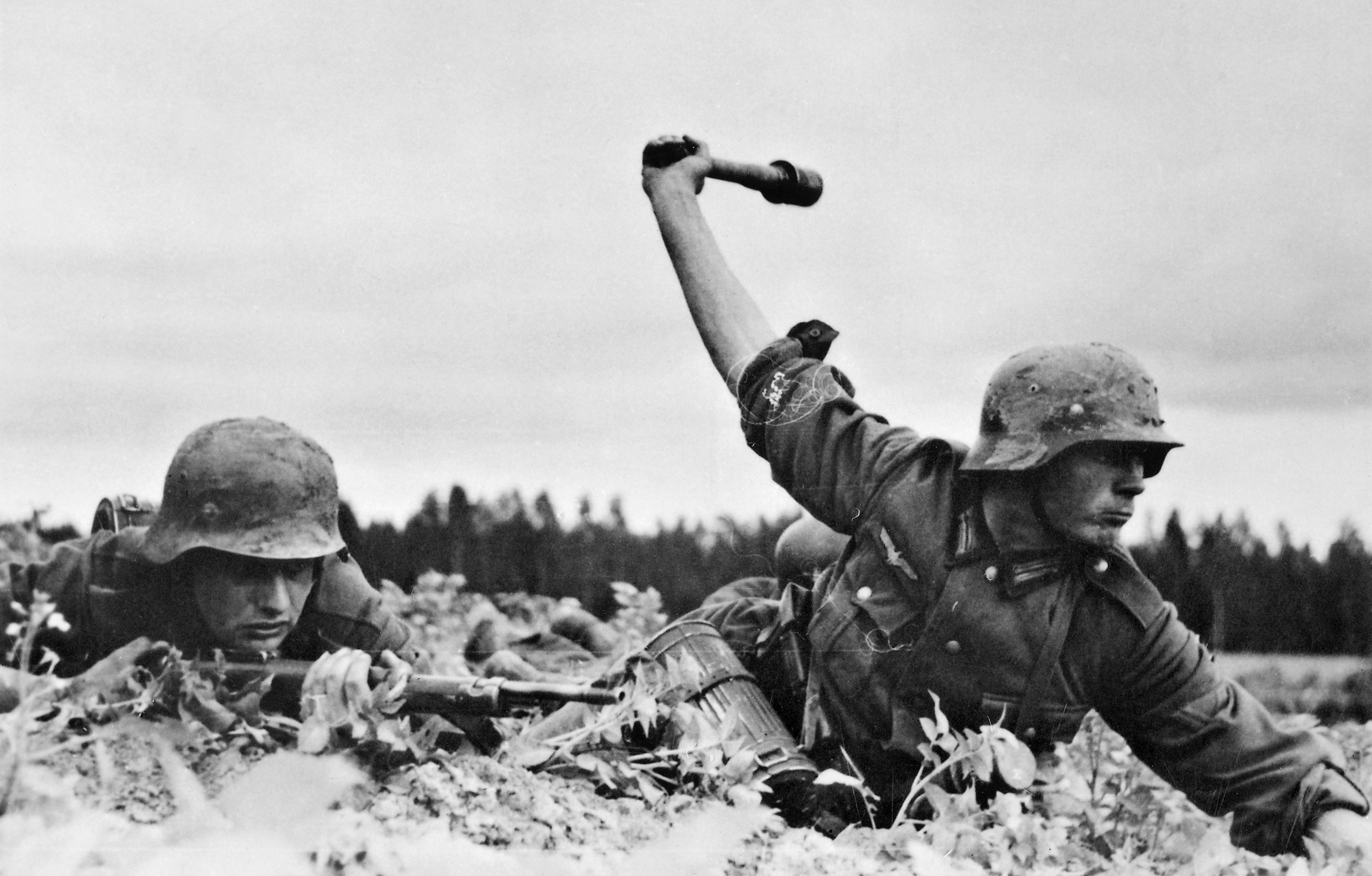
سربازان آلمانی در تهاجم نیروهای محور به شوروی، سال ۱۹۴۱

در ۲۲ ژوئن ۱۹۴۱ نیروهای آلمانی به همراهی نیروهای رومانیایی تهاجم به شوروی را در قالب عملیات بارباروسا آغاز کردند. مدت کوتاهی بعد فنلاند، مجارستان و ایتالیا نیز به این پیکار پیوستند. هدف اولیه این تهاجم غافلگیرانه تصرف مسکو، لنینگراد و اوکراین و هدف نهایی تصرف خط آرخانگلسک-آستاراخان (یعنی از دریای خزر تا دریای سفید) تا پایان سال ۱۹۴۱ بود. اهداف هیتلر از این کارزار نابودی اتحاد جماهیر شوروی به عنوان یک قدرت نظامی، ریشه‌کنی کمونیسم، کسب فضای حیاتی از طریق اخراج مردمان بومی و تضمین دسترسی به مواد و منابع مورد نیاز برای شکست دشمنان باقی مانده، بود.
اگر چه ارتش سرخ پیش از آغاز جنگ برنامه‌های خود را پیرامون یک ضدحمله راهبردی مدون نموده بود؛ اما شدت عملیات بارباروسا فرماندهی عالی شوروی را مجبور کرد تا شیوهٔ دفاع راهبردی را در پیش بگیرد. در طول تابستان نیروهای محور ضمن وارد آوردن تلفات سنگین در حوزه نفرات و ادوات به شوروی، موفق به پیشروی‌های گسترده گشتند. اواسط ماه اوت فرماندهی عالی نیروی زمینی آلمان تصمیم گرفت پس از نبرد اسمولنسک گروه ارتش مرکز را متوقف کند تا بخش‌هایی از آن به کمک دیگر نیروهای آلمانی در اوکراین و ناحیه لنینگراد بروند. در جبهه اوکراین نبرد کی‌یف موفقیت‌آمیز بود و نهایتاً باعث محاصره و انهدام کامل چهار ارتش میدانی شوروی شد. این پیروزی خیره کننده راه را برای آلمانی‌ها جهت تهاجم به کریمه (از تابستان سال ۱۹۴۱ تا نیمه نخست ۱۹۴۲) و نواحی صنعتی شرق اوکراین هموار کرد.

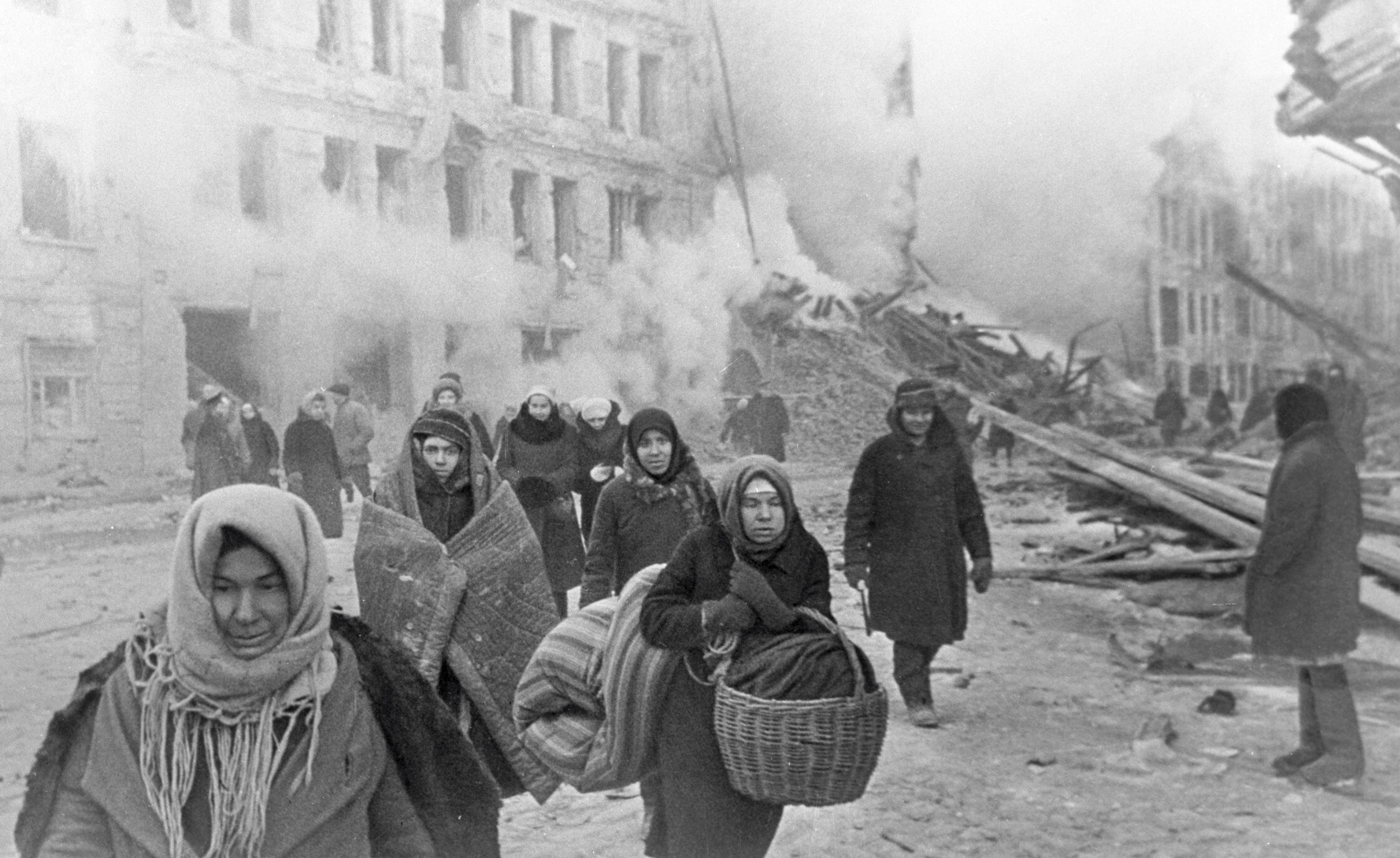
شهروندان شوروی در حال ترک منازلشان که طی محاصره لنینگراد توسط بمباران آلمانی‌ها نابود گشته است، ده دسامبر ۱۹۴۲

انتقال سه چهارم نیروی زمینی و قسمت عمده نیروی هوایی نیروهای محور از فرانسه و مدیترانه به جبهه شرقی بریتانیا را تشویق به تجدید نظر در راهبرد عالی خود نمود و در ژوئیه اتحاد نظامی بریتانیا و شوروی علیه آلمان شکل گرفت. در نتیجه این تغییر رویه و اتحاد دو دشمن دیرین، آن‌ها جهت حفظ امنیت دالان ایرانی و چاه‌های نفت به صورت مشترک به ایران حمله و آن را اشغال کردند. ماه اوت بریتانیا و ایالات متحده نیز به صورت مشترک منشور اقیانوس اطلس جهت یاری‌رسانی به شوروی را امضا نمودند.
ماه اکتبر اهداف عملیاتی مهاجمان آلمانی در اوکراین و منطقه بالتیک تماماً به محقق شد و تنها محاصره لنینگراد و بندر سواستوپول همچنان در جریان بود. تهاجم به سمت مسکو از سر گرفته شد و نیروهای فرسوده آلمانی پس از دو ماه رزم سخت و مبارزه با هوای بسیار سرد توانستند به حومه مسکو برسند اما همان‌جا عملیات متوقف گشتند. علی‌رغم پیشروی گسترده نیروهای محور در خاک شوروی، آن‌ها نتوانستند به اهداف اصلی خود دست پیدا کنند. هنوز دو شهر اصلی مسکو و لنینگراد در دست شوروی قرار داشت و قدرت نظامی آن نه تنها خرد نشده بود بلکه توانسته بود قسمت بزرگی از توانایی خود را حفظ کند و اندک‌اندک در حال بازیابی و تقویت آن بود. جنگ برق‌آسا (بلیتس‌کریگ) در اروپا پایان یافته‌بود.
اوایل دسامبر نیروهای ذخیره شوروی که به تازگی وارد میدان نبرد شده بودند، برتری عددی را برای شوروی ایجاد کردند. علاوه بر این اطلاعات شوروی نشان می‌داد وجود تعداد اندکی نیرو در خاور دور برای بازداشتن نیروهای ژاپنی از تهاجم به خاک شوروی کافی است. این نیروهای جدید به شوروی امکان یک ضد حمله گسترده در ۵ دسامبر را داد که نیروهای آلمانی را در تمام طول خط مقدم ۱۰۰ تا ۲۰۰ کیلومتر عقب راند.

### شعله‌ور شدن جنگ در اقیانوس آرام (۱۹۴۱)

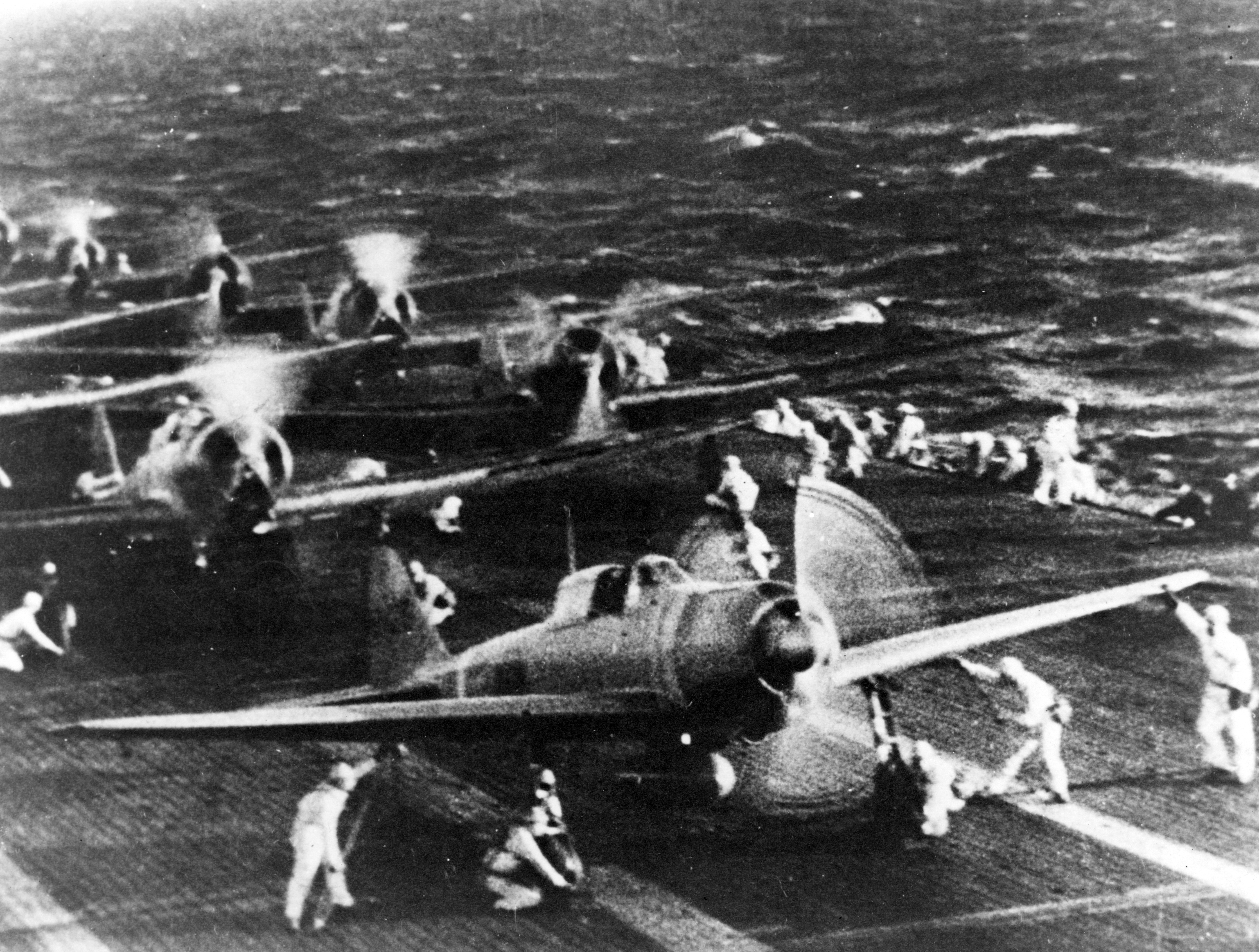
درگیرینده‌های میتسوبیشی زیرو متعلق به نیروی دریایی امپراتوری ژاپن بر روی ناو هواپیمابر شوکاکو، پیش از تهاجم به پرل هاربر

در سال ۱۹۳۹ ایالات متحده معاهدات تجاری خود با ژاپن را ملغی نمود و از ژوئیه ۱۹۴۰ فروش سوخت هواپیما به ژاپن را ممنوع کرد که این محدودیت‌ها فشار شدیدی را بر اقتصاد ژاپن وارد می‌نمود. در همین زمان ژاپنی‌ها اولین حمله خود به شهر مهم چانگشا را آغاز نمودند که در اواخر سپتامبر توسط چینی‌ها پس زده شد. در سال ۱۹۴۰ علی‌رغم نبردهای پراکنده میان دو طرف، جنگ میان ژاپن و چین به بن‌بست رسیده بود. به همین دلیل، برای قطع کردن خطوط ارتباطی چین با خارج جهت تضعیف این کشور و داشتن موقعیت بهتر جهت حمله به مستعمرات اروپاییان در شرق آسیا ژاپنی‌ها شمال هندوچین را اشغال نمودند. در نتیجه این رفتار ایالات متحده به سرعت فروش آهن، فولاد و قطعات مکانیکی را به ژاپن تحریم نمود.

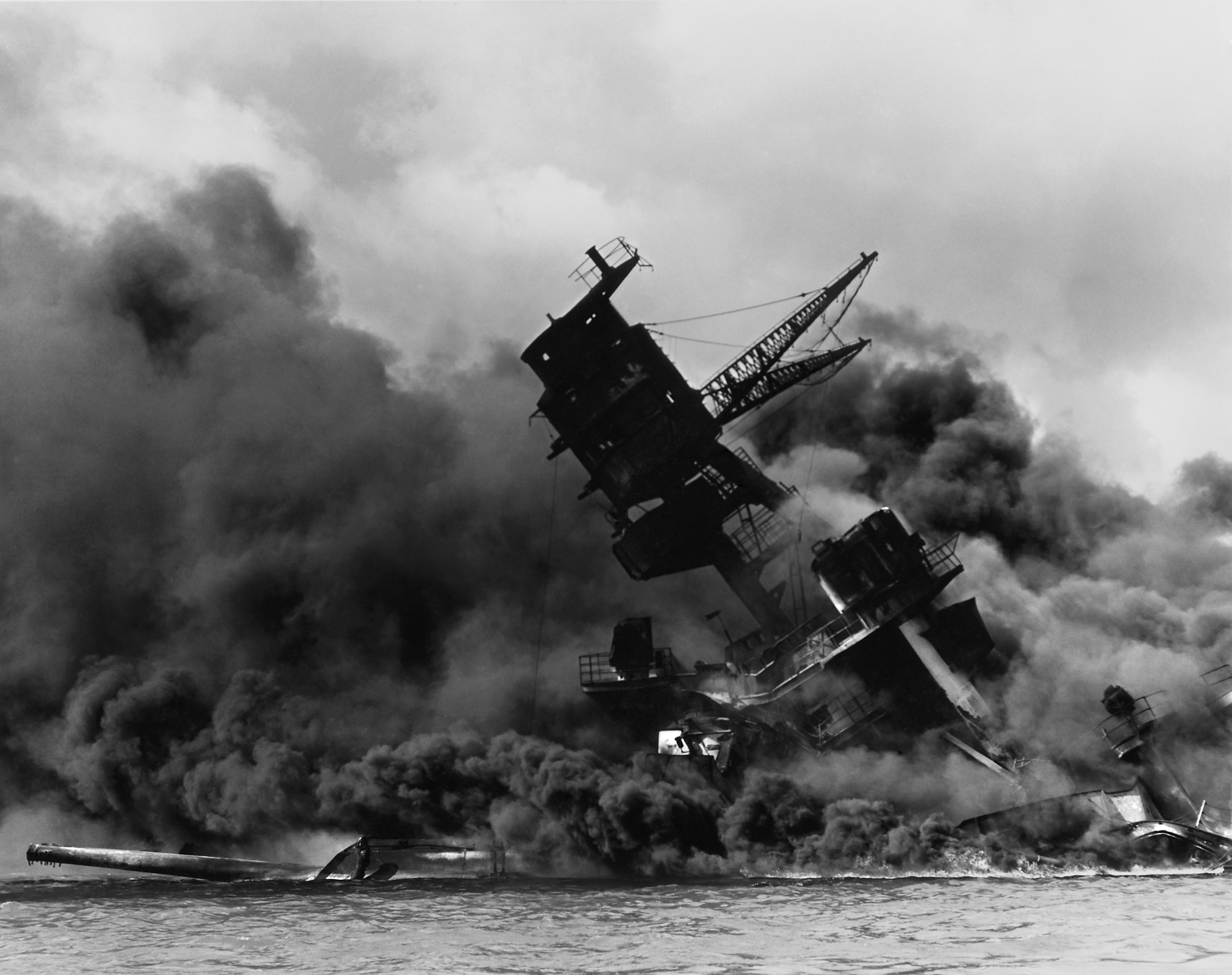
ناو یواس‌اس آریزونا متعلق به ناوگان اقیانوس آرام ایالات متحده که در طی حمله به پرل هاربر کاملاً از بین رفت، ۷ دسامبر ۱۹۴۱

در اوایل سال ۱۹۴۰ نیروهای چین ملی ضدحمله وسیعی را آغاز نمودند. در اوت نیز کمونیست‌های چینی در چین مرکزی حملات خود را شروع کردند که در پاسخ به آن نیروهای ژاپنی سیاست‌های سخت‌گیرانه‌ای را اجرا کردند تا از رسیدن ملزومات به کمونیست‌ها جلوگیری نمایند. اما اختلاف میان کمونیست‌ها و ملی‌گرایان در ژانویه سال ۱۹۴۱ به اوج رسید و منجر به درگیری مسلحانه میان ایشان گشت و همکاری مشترک آنان برای اخراج نیروهای اشغالگر ژاپنی پایان یافت. در ماه مارس سپاه ۱۱ ژاپن حمله به سرفرماندهی سپاه ۱۹ چین را آغاز نمود که در نبرد شانگو پس زده شد. در سپتامبر ژاپنی‌ها یکبار دیگر سعی کردند تا طی نبرد دوم چانگشا این شهر را اشغال کنند و نیروهای چین ملی را شکست بدهند.
موفقیت‌های آلمان در اروپا باعث تشویق ژاپن به فشار بیشتر بر قدرت‌های اروپایی نسبت به جنوب شرقی آسیا گشت. دولت هلند موافقت نمود تا از هند شرقی هلند مقداری نفت به ژاپنی‌ها بفروشد اما مذاکرات دربارهٔ دیگر منابع در ژوئن ۱۹۴۱ بدون موفقیت پایان گرفت. در ژوئیه ۱۹۴۱ ژاپن نیروهای خود را به سمت جنوب هندوچین گسیل داشت تا موقعیت نیروهای بریتانیایی و هلندی در شرق دور را تهدید کند. در پاسخ به این تهدید ایالات متحده، بریتانیا و دیگر دولت‌های اروپایی تمام سرمایه‌های ژاپن را توقیف نموده و تحریم همه‌جانبه نفتی را علیه ژاپن آغاز کردند. در همان زمان برنامه تهاجمی ژاپن علیه شرق دور شوروی که برای بهره‌برداری از وضعیت جنگی در غرب برنامه‌ریزی گشته بود به واسطه همین تحریم‌ها کنار گذاشته شد.
از اوایل ۱۹۴۱ ژاپن و ایالات متحده درگیر مذاکراتی جهت بهبود فضای سیاسی پرتنش میان خود و پایان جنگ در چین بودند. در طول این مذاکرات علی‌رغم تلاش ژاپن برای ابراز پیشنهادهای جدید ایالات متحده که این پیشنهادهای را کافی نمی‌دید از پذیرش آن سر باز می‌زد. در همین زمان و به صورت مخفیانه مذاکراتی میان ایالات متحده، بریتانیا و هلند جهت طرح دفاع مشترک در صورت تهاجم ژاپن به متصرفات یکی از کشورها در جریان بود. رئیس‌جمهور روزولت نیروهای آمریکایی را در فیلیپین تقویت نمود و به ژاپنی‌ها اخطار کرد ایالات متحده در برابر تهاجم به کشورهای همسایه واکنش نشان خواهد داد.
ژاپن که در تنگنای تحریم‌های بریتانیا، ایالات متحده و هلند قرار گرفته بود و در مذاکرات نیز راهی برای پیشرفت متصور نبود آماده تهاجم می‌گشت. در ۲۰ نوامبر دولت جدید ژاپن که تحت نخست‌وزیری توجو هیدکی قرار داشت آخرین پیشنهاد خود را به طرف آمریکایی عرضه کرد. به موجب این پیشنهاد ژاپن ضمانت می‌نمود در برابر قطع کمک‌های ایالات متحده به چین و اتمام تحریم‌های نفتی و دیگر تحریم‌ها نیروهای خود را از جنوب هندوچین بیرون کشیده و به جنوب شرق آسیا حمله نکند. پاسخ طرف آمریکایی در ۲۶ نوامبر مبنی بر این بود که ژاپن باید بدون هیچ شرطی چین را تخلیه نموده و با دولت‌های غربی پیمان عدم تخاصم امضا نماید. این برای ژاپن بدان معنی بود که یا باید از تمام اهداف و برنامه‌هایش برای چین چشم بپوشد یا آنکه منابع مورد نیاز خود در مستعمرات هلند را با زور تصاحب نماید. نظامیان ژاپنی به هیچ وجه نمی‌توانستند گزینه اول را بپذیرند و تحریم‌های نفتی را به مثابه اعلان جنگ می‌دیدند.
ژاپنی‌ها برنامه‌ریزی نموده بودند تا با تصرف سریع مستعمرات اروپایی در جنوب شرق آسیا یک خط دفاعی که تا میانه اقیانوس آرام ادامه می‌یافت را ایجاد کنند چراکه پس از آن ژاپنی‌ها می‌توانستند منابع مورد نیاز خود را از جنوب شرقی آسیا استخراج نمایند و در عین حال به راحتی در برابر نیروهای متفقین که در سرتاسر اقیانوس آرام پراکنده شده بودند دفاع کنند. مدتی بعد و برای جلوگیری از دخالت آمریکا در این طرح، ژاپنی‌ها برنامه داشتند تا ناوگان اقیانوس آرام ایالات متحده را نابود نموده و آن‌ها را از فیلیپین بیرون برانند. در ۷ دسامبر ۱۹۴۱ (۸ دسامبر به وقت آسیا) جنگ اقیانوس آرام با تهاجم نیروهای ژاپنی به موقعیت نیروهای بریتانیایی و آمریکایی آغاز شد. این لشکرکشی شامل حمله به پرل هاربر، فیلیپین، مالایا و تایلند و نبرد هنگ کنگ بود.
این تهاجم باعث شد تا ایالات متحده، بریتانیا، چین، استرالیا و چند کشور دیگر به صورت رسمی به ژاپن اعلان جنگ نمایند. اتحاد جماهیر شوروی که به شدت مشغول نبردی عظیم با نیروهای محور در غرب بود به مفاد پیمان عدم تخاصم خود با ژاپن پایبند ماند. آلمان نازی و باقی کشورهای محور نیز برای اعلام همبستگی با ژاپن و به دلیل آنچه که حمله به کشتی‌های آلمانی توسط ایالات متحده به فرمان رئیس‌جمهور روزولت خوانده می‌شد به ایالات متحده آمریکا اعلان جنگ نمودند.

### وقفه در پیشروی‌های نیروهای محور (۱۹۴۲‎–۱۹۴۳)

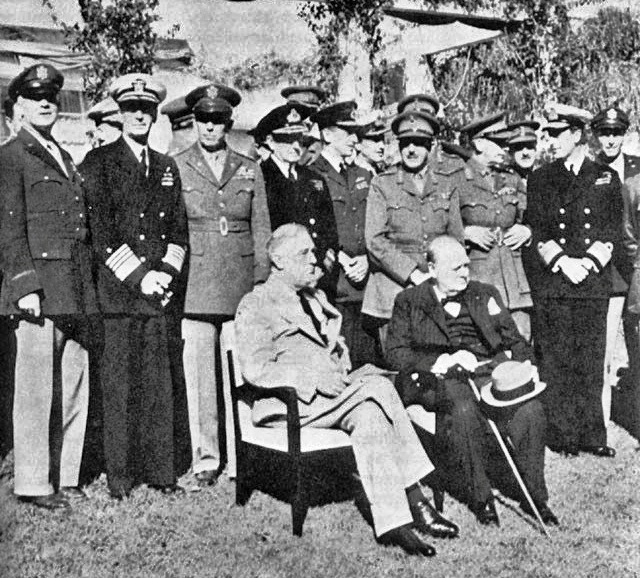
رئیس‌جمهور ایالات متحده فرانکلین دلانو روزولت در کنار نخست‌وزیر بریتانیا وینستون چرچیل طی کنفرانس کازابلانکا، ژانویه ۱۹۴۳

در اول ژانویه ۱۹۴۲ چهار پاسبان یعنی شوروی، چین، بریتانیا و ایالات متحده به همراه ۲۲ کشور شامل دولت‌های در تبعید و دولت‌های کوچک‌تر اعلامیه ملل متحد و منشور اقیانوس اطلس را امضا کردند و موافقت نمودند هیچ‌یک به صورت جداگانه با نیروهای محور صلح نکنند.
در طول سال ۱۹۴۲ مقامات متفقین در حال بحث و بررسی برای انتخاب استراتژی عالی خود پیرامون جنگ بودند که همه توافق داشتند شکست آلمان باید هدف اول باشد. روس‌ها خواستار بازگشایی جبهه دوم برای کاهش فشار بر شوروی در شرق بودند، آمریکایی‌ها نیز علاقه‌مند به یک حرکت سر راست و تهاجم به قلب آلمان از طریق فرانسه بودند. در سمت دیگر اما بریتانیایی‌ها می‌گفتند باید در ابتدا با تهاجم به نواحی پیرامونی آلمان ضمن فرسوده کردن توان نظامی دشمن، روحیه آن‌ها را کاهش داد و جنبش‌های مقاومت را تقویت نمود. در نهایت بریتانیا توانست ایالات متحده را راضی نماید که تهاجم به فرانسه در سال ۱۹۴۲ غیرعملی است و به جای آن بهتر است متفقین به بیرون راندن نیروهای محور از آفریقا تمرکز نمایند.
در ابتدای سال ۱۹۴۳ متفقین طی کنفرانس کازابلانکا مفاد اشاره شده در اعلامیه‌های سال ۱۹۴۲ را بار دیگر مورد تأکید قرار داده و پیشنهاد تسلیم بی‌قیدوشرط را به دشمنان خود ارائه دادند. آمریکایی‌ها و بریتانیایی‌ها توافق نمودند عملیات را در حوزه دریای مدیترانه ادامه دهند و با حمله به سیسیل و ایتالیا مسیرهای دریای مدیترانه را به صورت کامل امن نمایند. هرچند که بریتانیا اصرار داشت عملیات بعدی در بالکان می‌تواند پای ترکیه را نیز به جنگ باز کند اما در ماه مه ۱۹۴۳ آمریکا تعهد بریتانیا جهت محدود کردن عملیات در حوزه مدیترانه برای انتقال نیروها جهت حمله به خاک اصلی ایتالیا و فرانسه در ۱۹۴۴ را به دست آورد.

#### اقیانوس آرام (۱۹۴۲‎–۱۹۴۳)

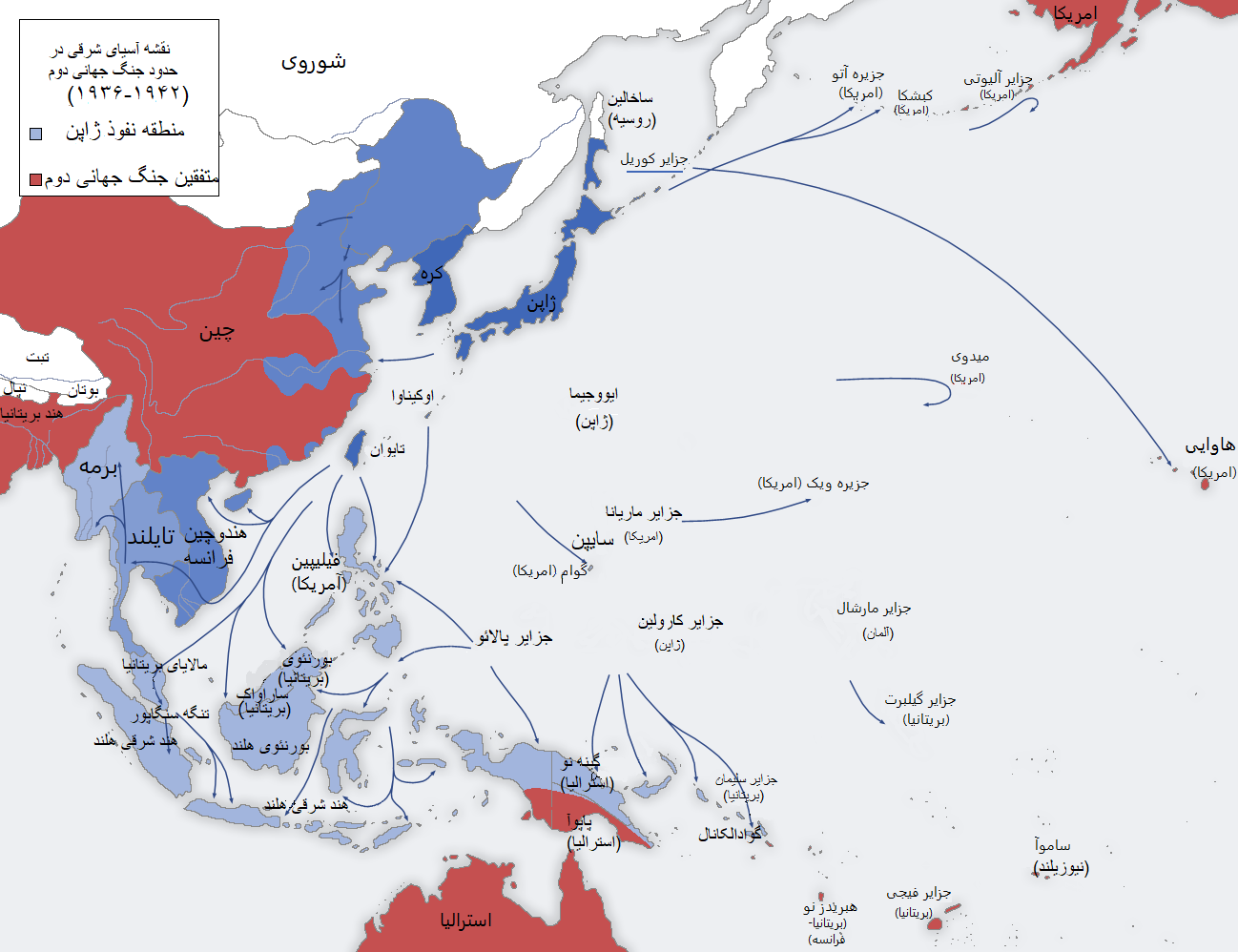
نقشه پیشروی ژاپنی‌ها تا اواسط سال ۱۹۴۲. آبی: ٰژاپن؛ قرمز: متفقین

ژاپن و متحدش تایلند تا انتهای آوریل ۱۹۴۲ برمه، مالایا، هند شرقی هلند، سنگاپور و رابائول را ضمن وارد آوردن تلفات سنگین و گرفتن تعداد زیادی اسیر از دست متفقین خارج نمودند. در فیلیپین نیز علی‌رغم دفاع سرسختانه فیلیپینی‌ها و آمریکایی‌ها این جزیره نیز در مه ۱۹۴۲ سقوط کرد و دولت آن به خارج گریخت. در برمه ۷ هزار سرباز بریتانیایی که از روز ۱۶ آوریل طی نبرد ینانگ یانگ به محاصره افتاده بودند توسط سربازان چینی نجات پیدا کردند. در دریای جنوب چین، جاوه و اقیانوس هند نیز ژاپنی‌ها در نبردهای دریایی موفق بودند و حتی توانستند خاک استرالیا را بمباران نمایند. در ژانویه ۱۹۴۲ متفقین تنها پیروزی خود بر ژاپنی‌ها را در نبرد چانگشا توسط نیروهای چینی به دست آوردند. این پیروزی‌های مداوم در برابر نیروهای بریتانیایی و آمریکایی که آماده نبرد نبودند باعث شد ژاپنی‌ها با اعتماد به نفس بیش از حد نیروهای خود را تا حد زیادی پخش کنند.
در ابتدای مه ۱۹۴۲ ژاپنی‌ها قصد داشتند با یک عملیات آبی خاکی پورت مورزبی را تصرف نموده تا مسیر ارتباطی میان ایالات متحده و استرالیا را قطع نمایند. ژاپنی‌ها اما پس از نبرد دریای مرجان که در قلب آن دو ناو هواپیمابر آمریکایی قرار داشتند مجبور به ملغی کردن این عملیات گشتند. تهاجم بعدی ژاپنی‌ها که اینبار به خاطر حمله دولیتل تحریک گشته بودند اشغال آب‌سنگ مرجانی میدوی بود تا بتوانند ناوهای هواپیمابرهای آمریکایی را به تله انداخته و آن‌ها را نابود کنند که به همین واسطه و برای انحراف آمریکایی‌ها، نیروهای خود را جهت اشغال جزایر الوشن به آلاسکا اعزام نمودند. این عملیات در ماه ژوئن شروع شد اما آمریکایی‌ها که از اواسط مه کدهای نیروی دریایی ژاپن را شکسته بودند از نقشه ژاپنی‌ها اطلاع کامل داشته و در نبرد میدوی پیروزی قاطعی را در برابر نیروی دریایی امپراتوری ژاپن به دست آوردند. در اواسط ماه مه نیروهای ژاپنی برای مجازات نیروهای چینی که به خلبانان آمریکایی زنده‌مانده از بمباران توکیو کمک کرده بودند لشکرکشی چجیانگ-جیانگشی را آغاز کردند.

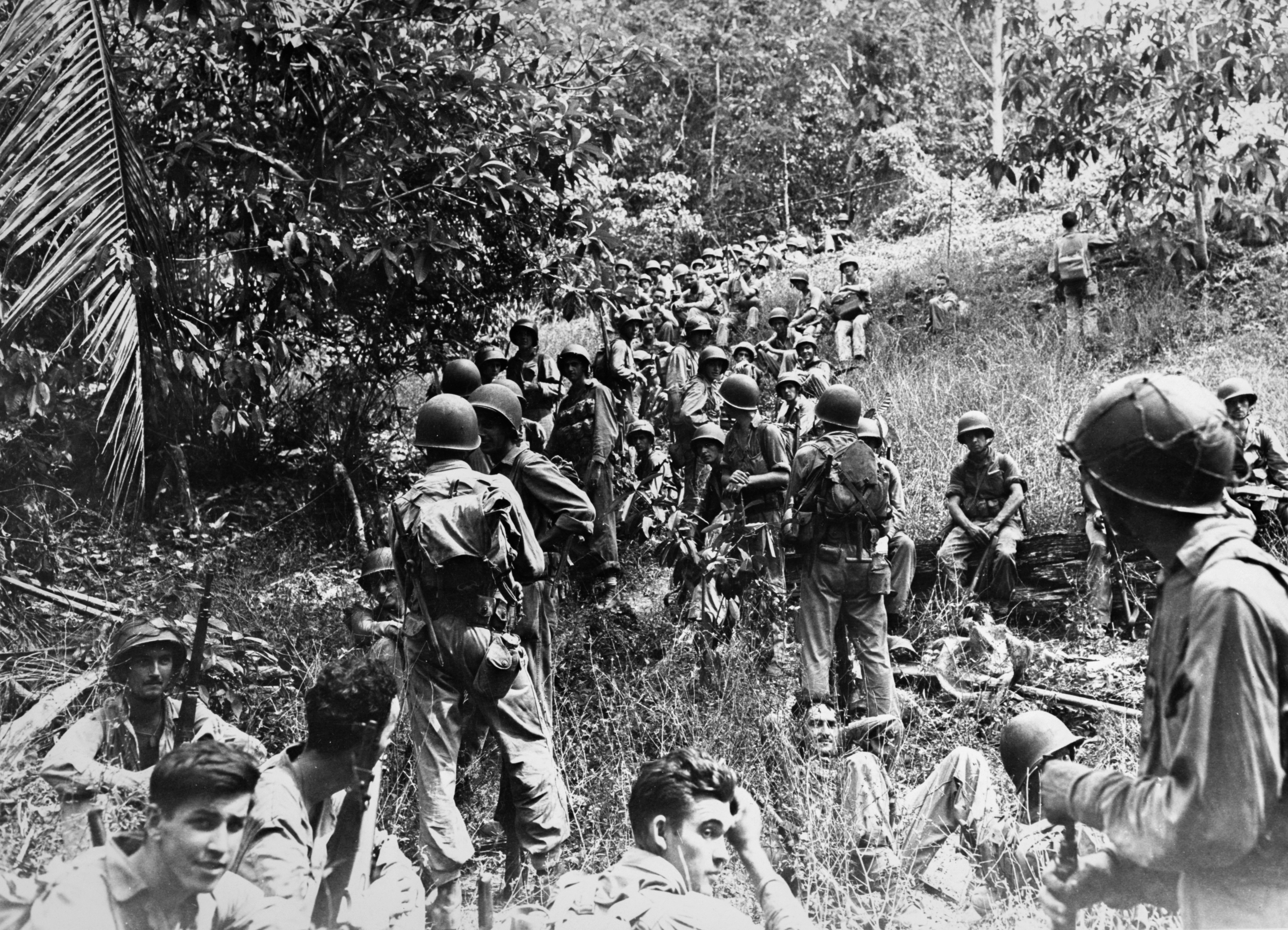
تفنگداران دریایی ایالات متحده در هنگام نبرد گوادال‌کانال.

ژاپن که پس از نبرد میدوی قسمت اعظم توان تهاجمی خویش را از دست داده بود تصمیم گرفت تا تلاش برای تصرف پورت مورزبی را اینبار از طریق زمین در پیش بگیرد. در همین زمان آمریکایی‌ها برنامه داشتند تا با تصرف جزایر سلیمان و به خصوص گوادال‌کانال قدم‌های ابتدایی برای اشغال رابائول که پایگاه اصلی ژاپنی‌ها در جنوب شرق آسیا بود را بردارند.
هر دو طرف عملیات خود را در ماه ژوئیه آغاز نمودند اما در اواسط سپتامبر نبرد گوادال‌کانال به اولویت ژاپنی‌ها تبدیل گشت و به سربازان در گینه نو دستور داده شد تا عملیات به سمت پورت مورزبی را متوقف نموده و به سمت شمال جزیره عقب بنشینند که در آنجا طی نبرد بونا-گونا با سربازان آمریکایی و استرالیایی درگیر شدند. گوادال‌کانال به سرعت تبدیل به مرکز توجه هر دو طرف گشت و میزان بسیار زیادی از سربازان و کشتی‌ها وارد این نبرد شدند تا آنکه در ابتدای سال ۱۹۴۳ ژاپنی‌ها شکست را پذیرفته و از جزیره عقب نشستند. در برمه نیز نیروهای کشورهای مشترک‌المنافع دو عملیات اصلی را اجرا نمودند. اولین عملیات لشکرکشی به آراکان در اواخر ۱۹۴۲ بود که نتایج فاجعه‌باری داشت و در مه ۱۹۴۳ نیروهای متفقین مجبور شدند به هند بازگردند. عملیات دوم فرستادن نیروهای غیرمنظم به پشت خط ژاپنی‌ها از فوریه بود که تا انتهای آوریل ادامه یافت و نتایج مختلفی داشت.

#### جبههٔ شرقی (۱۹۴۲‎–۱۹۴۳)
با وجود شکست‌های فراوان، اوایل سال ۱۹۴۲ آلمان به همراه متحدان خود توانست جلوی یک حمله بزرگ از سوی شوروی را در مرکز و جنوب روسیه بگیرد و اراضی‌ای که سال قبل به دست آورده بودند را حفظ کنند. ماه مه آلمان ضمن ایستادگی برابر حمله شوروی در شرق کریمه و خارکوف، حمله‌ای را در ماه ژوئن ۱۹۴۲ علیه اراضی جنوب شوروی ترتیب داد تا علاوه بر حفظ موقعیت در مناطق شمالی و مرکزی جبهه، بر منابع نفتی قفقاز و جلگه کوبان نیز تسلط پیدا کند. ورماخت گروه ارتش جنوب خود را به دو گروه ارتش تقسیم کرد. گروه ارتش آ بر مناطق رود دن سفلی مسلط شده و از جنوب شرقی به قفقاز حمله کرد. درحالی که گروه ارتش ب به سمت رود ولگا در حرکت بود.
تا اواسط ماه نوامبر، بیشتر استالینگراد در طی نبردهای شهری به تصرف نیروهای آلمانی درآمد. شوروی دومین ضد حمله زمستانی خود را با محاصره نیروهای آلمانی در استالینگراد و حمله به رژف در نزدیکی مسکو آغاز نمود. تا اوایل ماه فوریه سال ۱۹۴۳ ورماخت متحمل خسارت‌های سنگینی شد. نیروهای آلمانی در استالینگراد پس از افتادن به محاصره، تحت فشار تسلیم شدند و خط مقدم آلمان به پشت مواضع پیش از تهاجم تابستانه بازگشت. اواسط ماه فوریه، پس از آن که از میزان فشار نیروهای شوروی کاسته شد، آلمان ضد حمله موفقیت‌آمیزی در خارکوف اجرا و استحکاماتی در اطراف کورسک ایجاد کرد.

#### اروپای غربی/اقیانوس اطلس و مدیترانه (۱۹۴۲‎–۱۹۴۳)

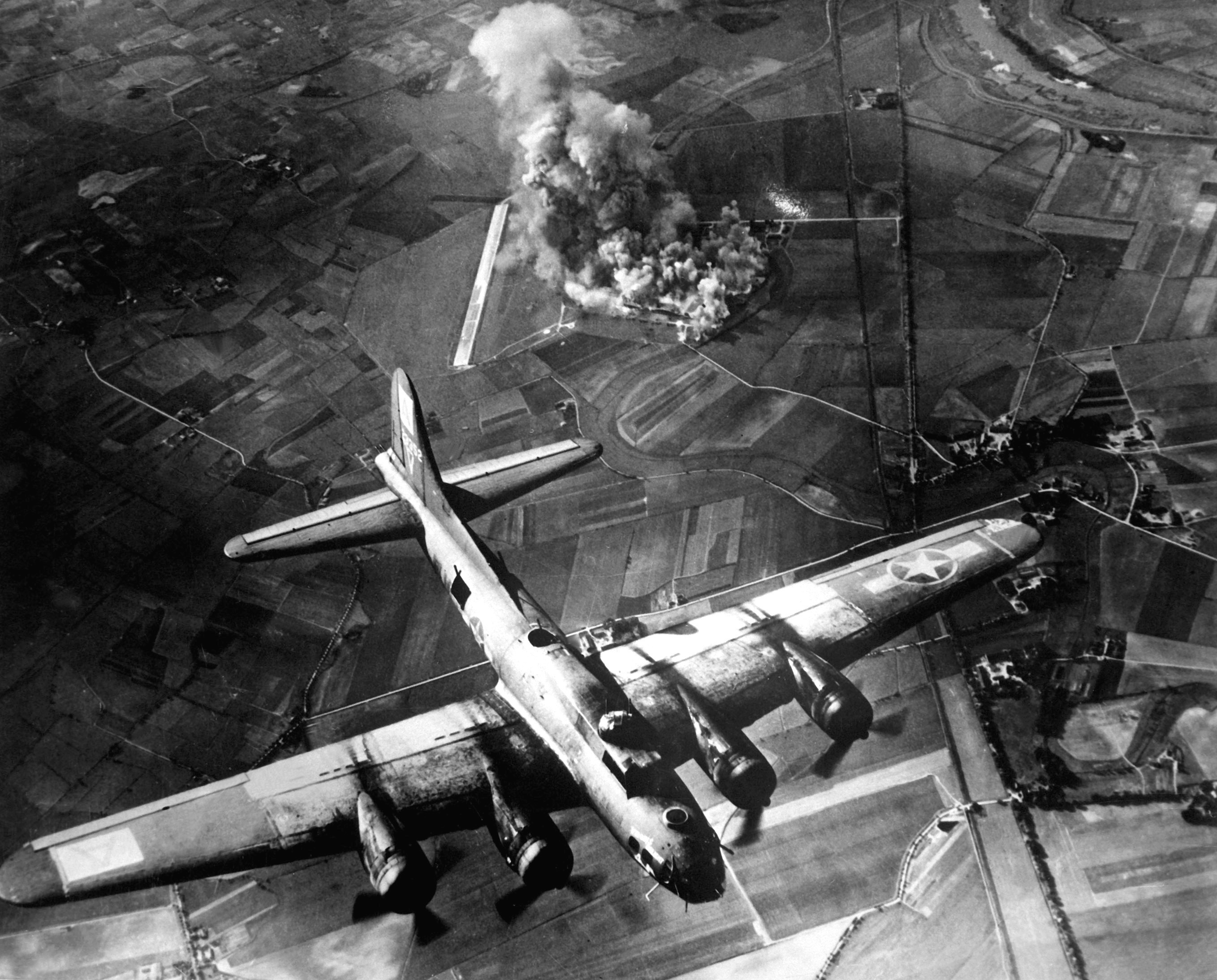
بمب‌افکن بوئینگ بی-۱۷ فلایینگ فورترس متعلق به نیروی هوایی هشتم درحال بمباران کارخانه فوک ولف آلمان، ۹ اکتبر ۱۹۴۳

نیروی دریایی آلمان با استفاده از تصمیمات ضعیف فرماندهی نیروی دریایی آمریکا، با تاخت و تاز به آنها روند کشتیرانی متفقین در سواحل آمریکایی اقیانوس اطلس را مختل کرد. تا نوامبر ۱۹۴۱ نیروهای مشترک، عملیات بازدارنده کروسیدر را در شمال آفریقا اجرایی کرده و تمامی تصرفات ایتالیا و آلمانی‌ها را بازپس گرفتند.
در شمال آفریقا، آلمان‌ها حمله‌ای را در ماه ژانویه علیه نیروهای بریتانیایی تدارک دیدند که تا ماه فوریه منجر به عقب‌نشینی بریتانیا تا نوار غزاله شد، این مسئله سبب شد تا آرامشی نسبی به نفع نازی‌ها بر نبرد حاکم شود که آلمان از آن برای آماده کردن خود جهت حملات آینده استفاده کرد. نگرانی‌های بریتانیا مبنی بر اینکه ممکن است ژاپن پایگاه‌های نظامی خود را در ماداگاسکار دایر کند، باعث شد تا در اوایل مهٔ ۱۹۴۲ حملاتی علیه این جزیره را ترتیب دهد. حمله متحدان به لیبی باعث شد تا متفقین مجبور به عقب‌نشینی در عمق خاک مصر شوند و این روند تاجایی ادامه پیدا کرد که نهایتاً نیروهای محور در جریان نبرد العلمین متوقف شدند. در این قاره، حمله کماندوهای متفقین بر اهدافی استراتژیک باعث تشدید فاجعه دیپ راید شد و نشان داد که نیروهای غربی متفقین در اجرای عملیات‌های حمله در غرب اروپا تحت شرایطی که از نظر تجهیزات و امنیت عملیاتی آماده‌سازی نشوند، ناتوان هستند.در اوت ۱۹۴۲، متفقین موفق شدند تا به هرقیمت نبرد دوم العلمین را دفع کنند و تدارکات لازم را به محاصره‌شدگان جزیره مالت تحویل دهند. چند ماه بعد متفقین حمله خود به مصر را ترتیب دادند و نیروهای محور را مجبور به عقب‌نشینی کرده و حرکت خود به سوی غرب لیبی را آغاز کردند. این حمله اندکی پس از فرود نیروهای انگلیسی-آمریکایی در شمال آفریقای فرانوسی که منجر به پیوستن این مناطق به اراضی متفقین شد کلید خورد. هیتلر در پاسخ به ازدست دادن مستعمره فرانسه با تدارک دیدن حمله ای برای اشغال ویشی دست به مقابله‌به‌مثل زد. اگرچه نیروهای ویشی اقدامی برای مقابله علیه این نقض آتش‌بس نکردند اما موفق شدند تا ناوگان خود را پیش از آن که به دست نیروهای هیتلر بیفتد نابود کنند. نیروهای محور در آفریقا به تونس عقب‌نشینی کردند، که البته در مهٔ ۱۹۴۳ به دست نیروهای متفقین فتح شد. در ژوئن ۱۹۴۳ نیروهای بریتانیایی و آمریکایی ائتلافی برای بمباران نقاط استراتژیک علیه آلمان، با هدف تضعیف اقتصاد جنگی، تضعیف روحیه حریف و تخریب خانه‌های ساکنان تدارک دیدند. بمباران هامبورگ آغاز این حملات بود که منجر به وارد آمدن خسارت‌های سنگین بر زیرساختهای این مرکز صنعتی مهم شد.

### پیشرفت دوبارهٔ نیروهای متفقین (۱۹۴۳‎–۱۹۴۴)

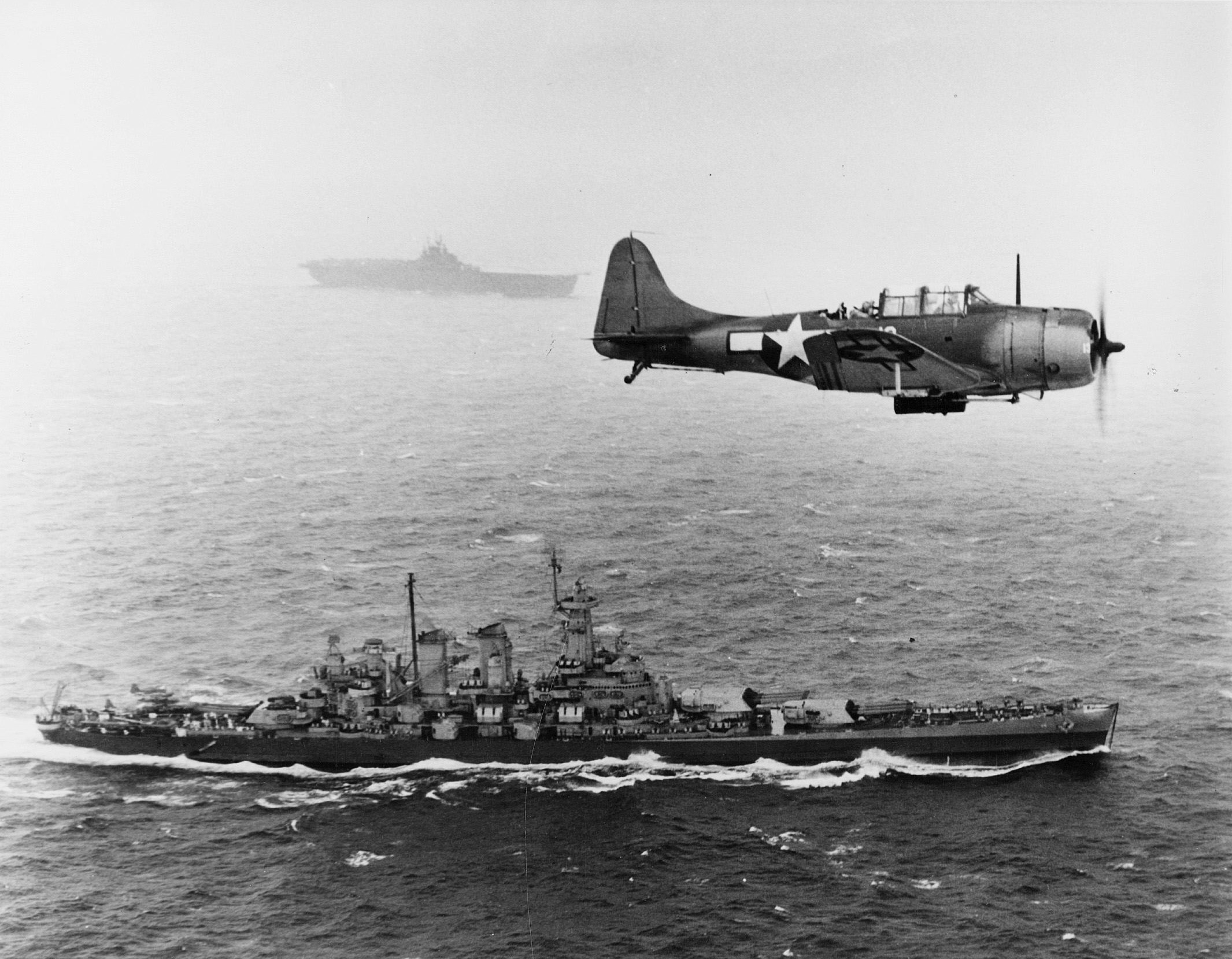
هواپیمای داگلاس اس‌بی‌دی داونتلس درحال گشت زنی بر فراض یواس‌اس واشینگتن (بی‌بی-۵۶) و یواس‌اس لکسینگتون (سی‌وی-۲) در طی لشکرکشی جزایر گیلبرت و مارشال، ۱۹۴۳

پس از عملیات گوادال‌کانال متفقین چندین عملیات علیه ژاپن را در آب‌های اقیانوس آرام ترتیب دادند. در ماه مه ۱۹۴۳ نیروهای آمریکایی و کانادایی برای از بین بردن نیروهای ژاپنی در الوشن اعزام شدند. خیلی زود، ایالات متحده که از همراهی نیروهای استرالیایی و نیوزیلندی برخوردار بود عملیاتی بزرگ را برای منزوی کردن جزیره رابائول با تصرف جزایر اطراف ترتیب داد و با شکستن محدودهٔ ژاپن در اقیانوس آرام جزایر مارشال و گیلبرت را اشغال کرد. تا پایان مارس ۱۹۴۴، متحدان به هردو هدف خود رسیدند و همین‌طور پایگاه اصلی ژاپن در تورک در جزایر کارولین را نیز تخلیه کردند. در ماه آوریل نیز متفقین عملیاتی را برای لشکرکشی غرب گینه نو آغاز کردند.
در اتحاد جماهیر شوروی، هم آلمان و هم نیروهای شوروی بهار و اوایل تابستان ۱۹۴۳ را صرف آماده شدن برای نبردی بزرگ در مرکز روسیه کردند. در ۴ ژوئیه ۱۹۴۳ آلمان به نیروهای شوروی در اطراف کورسک حمله کرد. ظرف تنها یک هفته، نیروهای آلمانی، خسته از دفاع منظم و قدرتمند شوروی از هیتلر دستور لغو عملیات را گرفتند. این اولین باری بود که هیتلر عملیاتی را پیش از نایل آمدن به موفقیت تاکتیکی یا عملیاتی لغو می‌کرد. این تصمیم هیتلر تاحدی نیز تحت تأثیر حملات نیروهای غربی متفقین به سیسیل در ۹ ژوئیه و شکست‌های پیاپی ایتالیا بود که منجر به برکناری و دستگیری موسولینی در اواخر ماه شد.
در ۱۲ ژوئیه ۱۹۴۳، شوروی ضد حمله‌ای علیه آلمان ترتیب داد که در نتیجه آن نه تنها هرگونه شانس پیروزی را از آلمان‌ها گرفت، که آن‌ها را در شرق نیز گرفتار کرد. پیروزی شوروی در کورسک پایانی بر برتری آلمان بود و ابتکار عمل در جبهه شرقی را نیز به روسیه داد. آلمان‌ها تلاش کردند تا با عجله موقعیتشان در جبهه شرقی، که در امتداد استحکامات خط پنتر ووتان بود را تثبیت کنند. اما شوروی تلاششان را در اسمولنسک و با عملیات دنیپر ناکام نمود.

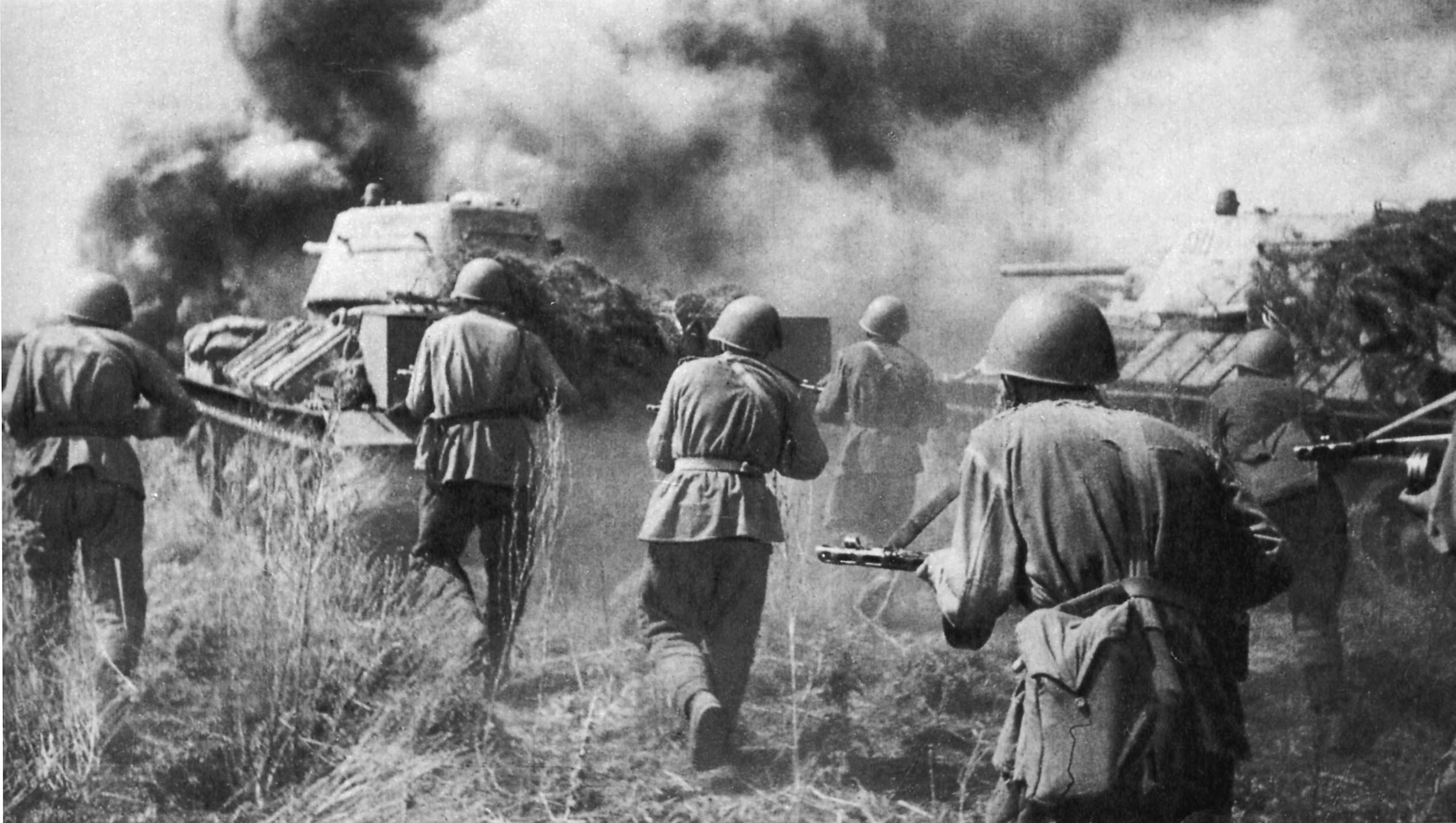
دسته سربازان ارتش سرخ در طی نبرد کورسک، ۱۹۴۳

در سوم اکتبر ۱۹۴۳، متفقین غربی پس از آتش‌بس موقت ایتالیا، به خاک این کشور یورش بردند. آلمان با کمک فاشیست‌ها به منظور تلافی، با خلع سلاح نیروهای ایتالیایی که در بسیاری از نقاط بدون دستور ویژه‌ای بودند، کنترل نظامی مناطق ایتالیا را در دست گرفت و یک سلسله خطوط دفاعی را ایجاد کرد. همچنین نیروهای ویژه آلمانی، موسولینی را که بازداشت شده بود نجات دادند. او بلافاصله در ایتالیایی که به اشغال آلمانها درآمده بود حکومتی دست‌نشانده تحت عنوان جمهوری اجتماعی ایتالیا را ایجاد کرد که این مسئله خود پیش‌زمینهٔ وقوع جنگ شهری ایتالیا شد. متفقین تا هنگام رسیدن به خط دفاعی اصلی آلمان در اواسط نوامبر، در چندین خط مقدم دیگر جنگیدند.
عملیات آلمانی‌ها در اقیانوس اطلس نیز به مشکل برخورد. ماه مه ۱۹۴۳، اقدامات متقابل متفقین به طرز چشمگیری افزایش یافت، تاجایی که ناوگان او-بوت آلمانی پس از تحمل خسارات بسیار ناچار به توقف موقتی عملیات اقیانوس اطلس شد. ماه نوامبر ۱۹۴۳، فرانکلین روزولت و وینستون چرچیل با چیانگ کای-سیک در قاهره و سپس با جوزف استالین در تهران ملاقات کردند. کنفرانس پیشین، سیاست‌های باز پسدهی اراضی ژاپنی پس از جنگ را مشخص کرد و برنامه‌ریزی نظامی برای نبرد برمه را دربرداشت، در حالی که کنفرانس دوم شامل این بود که متفقین غربی بایستی در سال ۱۹۴۴ به اروپا حمله کرده و پس از آن اتحاد جماهیر شوروی باید سه ماه پس از شکست آلمان‌ها به ژاپن اعلان جنگ دهد.
از نوامبر ۱۹۴۳، در طول هفت هفته از نبرد چانگدی، چینی‌ها در حالی که منتظر کمک متفقین بودند ژاپن را مجبور کردند تا به قیمتی گزاف وارد یک جنگ فرسایشی شود. در ژانویه ۱۹۴۴، متفقین سلسله حملاتی را علیه خط در مونته کاسینو صورت دادند و سعی کردند با فرود در آنزیو از جناح خارجی به دشمن ضربه بزنند.
در ۲۷ ژانویه ۱۹۴۴، نیروهای شوروی یورشی وسیع علیه نیروهای آلمانی در لنینگراد را آغاز کردند و نهایتاً به بزرگ‌ترین و مرگبارترین محاصره تاریخ پایان دادند. حمله فوق پیش از جنگ در مرز استونی توسط گروه ارتش شمالی آلمان با کمک استونیایی‌هایی که امید به استقلال دوباره کشورشان داشتند متوقف شد. این توقف، سرعت عملیات متعاقب شوروی در منطقه دریای بالتیک را گرفت. در اواخر مهٔ ۱۹۴۴، شوروی کریمه را آزاد کرد، تا حد زیادی نیروهای محور را از اوکراین خارج کرده و به رومانی یورش برد که البته توسط نیروهای محور دفع شد. حملات متفقین به ایتالیا موفقیت‌آمیز بود و به قیمت اجازه دادن به چندین لشکر آلمانی برای عقب‌نشینی، در ۴ ژوئن، رم فتح شد.

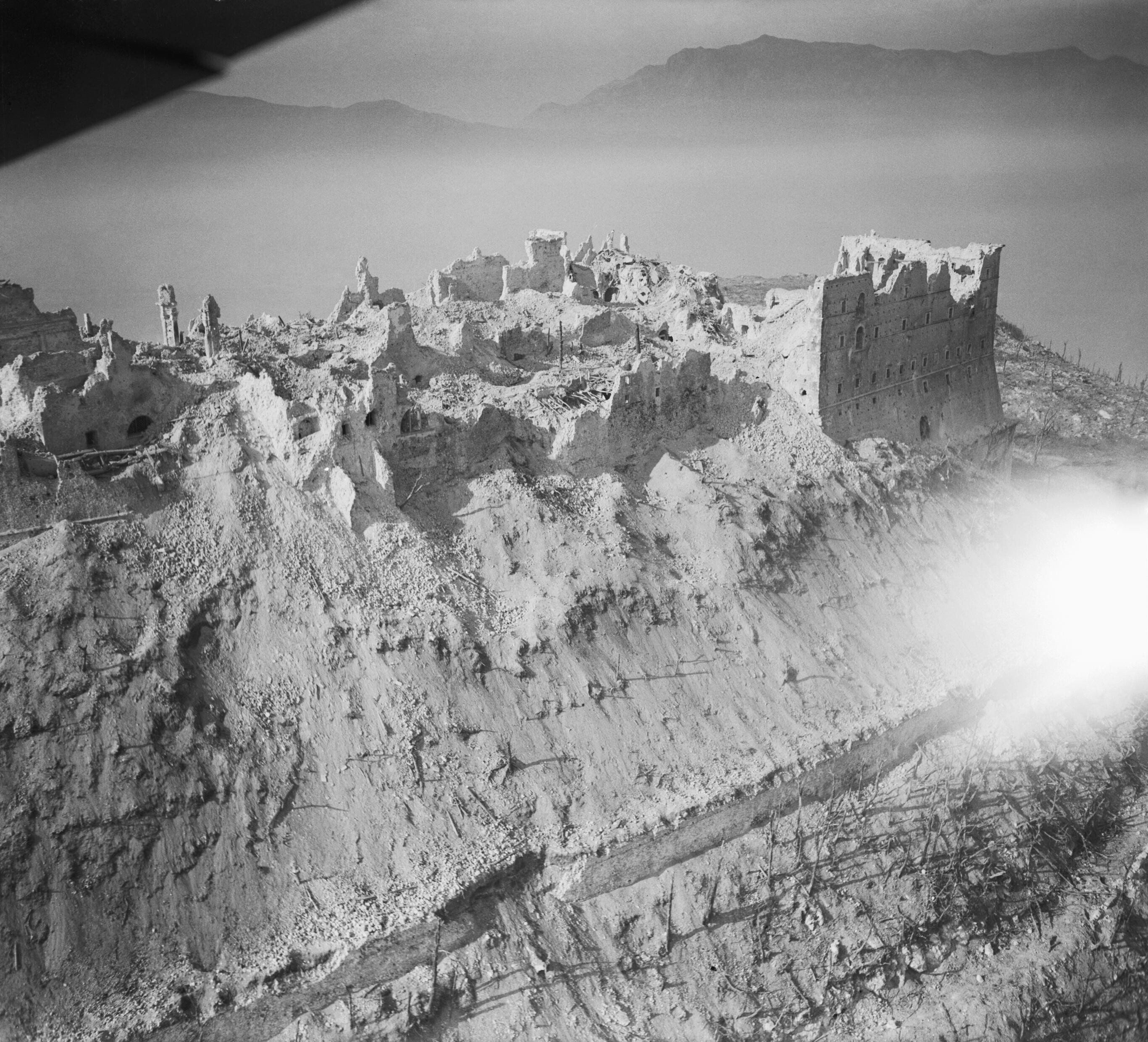
ویرانه‌های صومعه بندیکتین، در نبرد مونته کاسینو، در نبرد ایتالیا، مه ۱۹۴۴

متفقین در سرزمینهای آسیایی موفقیت‌های پیاپیی داشتند. در مارس سال ۱۹۴۴، ژاپنی‌ها دو حمله را یکی علیه نیروهای انگلیسی در آسام هند و اندکی بعد حمله‌ای را علیه مواضع مشترک‌المنافع در ایمفال و کوهیما صورت دادند. در ماه مه ۱۹۴۴، نیروهای بریتانیایی ضدحمله‌ای را ترتیب دادند که منجر شد سربازان ژاپنی تا ماه ژوئیه به برمه عقب‌نشینی کنند و نیروهای چینی که در اواخر سال ۱۹۴۳ به شمال برمه یورش برده بودند، سربازان ژاپنی در مییتکینا را محاصره کردند. دومین حمله ژاپن به چین با هدف نابودی نیروهای اصلی ارتش چین، تأمین امنیت راه‌آهن قلمرو ژاپن و تصرف فرودگاه‌های متفقین انجام شد. تا ماه ژوئن، ژاپنی‌ها استان هنان را فتح کرده و نبرد چانگشا (۱۹۴۴) در هونان را کلید زدند.

### تنگ کردن حلقهٔ محاصره توسط متفقین (۱۹۴۴)

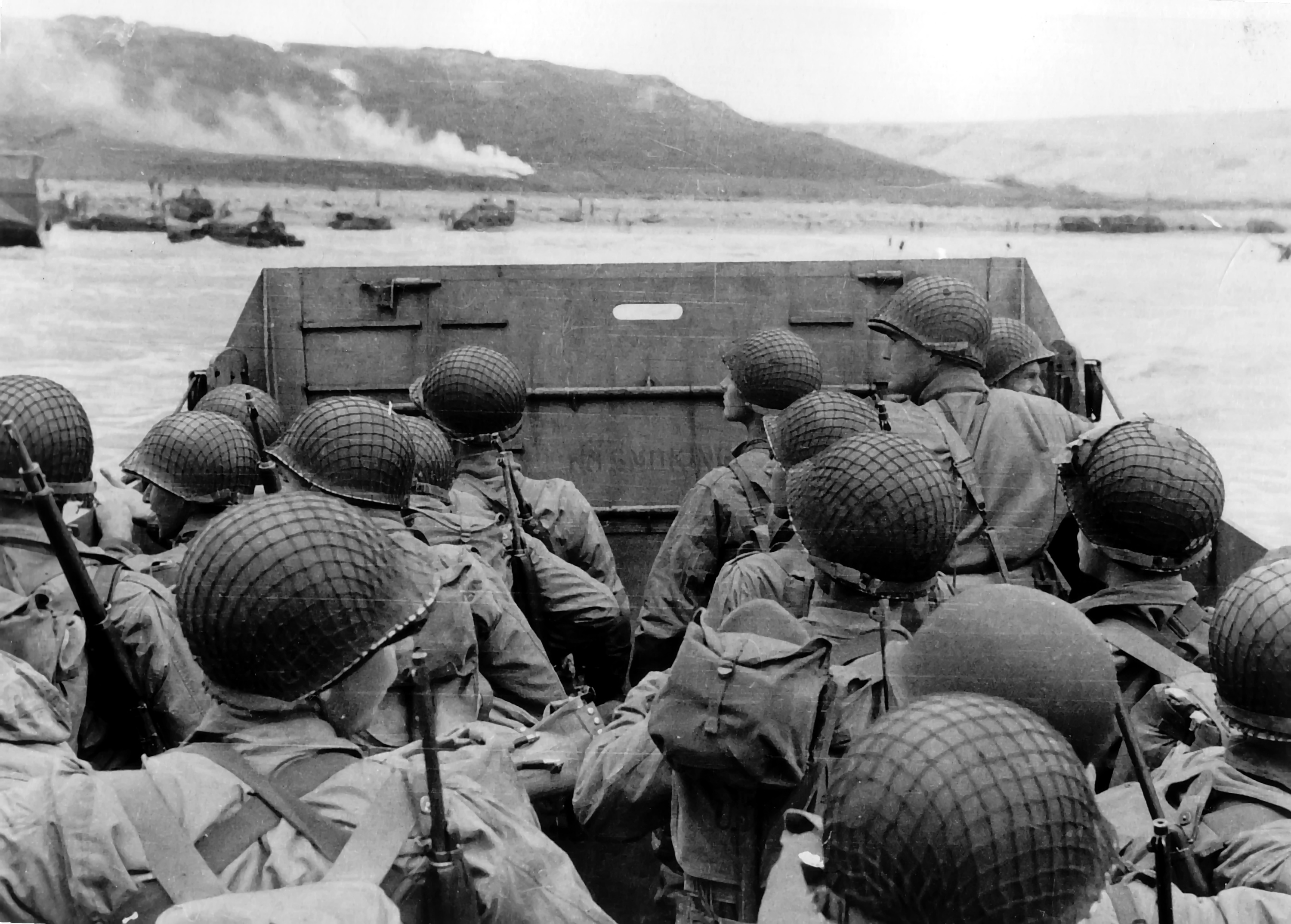
نیروهای آمریکایی در نزدیکی ساحل اوماها در طول نبرد نرماندی در پیاده‌سازی در نرماندی، ۶ ژوئن ۱۹۴۴

در ۶ ژوئن ۱۹۴۴ (معروف به روز دی)، پس از سه سال فشار مداوم از سوی اتحاد جماهیر شوروی، متفقین غربی به شمال فرانسه حمله کردند. پس از انتصاب چند واحد متفقین از ایتالیا، آنها همچنین به جنوب فرانسه یورش بردند. استقرار نیروها موفقیت‌آمیز بودند و منجر به شکست یگان‌های ارتش آلمان در فرانسه شدند. پاریس در ۲۵ اوت به واسطه مقاومت‌های محلی و همکاری نیروهای آزاد فرانسوی که هر دو تحت فرماندهی ژنرال چارلز دوگل هدایت می‌شدند آزاد شد و متفقین نیز در باقی سال به عقب راندن نیروهای آلمانی از اروپای غربی ادامه دادند. یک عملیات گسترده هوایی برای نفوذ به شمال آلمان که از هلند کلید خورده بود با شکست مواجه شد. پس از آن متفقین غربی به کندی وارد مرزهای آلمان شدند اما پس از یک حمله گسترده با نام عملیات ملکه، نتوانستند از رود روهر عبور کنند. در ایتالیا، پیشروی متفقین بابت برخوردن به آخرین خطوط دفاعی مهم آلمان‌ها سرعت خود را از دست داد.

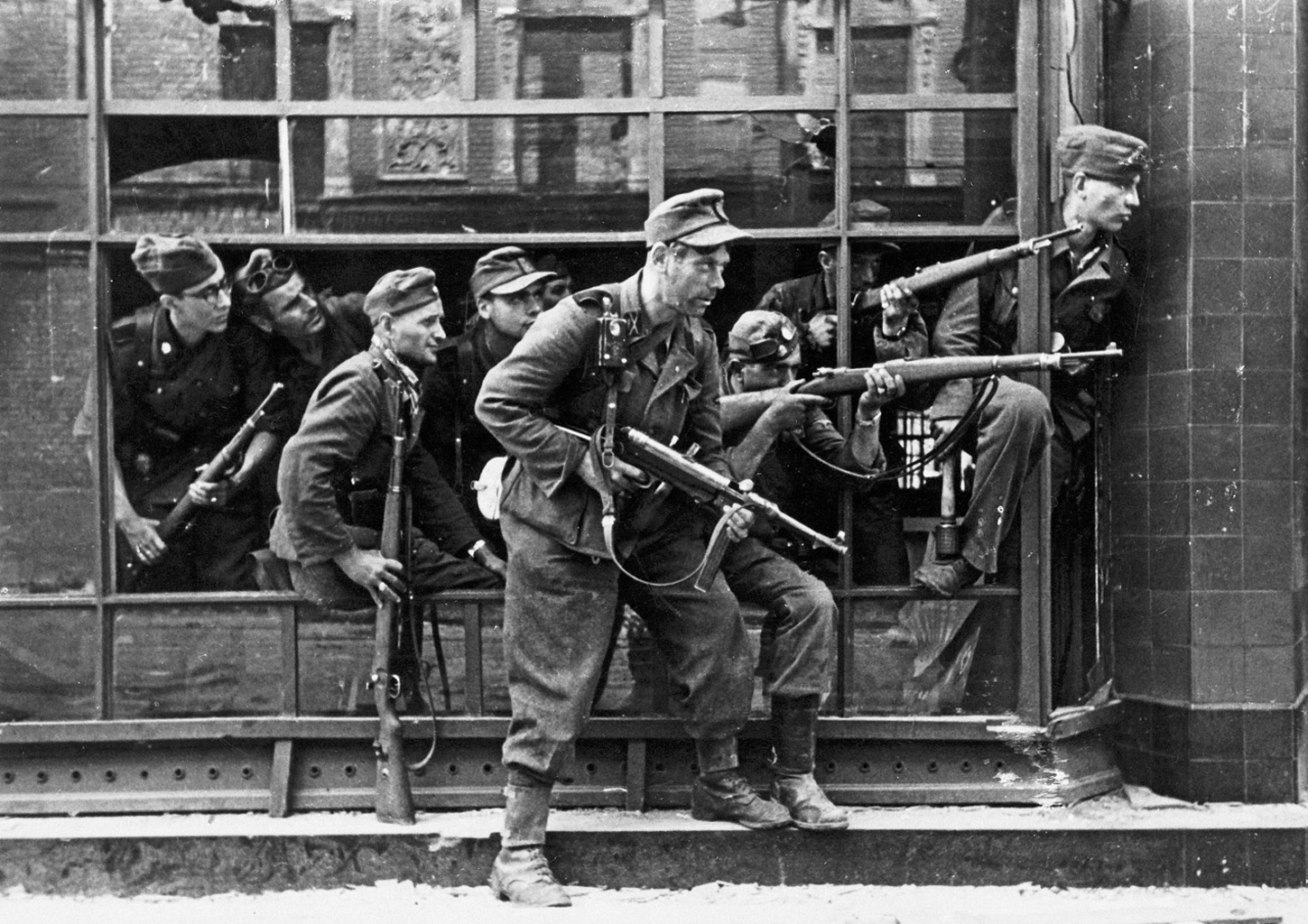
سربازان اس‌اس آلمان از تیپ دیرلوانگر که موظف به سرکوب قیام ورشو در برابر اشغال نازی‌ها، اوت ۱۹۴۴

در ۲۲ ژوئن، شوروی یک حمله استراتژیک به بلاروس را صورت داد که تقریباً کل گروه ارتش مرکز آلمان را نابود کرد. خیلی زود، شوروی حملاتی استراتژیک را علیه نازی‌ها ترتیب داد که منجر به شکست و خروج دسته‌های ارتش آلمان از اوکراین غربی و لهستان شرقی شد. شوروی کمیته آزادی‌بخش ملی لهستان را با هدف اعمال کنترل بر قلمرو لهستان و مبارزه با ارمیا کراجوا لهستانی تشکیل داد. ارتش سرخ شوروی در محدوده پراگا در سوی دیگر رود ویستولا مانده بود و منفعلانه سرکوب خیزش مردمی در ورشو توسط آلمان‌ها را که توسط ارمیا کراجوا شروع شده بود را نظاره می‌کرد. حمله استراتژیک ارتش سرخ به شرق رومانی بخش‌هایی عمده از نیروهای آلمانی را نابود کرد و کودتای موفقی را در رومانی و بلغارستان باعث شد و به دنبال این تغییرات، کشورهای فوق به سوی متفقین گرویدند.
در سپتامبر سال ۱۹۴۴، دسته‌های ارتش شوروی با ورود به یوگسلاوی باعث عقب‌نشینی برق‌آسای گروه‌های اف و ای در یونان، آلبانی و یوگسلاوی شدند، پیش از این که از هم جدا شوند. با این حساب، کمونیست‌های پیشرو پارتیزان تحت رهبری مارشال یوسیپ بروز تیتو، که در سابقه خود رهبری موفقیت‌آمیز گروه‌های مبارز چریکی علیه اشغالگری‌ها را از سال ۱۹۴۱ در دست داشت، بخش عمده یوگسلاوی را به کنترل خود درآورد و اقدامات علیه نیروهای آلمانی در جنوب را با تأخیر مواجه کرد. در شمال صربستان، ارتش سرخ، با حمایت محدود نیروهای بلغاری، در آزادسازی مشترک پایتخت بلگراد در ۲۰ اکتبر به پارتیزان‌ها کمک کرد. پس از چندی، شوروی حمله گسترده‌ای را علیه مجارستان تحت اشغال آلمان انجام داد که تا سقوط بوداپست در فوریه ۱۹۴۵ ادامه یافت. برخلاف توفیقات فراوان شوروی در بالکان، مقاومت تند تیز فنلاندی‌ها علیه حملات شوروی در کارولین ایسموس، اشغالگری شوروی را دفع کرد و در شرایطی متعادل آتش‌بس شوروی و فنلاند را منجر شد، هرچند فنلاند ناچار به اعلان جنگ علیه متحد سابق خود، آلمان نازی، گردید.

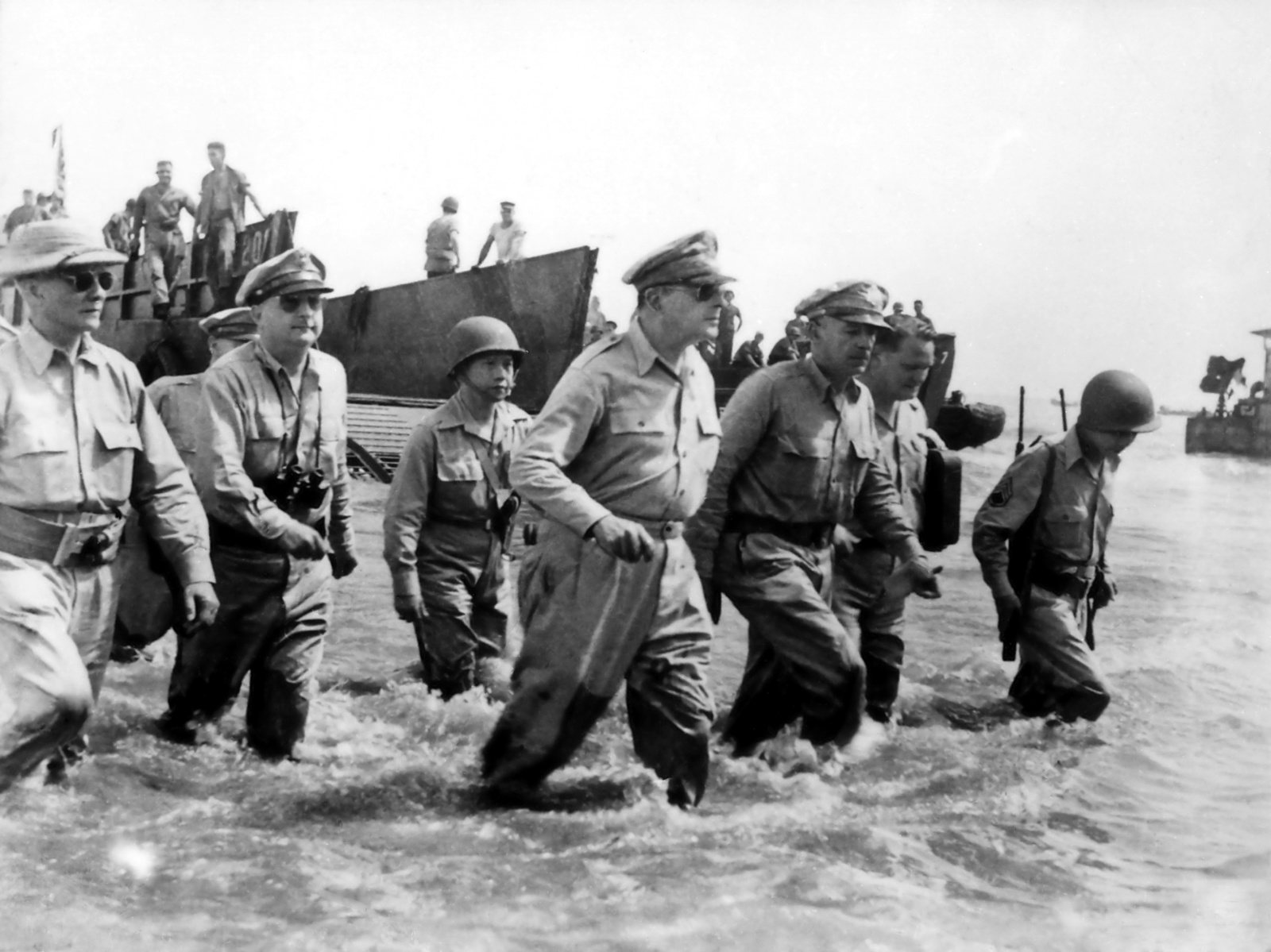
ژنرال داگلاس مک‌آرتور در حال بازگشت به فیلیپین در نبرد لیته، ۲۰ اکتبر ۱۹۴۴

با شروع ژوئیه سال ۱۹۴۴، نیروهای مشترک‌المنافع در جنوب شرقی آسیا محاصره ژاپنی‌ها را در آسام دفع کردند و ژاپنی‌ها را به سمت رود چیندوین در میانمار عقب رانده و در حالی که چینی‌ها میتکیانا در میانمار را به اشغال خود درآوردند. در سپتامبر سال ۱۹۴۴، نیروهای چینی کوه سونگ را تصرف کرده و جاده برمه را مجدداً گشودند. در چین، ژاپنی‌ها توفیق بیشتری داشتند و در نهایت توانستند چانگشا را در میانه ژوئن و هنگیانگ را تا اوایل اوت به تصرف خود درآورند. خیلی زود، به استان گوانگشی حمله کردند و تا پایان ماه نوامبر در نبردهای اصلی برابر نیروهای چینی در گویلین و لیوژو به پیروزی رسیدند و بین نیروهای خود در چین و هندوچین پل ارتباطی برقرار کردند.
در اقیانوس آرام، نیروهای آمریکایی همچنان به فشارهایشان در اطراف اراضی ژاپنی‌ها ادامه دادند. در اواسط ژوئن ۱۹۴۴، آنها حمله خود در جزایر ماریانا و پالائو را کلید زده و قاطعانه نیروهای ژاپنی را در نبرد دریای فیلیپین شکست دادند. این شکستها منجر به استعفای نخست‌وزیر ژاپن، هیدکی توجو شد و پایگاه‌های هوایی ایالات متحده را برای انجام حملات شدید بمب‌افکن‌های سنگین به سرزمین ژاپن آماده کرد. در اواخر اکتبر، نیروهای آمریکایی به جزیره لیته فیلیپین یورش برده و اندکی بعد نیروهای دریایی متفقین پیروزی بزرگ دیگری را در نبرد خلیج لیته، یکی از بزرگ‌ترین نبردهای دریایی تاریخ، به دست آورد.

### سقوط نیروهای محور و پیروزی نیروهای متفقین (۱۹۴۴‎–۱۹۴۵)

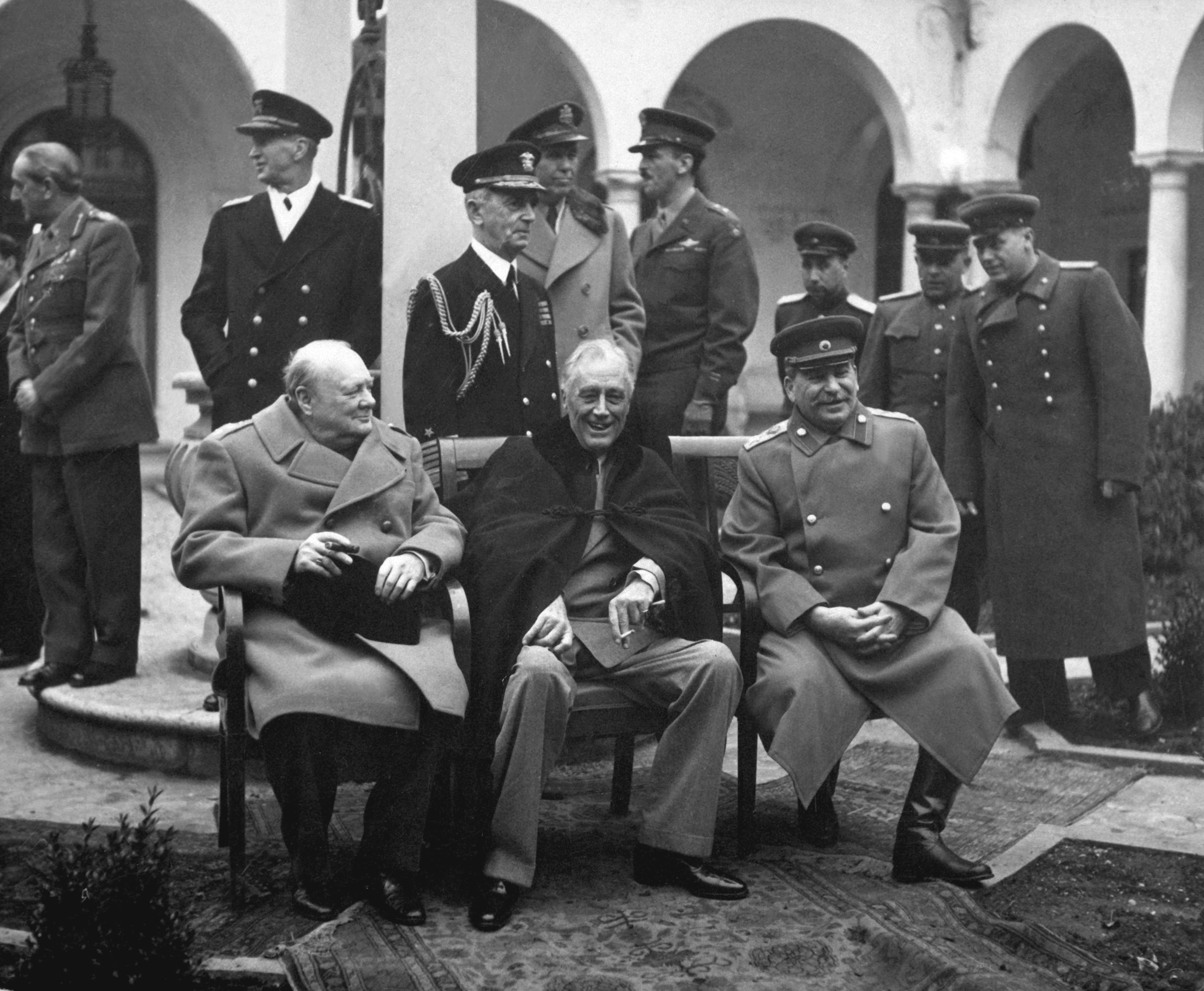
کنفرانس یالتا فوریه ۱۹۴۵, وینستون چرچیل، فرانکلین دی. روزولت، ژوزف استالین

در ۱۶ دسامبر ۱۹۴۴، آلمان در جبهه غربی با استفاده از بخش عمده نیروهای باقی‌مانده خود آخرین تلاش‌هایش را برای انجام یک ضدحمله با هدف ایجاد شکاف بین نیروهای متفقین غربی در اردنس و مرز فرانسه صورت داد و بخش عمده نیروهای متفقین را به محاصره درآورد و بندر تأمین نیازهای اساسی آنها در آنتورپ را متصرف کرد تا بتواند از آن به عنوان امتیازی برای نیل به یک توافق سیاسی استفاده کند. تا ماه ژانویه، این عملیات بدون نایل آمدن به هرگونه از اهداف استراتژیکش دفع شد. در ایتالیا، متفقین غربی در پس خطوط دفاعی آلمانها متوقف شدند. در میانه ژانویه ۱۹۴۵، اتحاد جماهیر، به همراه لهستانی‌ها به لهستان حمله کرده و از ویستولا به سوی رودخانه اودر در آلمان پیشروی کرده و پروس شرقی را نیز گرفتند. در ۴ فوریه، شوروی، بریتانیا و ایالات متحده در کنفرانس یالتا گرد هم آمدند. آنها درخصوص نحوه اشغال آلمان پس از جنگ توافق کرده و بناکردند تا شوروی نیز به جنگ علیه ژاپن پیوندد.
در ماه فوریه، شوروی وارد سیلزی و پومرانیا شد، در حالی که متفقین غربی نیز وارد خاک غرب آلمان شدند و راه رودخانه راین را بستند. در ماه مارس، متفقین غربی با عبور از رودخانه راین در شمال نیروهای گروه ب ارتش آلمان را محاصره کردند. در اوان ماه مارس، آلمان آخرین حمله بزرگ خود علیه نیروهای شوروی در مجارستان را کلید زد. هدف از این حمله حفاظت از آخرین ذخایر نفتی خود و همین‌طور بازپس‌گیری بوداپست بود. ظرف دو هفته، حمله دفع شده و شوروی با پیش رفتن تا شهر وین آنجا را به تصرف خود درآورد. در اوایل ماه آوریل، نیروهای شوروی کونیگسبرگ را فتح کردند، در سوی دیگر متفقین غربی نیز سرانجام به ایتالیا هجوم برده و سراسر آلمان غربی در هامبورگ تا نورنبرگ را به تصرف خود درآوردند. نیروهای آمریکایی و شوروی در بیست و پنجم آوریل در رودخانه البه به هم رسیده و چند محموله تصرف‌نشده را در جنوب آلمان و اطراف برلین رها کردند.
نیروهای شوروی و لهستانی در اواخر آوریل به برلین یورش برده و شهر را محاصره نمودند. در ایتالیا، نیروهای ایتالیایی در ۲۹ آوریل تسلیم شدند. در ۳۰ آوریل، ساختمان رایشتاگ فتح شد و این نشان شکست نظامی نازی‌های آلمان قلمداد می‌شد. پادگان نظامی برلین در ۲ مه تسلیم شد.
در این دوره چند تحول در رهبری رخ داد. در دوازدهم آوریل، مقام ریاست جمهوری ایالات متحده، تئودور روزولت درگذشت و هری اس ترومن تحت عنوان جانشین او به قدرت رسید. در ۲۸ آوریل بنیتو موسولینی توسط چریک‌های ایتالیی کشته شد. دوروز بعد، هیتلر در جریان محاصره برلین خودکشی کرده و دریاسالار کارل دونیتس جانشین وی گردید.
تسلیم بی‌قیدوشرط در اروپا در روز هفتم و هشتم مه امضا شد تا از انتهای هشتم ماه مه عملی شود. گروه مرکزی ارتش آلمان تا ۱۱ مه به مقاومت ادامه داد.

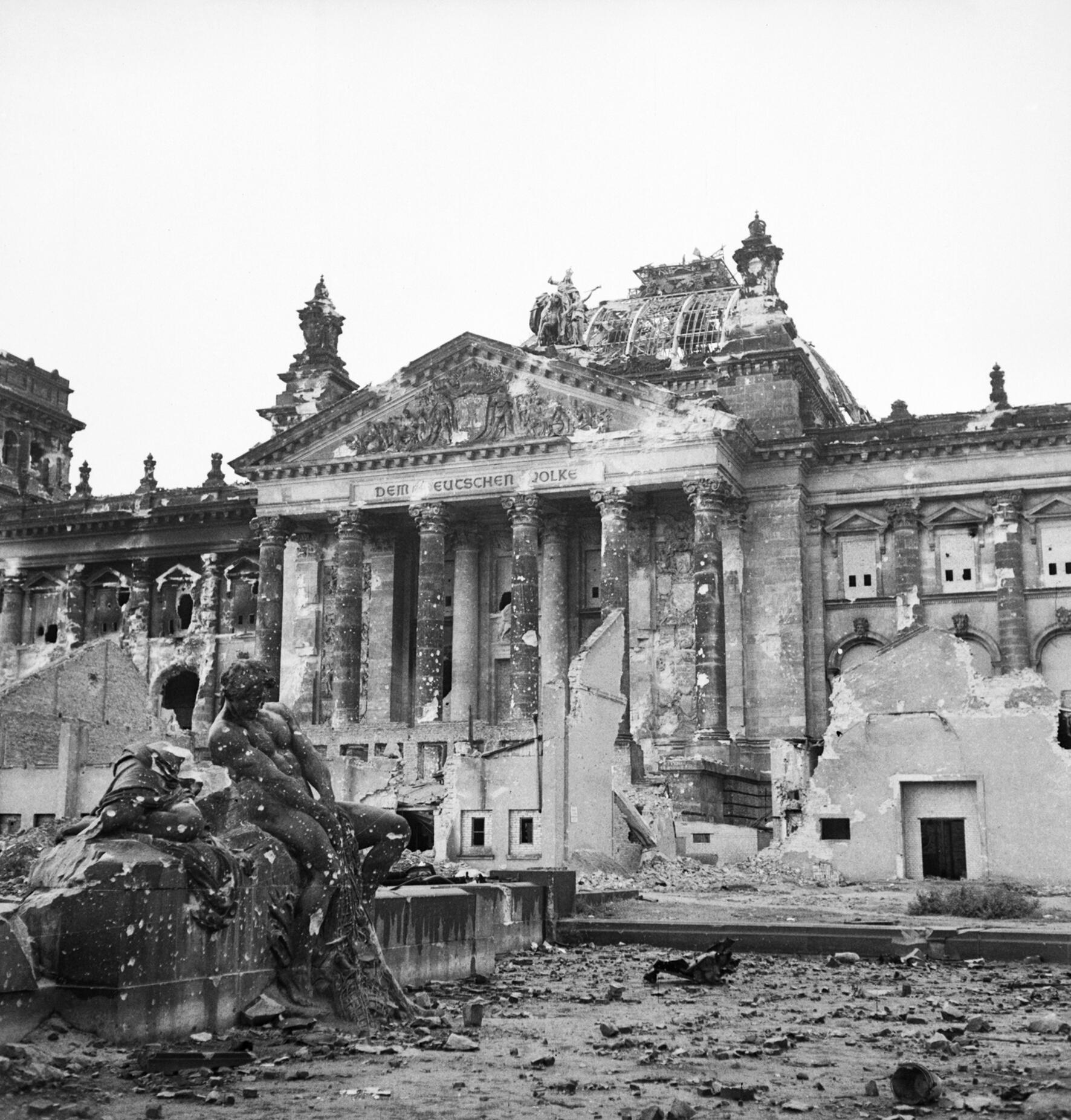
ساختمان رایشتاگ آلمان پس از آن که در سوم ژوئن ۱۹۴۵ توسط ارتش سرخ فتح شد

در صحنه نبرد اقیانوس آرام، آمریکایی‌ها به همراه نیروهای مشترک‌المنافع فلیپینی در خاک فلیپین پیشروی می‌کردند و لیت را تا پایان آوریل ۱۹۴۵ پاکسازی نمودند. آنها تا ژانویه سال ۱۹۴۵ به لوزون رسیدند و مانیل را نیز تا ماه مارس پس گرفتند. نبرد در میندانائو و سایر جزایر فلیپین تا پایان جنگ ادامه داشت. درهمین حال، نیروی هوایی ایالات متحده برای تضعیف روحیه مردم و از بین بردن صنعت در ژاپن اقدام به انداختن بمبهای آتش‌زا بر فراز شهرهای مهم و استراتژیک ژاپن کرد. در ۹ و ۱۰ مارس حملهٔ هوایی وسیعی بر فراز توکیو صورت گرفت که مرگبارترین بمباران هوایی متعارف در طول تمام تاریخ برآورد شد.
در ماه مه ۱۹۴۵، نیروهای استرالیایی در بورنئو فرود آمدند و میدان‌های نفتی آنجا را به تصرف خود درآوردند. نیروهای بریتانیایی آمریکایی و چینی، ژاپن را در شمال برمه شکست دادند و بریتانیا در ۳ مارس برای رسیدن به رانگون تلاش می‌کرد. نیروهای چینی ضدحمله‌ای را در غرب هونان آغاز کردند که بین ۶ آوریل تا ۷ ژوئن ۱۹۴۵ رخ داد. نیروی دریایی آمریکا به همراه نیروهای آبی خاکی نیز با حرکت به سوی ژاپن ایووجیما را تا ماه مارس گرفته و در انتهای ژوئن اوکیناوا را تصرف کردند. در همین زمان زیردریایی‌های آمریکایی واردات ژاپن را فلج کرده و توانایی تأمین نیازهای اساسی نیروهایی که خارج از ژاپن می‌جنگیدند را به شدت کاهش دادند.
در یازدهم ژوئیه، رهبران متفقین در پوتسدام آلمان دیدار کردند. آنها مجدداً بر توافقنامه‌های پیشین خود با آلمان تأکید ورزیده و دولت‌های آمریکا، انگلیس و چین مجدداً خواستار تسلیم بی قید شرط ژاپن شدند و بیان کردند که «گزینهٔ جایگزین برای ژاپن، ویرانی سریع و کامل است». در طول همین کنفرانس بود که انگلستان نیز انتخابات عمومی خود را برگزار نمود و کلمنت اتلت را جایگزین نخست‌وزیری وینستون چرچیل نمود.

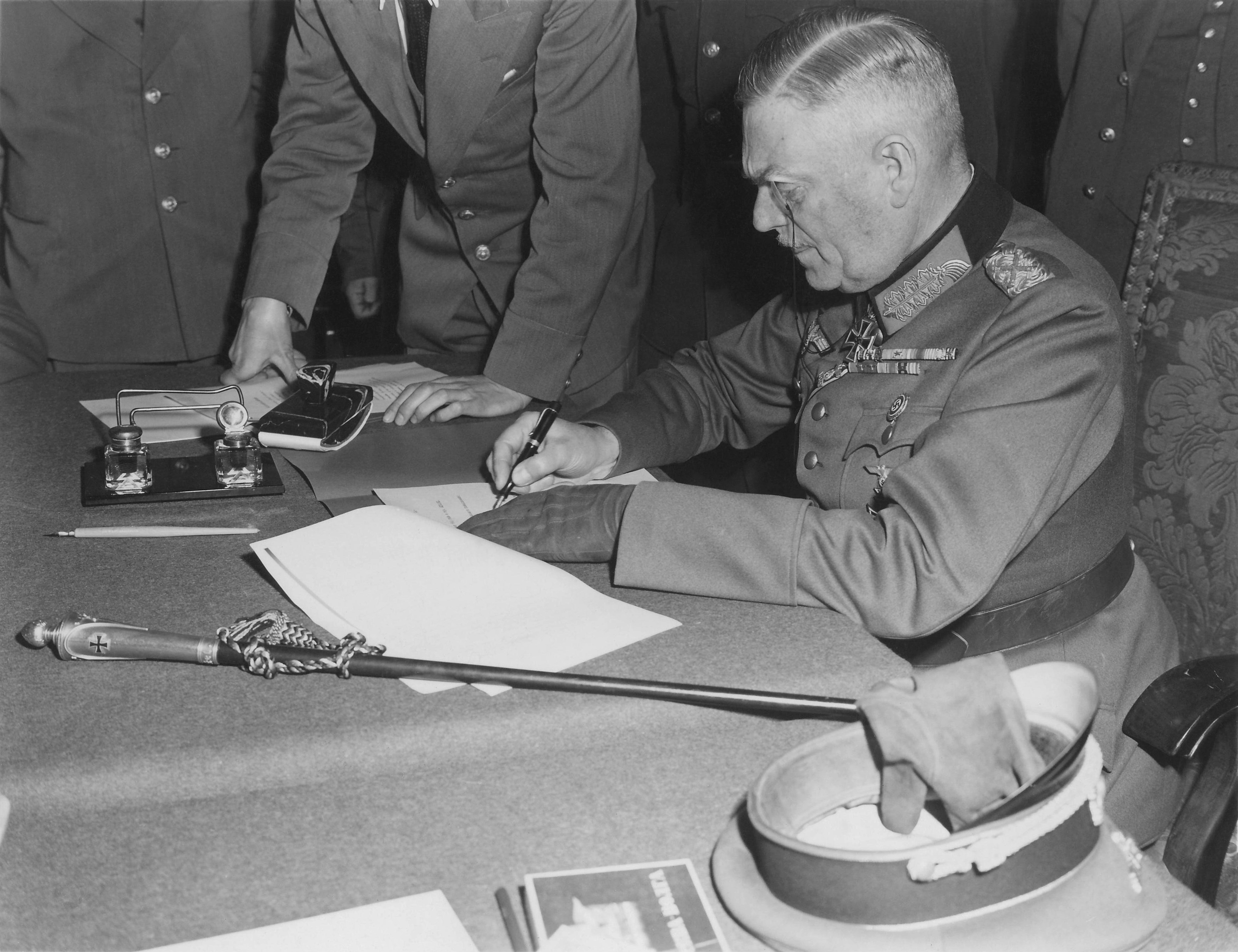
نگاره‌ای تاریخی از لحظهٔ امضای سند تسلیم بی‌قید و شرط آلمان نازی توسط فیلد مارشال ویلهلم کایتل، فرمانده ستاد فرماندهی عالی ورماخت و وزیر جنگ رایش سوم در مقر ستاد ارتش سرخ در کارلسهورشت، برلین. لحظهٔ امضای سند قرارداد تسلیم آلمان ساعت ۲۳ و ۴۵ دقیقهٔ شامگاه ۸ مه ۱۹۴۵ میلادی به ثبت رسیده است.

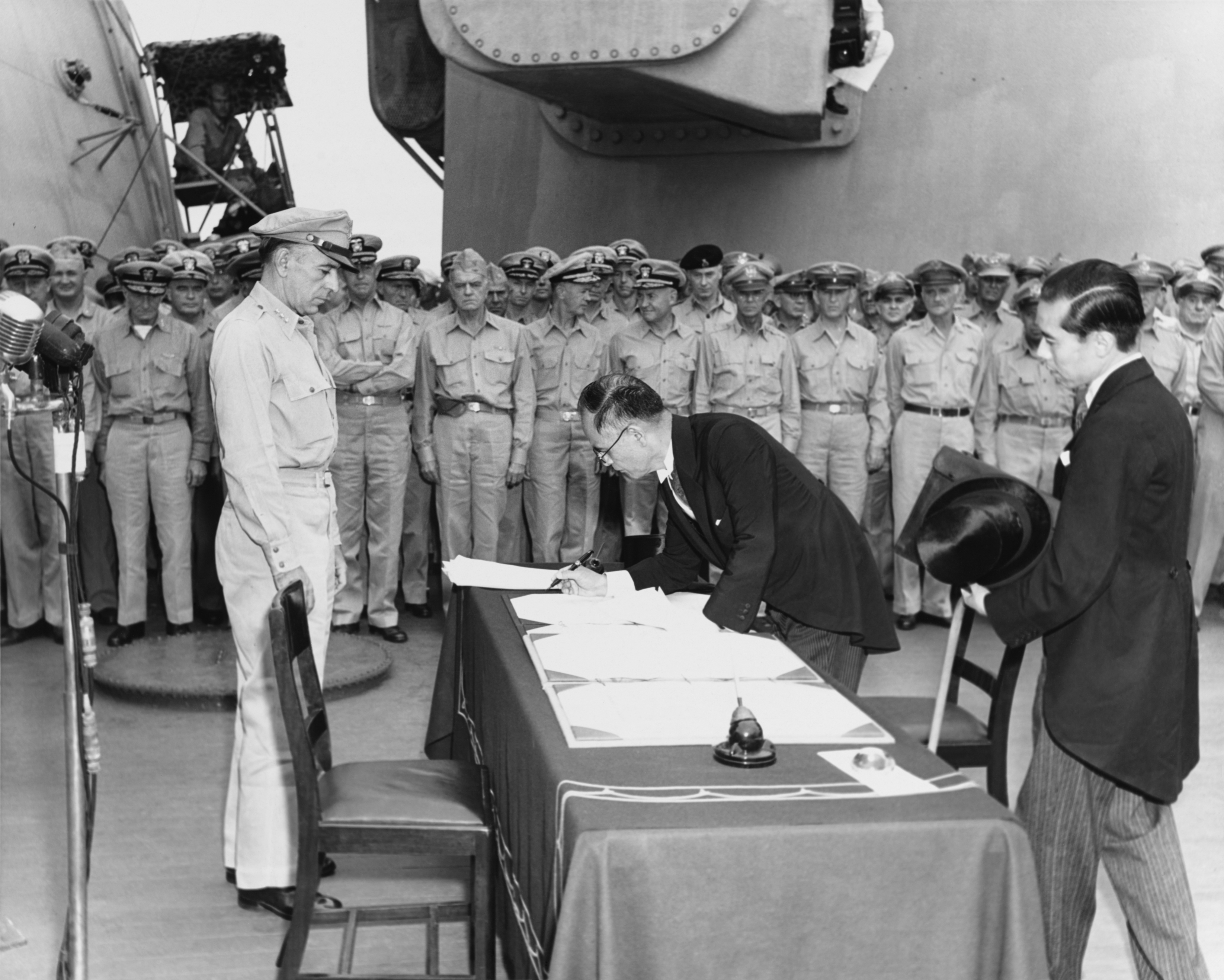
وزیرخارجه امپراتوری ژاپن درحین امضای قرارداد تسلیم ژاپن برروی عرشه کشتی آمریکایی یواس‌اس میزوری.

ژاپن که باور داشت می‌تواند شرایط مذاکره را به گونه‌ای پیش ببرد که در شرایط مطلوب‌تری تسلیم شود، تسلیم بی‌قیدوشرط را رد نمود. در اوایل اوت، آمریکا بمب‌های اتمی خود را روی دو شهر ناکازاکی و هیروشیما انداخت. در اثنای دو بمباران اتمی، شوروی براساس مفاد عهدنامه یالتا، به نیروهای ژاپنی در منچوری حمله کرد و ارتش کوانتونگ را که بزرگ‌ترین نیروهای نظامی ژاپن را شامل می‌شد شکست داد. بدین ترتیب رهبران ارتش امپراتوری ژاپن متقاعد شدند تا شرایط تسلیم بی‌قیدوشرط را بپذیرند. همچنین ارتش سرخ بخش جنوبی جزیره ساخالین و جزایر کوریل را تصرف نمود. در ۱۵ اوت ۱۹۴۵، ژاپن تسلیم شد و مدارک تسلیم سرانجام در خلیج توکیو بر عرشه کشتی جنگی آمریکا یو اس اس میزوری در دوم سپتامبر ۱۹۴۵ به امضا رسید و به جنگ پایان داد.

## پیامدها

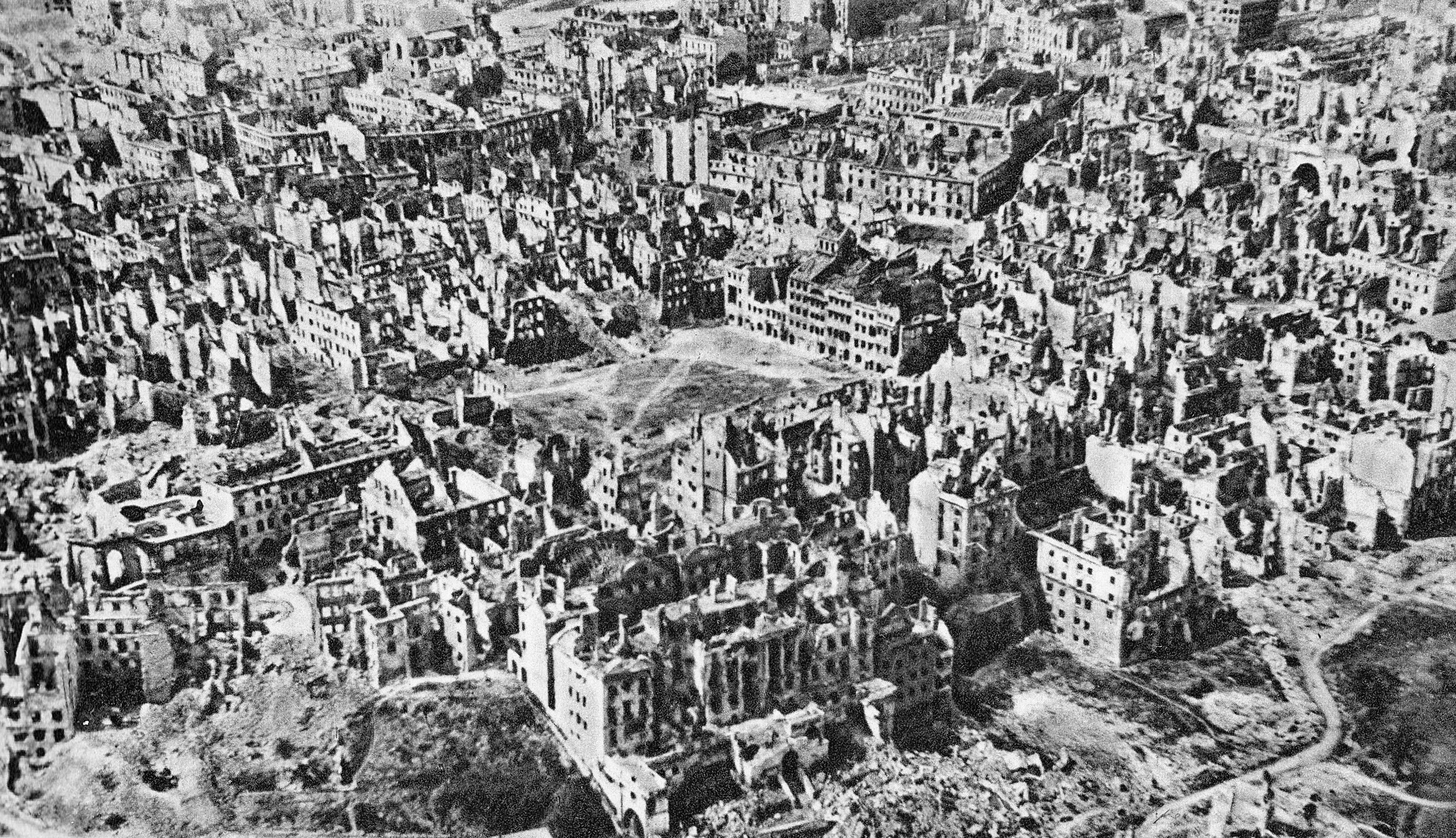
ویرانه‌های ورشو در ژانویه ۱۹۴۵، پس از تخریب عمدی شهر به‌دست نیروهای اشغال‌گر آلمانی.

متفقین در اتریش و آلمان دولت‌های اشغالی تأسیس کردند؛ اولی به کشوری بی‌طرف تبدیل شد که با هیچ بلوک سیاسی متحد نبود. دومی به مناطق اشغال غربی و شرقی تقسیم شده بود که به‌ترتیب به‌دست متفقین غربی و اتحاد جماهیر شوروی کنترل می‌شدند. اجرای برنامه نازی‌زدایی در آلمان منجر به پیگرد قانونی جنایتکاران جنگی نازی در دادگاه نورنبرگ و عزل نازی‌های سابق از قدرت شد؛ اگرچه این سیاست به سمت عفو و ادغام مجدد نازی‌های سابق در جامعه آلمان غربی پیش رفت.
آلمان یک‌چهارم قلمرو پیش از جنگ (۱۹۳۷) خود را از دست داد. در میان سرزمین‌های شرقی، سیلزی، نوی‌مارک و بیشتر پومرانی به لهستان رسید و پروس شرقی بین لهستان و اتحاد جماهیر شوروی تقسیم شد؛ به دنبال این اتفاق نُه میلیون آلمانی از این استان‌ها به آلمان رانده شدند. سه میلیون آلمانی نیز از سودتنلند در چکسلواکی به این سرنوشت دچار آمدند. تا دهه ۱۹۵۰ میلادی یک‌پنجم آلمانی‌های غربی از شرق آلمان پناهنده شده بودند. اتحاد جماهیر شوروی استان‌های لهستان را نیز در شرق خط کرزن به دست گرفت که در نتیجه آن دو میلیون لهستانی اخراج شدند. شمال شرقی رومانی، بخش شرقی فنلاند، و سه کشور حوزه بالتیک در اتحاد جماهیر شوروی گنجانیده شدند.

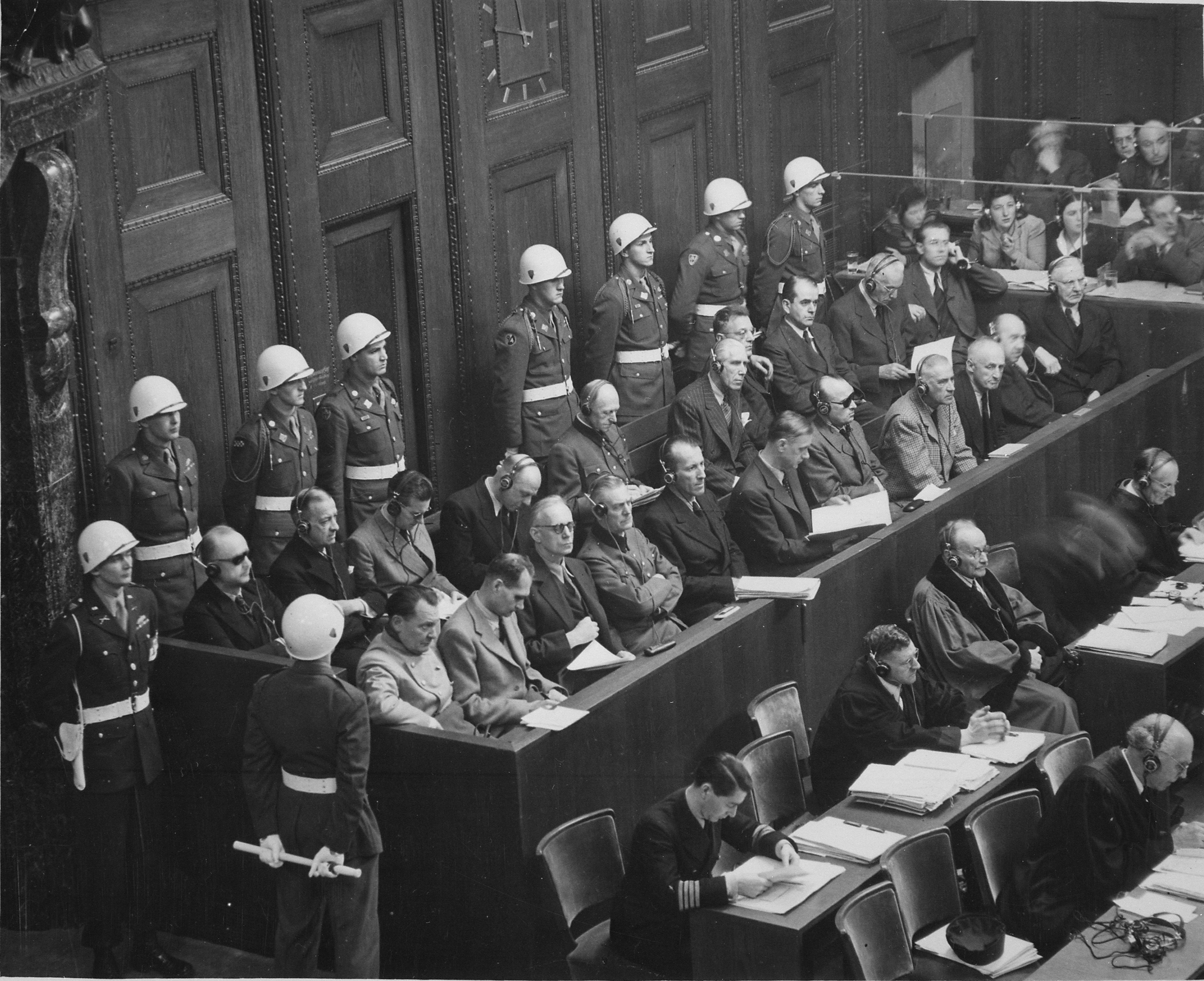
متهمان در دادگاه نورنبرگ، که طی آن متفقین اعضای اصلی و برجسته رهبری سیاسی، نظامی، قضایی و اقتصادی آلمان نازی را برای جنایت علیه بشریت تحت پیگرد قانونی قرار دادند.

متفقین در راستای حفظ صلح جهانی، سازمان ملل متحد را تشکیل دادند، که رسماً در ۲۴ اکتبر ۱۹۴۵ به‌وجود آمد و اعلامیه جهانی حقوق بشر را در سال ۱۹۴۸ به عنوان یک استاندارد مشترک برای همه کشورهای عضو تصویب کرد. قدرت‌های بزرگی که پیروز جنگ بودند - فرانسه، چین، انگلیس، اتحاد جماهیر شوروی و ایالات متحده - عضو دائم شورای امنیت سازمان ملل شدند. این پنج عضو دائم تا امروز باقی مانده‌اند، اگرچه دو تغییر کرسی بین جمهوری چین و جمهوری خلق چین در سال ۱۹۷۱، و اتحاد جماهیر شوروی و دولت جانشین آن، روسیه، به دنبال فروپاشی اتحاد جماهیر شوروی در سال ۱۹۹۱، رخ داده است. اتحاد بین متفقین غربی و اتحاد جماهیر شوروی حتی قبل از پایان جنگ نیز رو به زوال بود.

تغییرات مرزی اروپای مرکزی پس از جنگ و ایجاد بلوک شرق.

آلمان به صورت دفاکتو تقسیم شده بود و دو کشور مستقل، جمهوری فدرال آلمان و جمهوری دموکراتیک آلمان، در مرز مناطق تحت اشغال متفقین و اتحاد جماهیر شوروی ایجاد شدند. بقیه اروپا نیز به حوزه‌های نفوذ غربی و اتحاد جماهیر شوروی تقسیم شدند. اکثر کشورهای اروپای شرقی و مرکزی با پشتیبانی کامل یا جزئی مقامات اشغالگر اتحاد جماهیر شوروی، وارد حوزه اتحاد جماهیر شوروی شدند که منجر به ایجاد رژیم‌هایی تحت رهبری کمونیسم شد. در نتیجه، آلمان شرقی، لهستان، مجارستان، رومانی، چکسلواکی و آلبانی کشورهای اقماری شوروی شدند. یوگسلاوی کمونیستی سیاستی مستقل در پیش گرفت و باعث ایجاد تنش با اتحاد جماهیر شوروی شد.
تقسیم پس از جنگ جهان توسط دو اتحاد نظامی بین‌المللی، باعث ایجاد ناتو به رهبری ایالات متحده و پیمان ورشو به رهبری اتحاد جماهیر شوروی شد. دوره طولانی تنش‌های سیاسی و رقابت نظامی بین آنها، جنگ سرد با یک مسابقه تسلیحاتی بی‌سابقه و درگیری‌های نیابتی را به‌همراه داشت.
در آسیا، ایالات متحده ژاپن را اشغال کرد و جزایر سابق ژاپن را در اقیانوس آرام غربی در اختیار گرفت، در حالی که شوروی‌ها ساخالین و جزایر کوریل را ضمیمه خود کردند. کره، که قبلاً تحت حکومت ژاپن بود، بین سال‌های ۱۹۴۵ و ۱۹۴۸ از سوی اتحاد جماهیر شوروی در شمال و ایالات متحده در جنوب تقسیم و اشغال شد. جمهوری‌های جداگانه در سال ۱۹۴۸ و در دو طرف مدار ۳۸ درجه شمالی ظهور کردند و هر کدام ادعا می‌کردند که دولت مشروع تمام کره هستند که در نهایت به جنگ کره منجر شد.

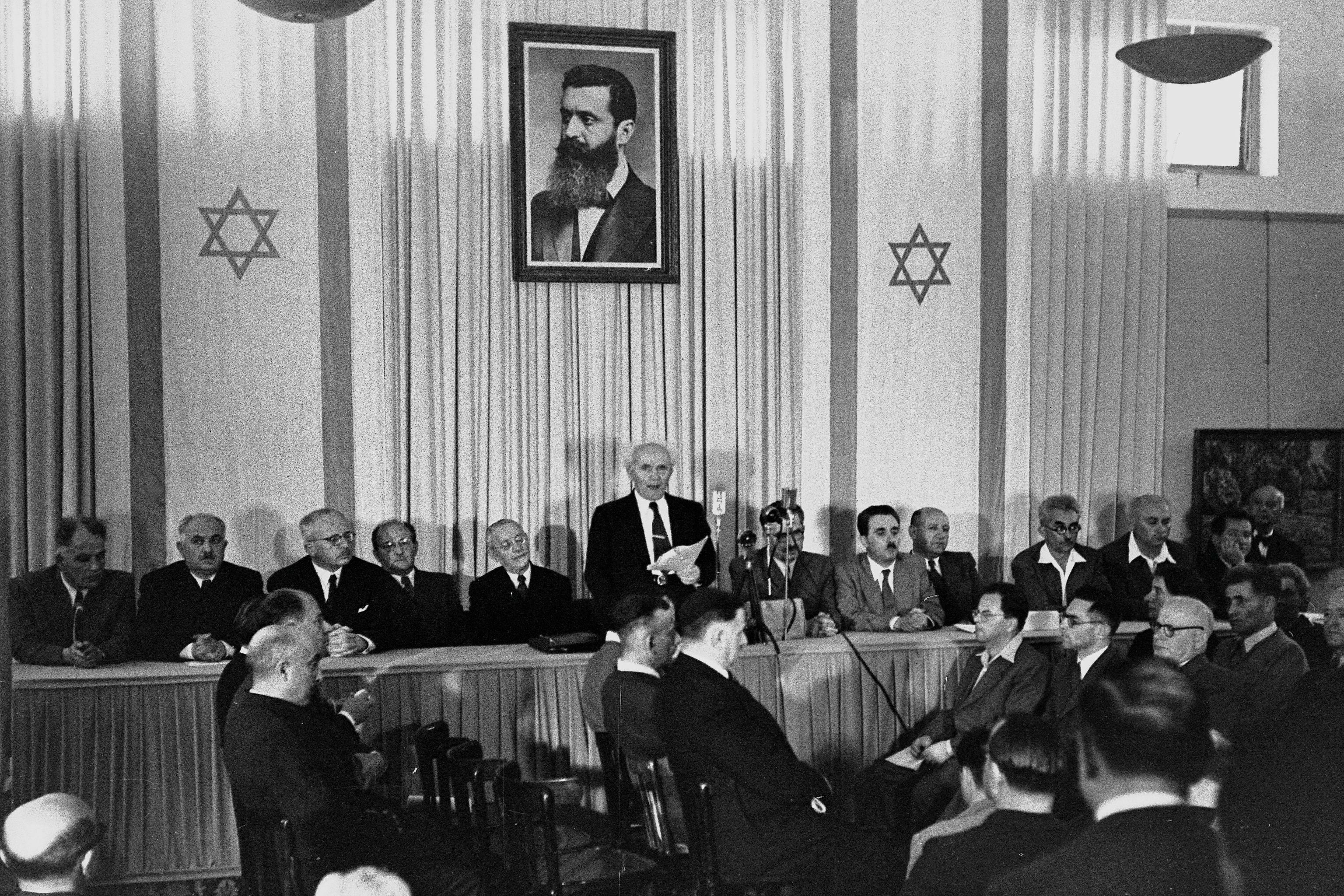
داوید بن گوریون منشور استقلال اسرائیل را در تالار استقلال اعلام می‌کند (۱۴ مه ۱۹۴۸).

در چین، نیروهای ناسیونالیستی و کمونیستی در ژوئن ۱۹۴۶ درگیری داخلی را از سر گرفتند. نیروهای کمونیست پیروز شدند و جمهوری خلق چین را در سرزمین اصلی تأسیس کردند، در حالی که نیروهای ناسیونالیست در سال ۱۹۴۹ به تایوان عقب‌نشینی کردند. در خاورمیانه، مخالفت اعراب با برنامه سازمان ملل برای تقسیم فلسطین و ایجاد اسرائیل نشانگر تشدید درگیری اعراب و اسرائیل بود. در حالی که قدرت‌های اروپایی تلاش می‌کردند تا بخشی از یا تمام امپراتوری‌های استعماری خود را حفظ کنند، از دست دادن اعتبار و منابعی که در طول جنگ داشتند، این نتیجه را ناکام گذاشت و به استعمارزدایی منجر شد.
اقتصاد جهانی از جنگ رنج می‌برد، گرچه کشورهای شرکت‌کننده سرنوشت‌های متفاوتی پیدا کردند؛ ایالات متحده بسیار ثروتمندتر از سایر کشورها ظاهر شد که منجر به رشد موالید در آن شد و تا سال ۱۹۵۰ تولید ناخالص داخلی آن به ازای هر فرد بسیار بالاتر از هر یک از قدرت‌های دیگر بود؛ در نتیجه آمریکا بر اقتصاد جهانی حاکم شد. انگلیس و آمریکا سیاست خلع سلاح صنعتی در آلمان غربی را در سال‌های ۱۹۴۵–۱۹۴۸ دنبال کردند. اما به دلیل وابستگی متقابل تجارت بین‌المللی، این اتفاق منجر به رکود اقتصادی اروپا و تأخیر در بهبود وضعیت آن برای چندین سال شد.
بهبود وضعیت اروپا با اصلاحات ارزی در اواسط سال ۱۹۴۸ در آلمان غربی آغاز شد و با آزادسازی سیاست اقتصادی اروپا که برنامه مارشال (۱۹۴۸–۱۹۵۱) هم مستقیم و هم به‌طور غیرمستقیم به آن دامن می‌زد، تشدید شد. بهبود وضعیت اقتصادی آلمان غربی پس از سال ۱۹۴۸ معجزه اقتصادی آلمان خوانده شد. ایتالیا نیز رونق اقتصادی را تجربه کرد و اقتصاد فرانسه دوباره صعود کرد. در مقابل، انگلستان در وضعیت ویرانی اقتصادی قرار داشت، و با این‌که حدود یک چهارم از کل کمک‌های برنامه مارشال را دریافت کرد (بیش از هر کشور اروپایی)، روند افت نسبی اقتصادی‌اش در دهه‌های بعد نیز ادامه داشت.
اتحاد جماهیر شوروی، علی‌رغم ضررهای عظیم انسانی و مادی، افزایش سریع تولید را بلافاصله پس از جنگ تجربه کرد. ژاپن رشد اقتصادی فوق‌العاده سریعی را تجربه کرد و تا دهه ۱۹۸۰ به یکی از قدرتمندترین اقتصادهای جهان تبدیل شد. چین تا سال ۱۹۵۲ به تولید صنعتی پیش از جنگ خود بازگشت.

## اثرات

### تلفات و جنایات جنگی

آمار تلفات جنگ جهانی دوم

از آن‌جا که بسیاری از تلفات و کشته‌های این جنگ در هیچ‌جا ثبت نشده است نظرات پیرامون تعداد کشته شدگان جنگ جهانی دوم بسیار متغیر است. بیشترین تخمین‌ها حکایت از ۶۰ میلیون نفر تلفات دارند که از این تعداد ۲۰ میلیون تن نظامی و ۴۰ میلیون نفر دیگر غیرنظامی بودند. بدین شکل برخلاف جنگ جهانی اول که تنها ۵ درصد از مجموع تلفات را غیرنظامیان تشکیل می‌داد، در جنگ جهانی دوم حدود ۶۶ درصد از مجموع تلفات مربوط به غیر نظامیان می‌شد.
شوروی حدود ۲۷ میلیون نفر در جنگ تلفات داد که شامل ۸٫۷ میلیون نظامی و ۱۹ میلیون تلفات غیرنظامی می‌شود. یک چهارم مردم شوروی زخمی یا کشته شدند. آلمان ۵٫۳ میلیون تلفات نظامی داشت که بیشتر این میزان در جبههٔ شرقی و در حین آخرین نبردهای درون آلمان وارد شده بود.
از کل تلفات نزدیک به ۸۵ درصد آن متعلق به متفقین (غالباً اهالی شوروی و چین) است که بیشتر آن‌ها در اثر جنایات جنگی آلمان و ژاپن در نواحی اشغالی به وجود آمد. تخمین‌ها حاکی از این است که بین ۱۱ تا ۱۷ میلیون نفر از تلفات غیرنظامی به صورت مستقیم و غیرمستقیم نتیجه سیاست‌های نژادپرستانه نازی‌ها از جمله کشتار کولی‌ها، همجنس‌گرایان و هولوکاست است. علاوه بر این حداقل ۱٫۹ میلیون نفر از لهستانی‌ها و میلیون‌ها اسلاو دیگر (شامل روس‌ها، اوکراینی‌ها و بلاروس‌ها) به همراه دیگر اقلیت‌ها در اثر سیاست‌های آلمان جان خود را از دست دادند. در بین سال‌های ۱۹۴۱ تا ۱۹۴۵ بیش از ۲۰۰ هزار نفر از صرب‌ها به علاوه کولی‌ها و یهودیان توسط جبهه انقلابی کرواسی که طرفدار نازی‌ها بود در یوگسلاوی شکنجه و کشته شدند. همزمان، مردم بوسنیایی و مردم کروات مورد آزار و اذیت قرار گرفتند و توسط چتنیک‌های ناسیونالیست صرب کشته شدند، با حدود ۵۰٬۰۰۰ تا ۶۸۰۰۰ قربانی که ۴۱۰۰۰ نفر غیرنظامی بودند. بیش از ۱۰۰ هزار لهستانی نیز توسط ارتش شورشی اوکراین در کشتارهای لهستانی‌ها در وولینیا و گالیسیای شرقی طی سال‌های ۱۹۴۳ تا ۱۹۴۵ کشته شدند که در پاسخ به آن ارتش میهنی و دیگر گروه‌های لهستانی در حملات انتقام‌جویانه خود جان ۱۰ تا ۱۵ هزار اوکراینی را گرفتند.

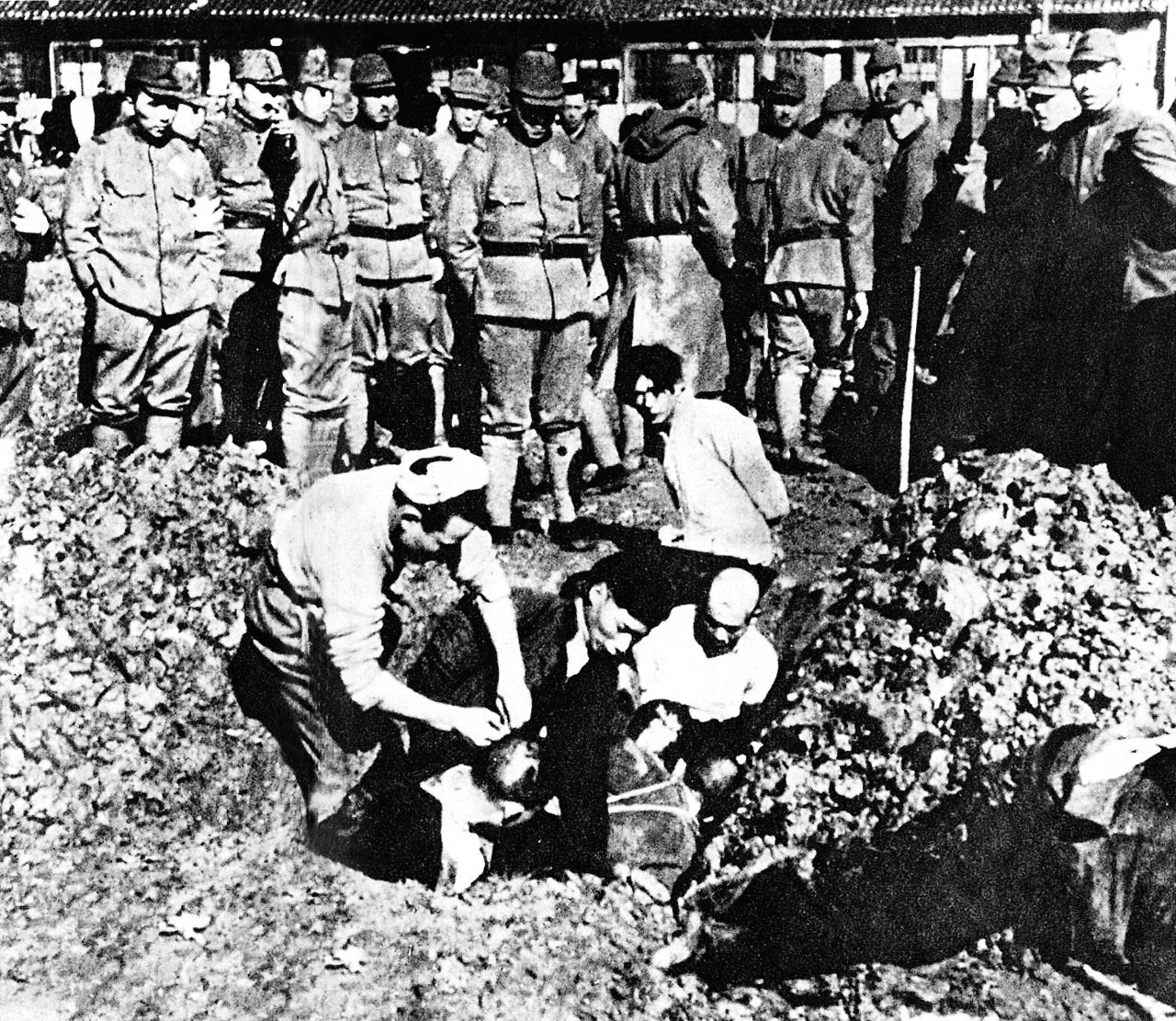
سربازان نیروی زمینی امپراتوری ژاپن در حال زنده دفن نمودن شهروندان چینی طی کشتار نانجینگ، دسامبر ۱۹۳۷

در آسیا و اقیانوس آرام نیز نزدیک ۱۰ میلیون نفر غیرنظامی که بیشتر آن‌ها چینی بودند (قریب به ۷٫۵ میلیون نفر) جان خود را از دست دادند. یکی از مهم‌ترین جنایات ژاپنی‌ها کشتار نانجینگ است که طی آن پنجاه تا سیصد هزار غیرنظامی چینی مورد تجاوز قرار گرفته و کشته شدند. میتسویوشی هیمتا گزارش داده که ۲٫۷ میلیون تلفات در طول سه خط‌مشی وارد شده است. ژنرال اوکامورا یاسوجی این سیاست را در هیپی و شاندونگ اجرایی کرد.
نیروهای محور از سلاح‌های بیولوژیک و شیمیایی نیز استفاده می‌کردند. نیروی زمینی امپراتوری ژاپن طیف گسترده‌ای از این سلاح‌ها را در درگیری با چین (بنگرید به واحد ۷۳۱) و درگیری‌های مرزی اولیه با شوروی به کار می‌برد. علاوه بر این آلمانی‌ها و ژاپنی‌ها این سلاح‌ها را بر روی غیرنظامیان و گاهی اسیران جنگی آزمایش می‌کردند.
شوروی نیز در طول جنگ دست به جنایت‌هایی زد که کشتار کاتین یکی از مهم‌ترین آن‌هاست که در آن ۲۲ هزار افسر لهستانی در طی چند روز اعدام شدند. کمیساریای خلق در امور داخلی نیز در این دوره هزاران مخالف سیاسی کمونیسم را مورد قتل و آزار اذیت قرار داد، همچنین مردم غیرنظامی به اجبار از نواحی اشغالی در کشورهای حوزه دریای بالتیک و لهستان شرقی به سیبری کوچانده شدند.
هرچند در زمان جنگ جهانی دوم هیچ قانونی در جهت منع بمباران هوایی وجود نداشت اما غالباً بمباران شهرها در اروپا و آسیا توسط آمریکا و بریتانیا را جنایت جنگی به حساب می‌آورند. برای نمونه بمباران‌های نیروی هوایی ایالات متحده بر فراز ژاپن باعث مرگ ۳۹۳ هزار نفر غیرنظامی و تخریب ۶۵ درصد مناطق مسکونی شد.

#### در ایران
با شروع جنگ جهانی دوم دولت ایران اعلام بی‌طرفی کرد، اما بی‌طرفی ایران به دلیل موقعیت استراتژیک از سوی کشورهای درگیر در جنگ مورد توجه قرار نگرفت. وقوع جنگ جهانی دوم در بیشتر کشورها و به خصوص ایران به لحاظ موقعیت خاص جغرافیایی، تأثیرهای مخربی بر زندگی مردم وارد نمود. تخریب ساختار اجتماعی اقتصادی، رکود کشاورزی، ناامنی‌های اجتماعی، شیوع بیمارهای واگیردار از تبعات این جنگ در ایران بوده است.

### نسل‌کشی، اردوگاه‌ها و کار اجباری

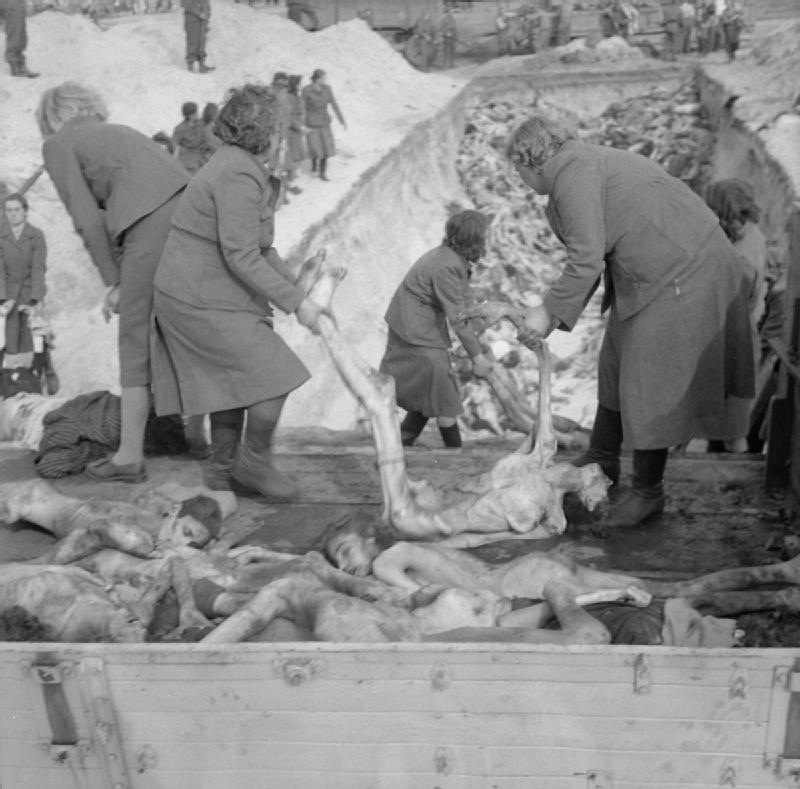
افسران زن اس‌اس در حال تخلیه جنازه‌ها از کامیون و دفن آن‌ها در گورهای دسته‌جمعی، اردوگاه کار اجباری برگن ـ بلزن سال ۱۹۴۵

آلمان نازی مسئول کشتار برنامه‌ریزی شده نزدیک به شش میلیون یهودی، ۲٫۶ میلیون لهستانی و ۴ میلیون نفر از کسانی است که ناشایست برای زندگی قلمداد می‌گشتند. (مانند بیماران روانی، معلولان، اسرای شوروی، کولیها، همجنس‌گرایان، فراماسون‌ها و شاهدان یهوه) کشتار اسرای شوروی هرچند یک هدف اعلام شده نبود اما شرایط سخت نگهداری ایشان که به صورت عمدی ایجاد گشته بود باعث مرگ ۳٫۶ میلیون نفر از ۵٫۷ میلیون اسیر شوروی در اردوگاه‌های آلمان گشت. برای کشتار نظام‌مند غیرنظامیان نیز اردوگاه‌های کار اجباری و اردوگاه‌های مرگ توسط نازی‌ها ساخته شدند تا در مقیاس صنعتی به کشتار بپردازند. علاوه بر این نازی‌ها به صورت گسترده از کارگران اجباری استفاده می‌کردند چنان‌که تخمین زده می‌شود ۱۲ میلیون نفر در سرتاسر نواحی اشغالی آلمان به صورت اجباری موظف به کار در صنایع و کشاورزی آلمان بودند.
در شوروی گولاگ‌ها تبدیل به اردوگاه‌های مرگ‌باری گشتند. به خصوص در طی سال‌های ۴۳–۱۹۴۲ که سختی‌ها و قحطی ناشی از جنگ باعث مرگ بسیاری از زندانیان شامل شهروندان اسیرشدهٔ لهستانی و دیگر کشورهای اشغالی توسط شوروی در سال‌های ۴۰–۱۹۳۹ و اسرای آلمانی گشت. با پایان جنگ بیشتر اسرای شوروی از اردوگاه‌های آلمان آزاد گشتند که در هنگام بازگشت به کشورشان در اردوگاه‌های مخصوص نگهداری می‌شدند تا مورد ارزیابی کمیساریای خلق در امور داخلی قرار بگیرند و بخش بزرگی از ایشان به اتهام همکاری با نازی‌ها به گولاگ فرستاده شدند.

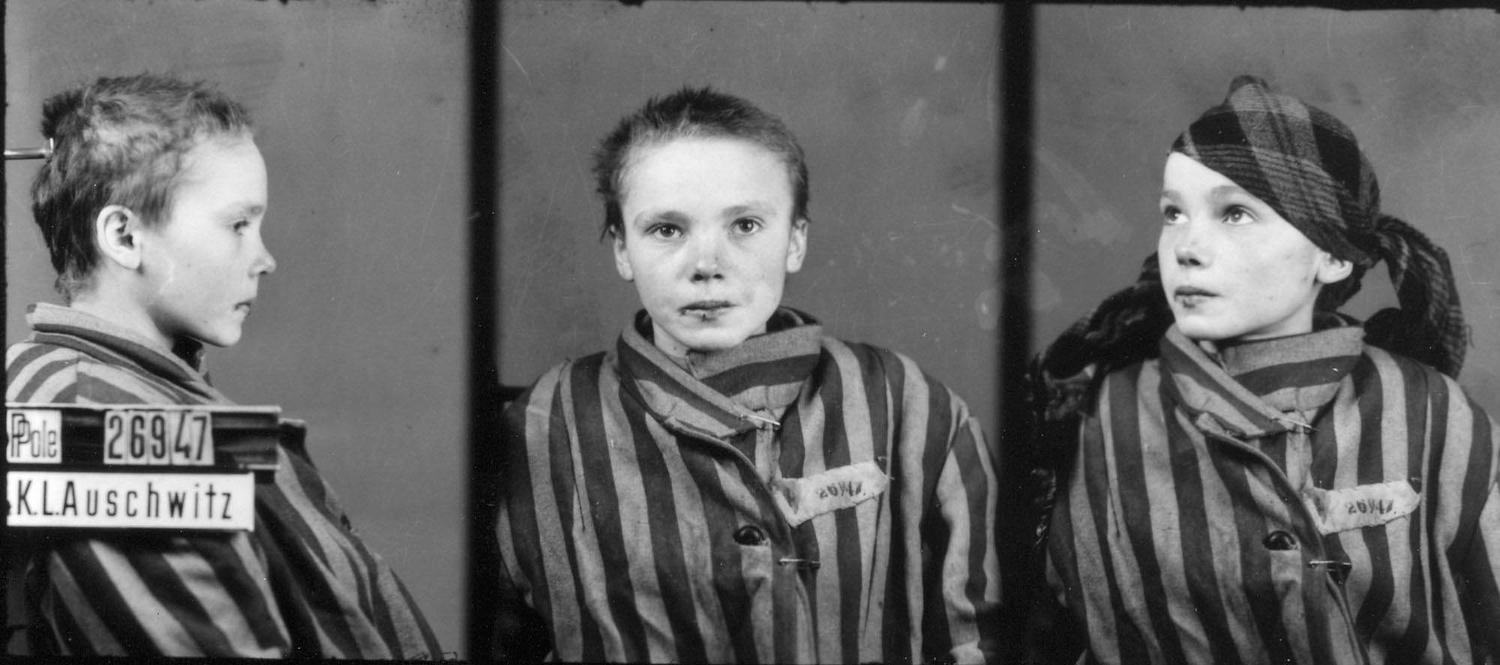
عکس هویت زندانی گرفته شده از یک دختر لهستانی توسط اس‌اس در اردوگاه آشویتس. نزدیک به ۲۳۰ هزار کودک به اسارت برده شدند که از آن‌ها به عنوان نیروی کار اجباری یا آزمایش‌ها پزشکی استفاده می‌گشت.

اردوگاه‌های اسرای جنگی ژاپنی که بیشترشان در نقش اردوگاه‌های کار اجباری استفاده می‌گشتند نرخ بالایی از مرگ و میر را در خود داشتند. دادگاه توکیو دریافت که نرخ مرگ و میر اسرای غربی در ژاپن ۲۷٫۱ درصد (برای اسرا آمریکایی ۳۷ درصد) بوده است که هفت برابر از نرخ مرگ و میر اسرای متفقین در آلمان و ایتالیا بیشتر است. پس از تسلیم ژاپن ۳۷٬۵۸۳ اسیر بریتانیایی، ۲۸٬۵۰۰ اسیر هلندی و ۱۴٬۴۷۳ اسیر آمریکایی از اردوگاه‌های ژاپنی آزاد گشتند در حالی که تعداد کل چینی‌های زنده مانده تنها ۵۶ نفر بود.
حداقل ۵ میلیون چینی در شمال چین توسط شورای توسعه شرق آسیا طی سال‌های ۱۹۳۵ تا ۱۹۴۱ برای کار در معادن و صنایع نظامی به بردگی گرفته شدند که این تعداد پس از ۱۹۴۲ به ۱۰ میلیون نفر رسید. در جاوه بین ۴ تا ۱۰ میلیون نفر توسط ژاپنی به کار اجباری واداشته شدند و ۲۷ هزار نفر از ایشان نیز برای کار به دیگر نواحی اشغالی ژاپنی‌ها فرستاده شدند که از این تعداد پس از پایان جنگ تنها ۵۲ هزار نفر بازگشتند.

### اشغال

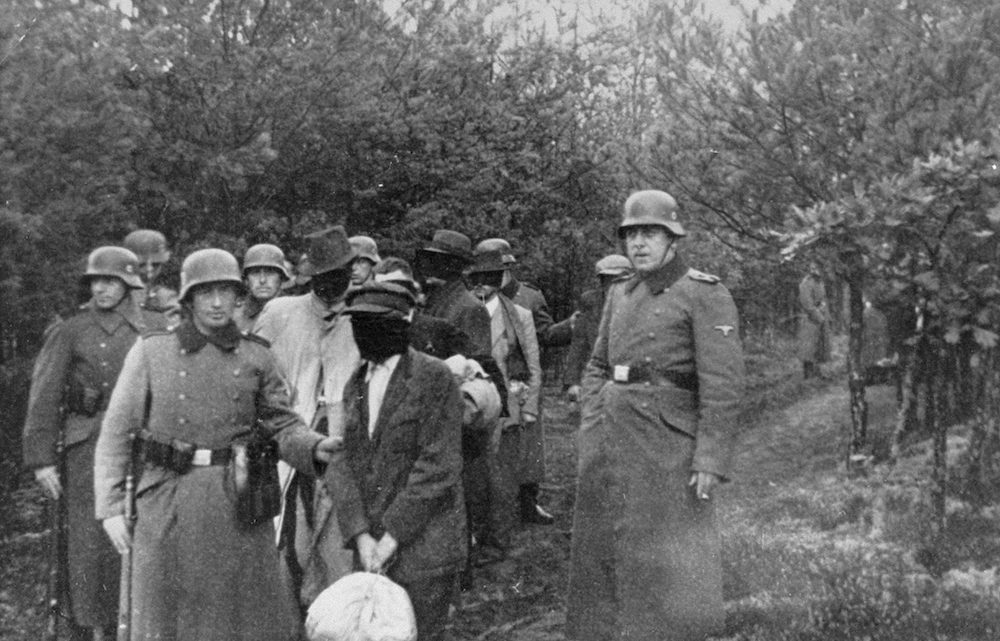
شهروندان لهستانی با چشم‌بند لحظاتی پیش از اعدام ایشان در کشتار پالمیری، سال ۱۹۴۰

در اروپا اشغال به دو صورت در جریان بود. در اروپای غربی (فرانسه، لوکزامبورگ، هلند، بلژیک، دانمارک، نروژ و ناحیه اشغالی چکسلواکی) آلمان سیاست‌های اقتصادی را اجرا می‌کرد که توانست به جز آنچه از طریق غارت نواحی اشغالی تصاحب کرد (شامل محصولات صنعتی، تجهیزات نظامی، اجناس خام و دیگر کالاها) ۶۹٫۵ میلیارد رایش‌مارک (۲۷٫۸ میلیارد دلار) را تا پایان جنگ به دست آورد. جدا از این ارقام عایدات حاصله از ملت‌های اشغال شده بیش از ۴۰ درصد مالیات آلمان را شامل می‌شد که این رقم با ادامه جنگ به بیش از ۴۰ درصد کل عایدی آلمان رسید.

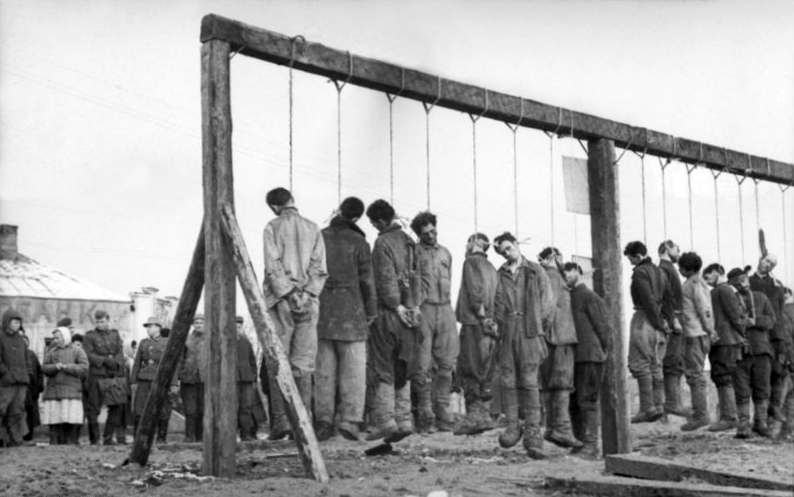
پارتیزان‌های شوروی اعدام شده توسط ارتش آلمان. آکادمی علوم روسیه در سال ۱۹۹۵ اعلام نمود قربانیان غیرنظامی شوروی به دست آلمان ۱۳٫۷ میلیون نفر است ۲۰ درصد از جمعیت ۶۸ میلیونی در نواحی تحت اشغال آلمان را شامل می‌گردد.

در شرق اهداف تعیین شده سیاست لبنسراوم به دلیل تغییر مداوم خط مقدم و راهبرد زمین سوخته شوروی نتوانست محقق شود و آلمانی‌ها عمدتاً از منابع مورد انتظارشان محروم ماندند. برخلاف غرب، در شرق سیاست نژادی آلمان نازی و طرح جامع برای شرق خشونت عریانی را علیه مردمان اسلاو که انسان‌های پست نامیده می‌گشتند روا می‌داشت. گروه‌های مقاومت که تقریباً در تمامی نواحی اشغالی ایجاد شده بودند نیز تا اواخر سال ۱۹۴۳ نتوانستند چه در شرق و چه در غرب مانعی جدی در برابر عملیات آلمان‌ها باشند.
در آسیا ژاپنی‌ها که به عنوان آزادی ملت‌های تحت استعمار از چنگ استعمارگران عملیات می‌کردند تمام نواحی اشغالی را جزئی از حوزه رفاه مشترک آسیای شرقی بزرگ قرار می‌دادند. با این که ژاپنی‌ها در ابتدا از طرفی بسیاری از مردمان نواحی اشغالی به عنوان نیروی آزادی‌بخش ملت‌ها از استعمارگران اروپایی مورد استقبال قرار گرفتند اما رفتار خشن و بی‌رحمانه ایشان طی چند هفته باعث ناراحتی و عصبانیت مردم از آن‌ها شد. در فتوحات ابتداییشان ژاپنی‌ها توانستند ۴ میلیون بشکه نفت که از عقب‌نشینی متفقین به جا مانده بود را تصاحب کنند و از ۱۹۴۳ توانستند ۵۰ میلیون بشکه نفت که ۷۶ درصد توان تولید سابق محسوب می‌شد را در مستعمرات هلند در شرق آسیا تولید کنند.

### جبهه خانگی و تولیدات

ضریب تولید ناخالص داخلی متفقین به متحدان

در اروپای پیش از جنگ متفقین دارای برتری محسوس در هر دو حوزه تولیدات و اقتصاد بودند. در سال ۱۹۳۸ یعنی یک سال پیش از آغاز جنگ، متفقین غربی (فرانسه، بریتانیا، لهستان و کشورهای همسود بریتانیا) در هر دو حوزه جمعیت و تولید ناخالص داخلی ۳۰ درصد بزرگ‌تر از نیروهای محور (آلمان و ایتالیا) بودند که اگر مستعمرات آن‌ها را نیز به این لیست بیفزاییم آن‌ها به برتری ۵ به ۱ در حوزه جمعیت و ۲ به ۱ در تولید ناخالص داخلی می‌رسیدند. در همان زمان در آسیا چین با وجود آنکه جمعیتی شش برابر افزون‌تر از ژاپن داشت اما تولید ناخالص داخلی‌اش تنها ۸۹ درصد بزرگ‌تر بود که اگر مستعمرات ژاپن را به این معادله اضافه کنیم این برتری در حوزه جمعیت به سه برابر و در تولید ناخالص داخلی تنها به ۳۸ درصد می‌رسید.
برتری جمعیتی و اقتصادی متفقین در مراحل اولیه جنگ در اثر حملات برق‌آسای آلمان و ژاپن به شدت خرد شد و تا سال ۱۹۴۲ دست بالاتر را متحدان داشتند. اما پس از آن و با ورود آمریکا و شوروی به میدان جنگ و پیوستن آن‌ها به جرگه متفقین جریان جنگ آرام‌تر شد و وارد مرحله جنگ فرسایشی گشت. در همین زمان ایالات متحده آمریکا به تنهایی دو سوم تمام ملزومات متفقین اعم از کشتی، هواپیما، توپخانه، تانک، کامیون و مهمات را تولید کرد. هرچند در اکثر مواقع دسترسی متفقین به مواد خام و اولیه فراوان و ارزان علت برتری تولید آن‌ها نسبت به متحدان دانسته می‌شود اما نباید عوامل مهمی مانند بی میلی ژاپن و آلمان در استفاده از زنان به عنوان نیروی کار، بمباران‌های متفقین، حرکت کند و دیر آلمان به سمت اقتصاد جنگی را نیز از نظر دور داشت. افزون بر این نه آلمان و نه ژاپن خود را مهیای یک جنگ طولانی‌مدت نکرده بودند. آن‌ها برای جبران این ضعف تلاش کردند تا با برده‌داری و به کار گرفتن میلیون‌ها نفر به عنوان نیروی کار اجباری شرایط خود را بهبود ببخشند. تخمین زده می‌شود آلمان ۱۲ میلیون نفر که بیشتر از اهالی اروپا شرقی بودند و ژاپن ۱۸ میلیون نفر را به کار اجباری و بردگی گرفتند.

### فناوری در جنگ جهانی دوم و پیشرفت آن

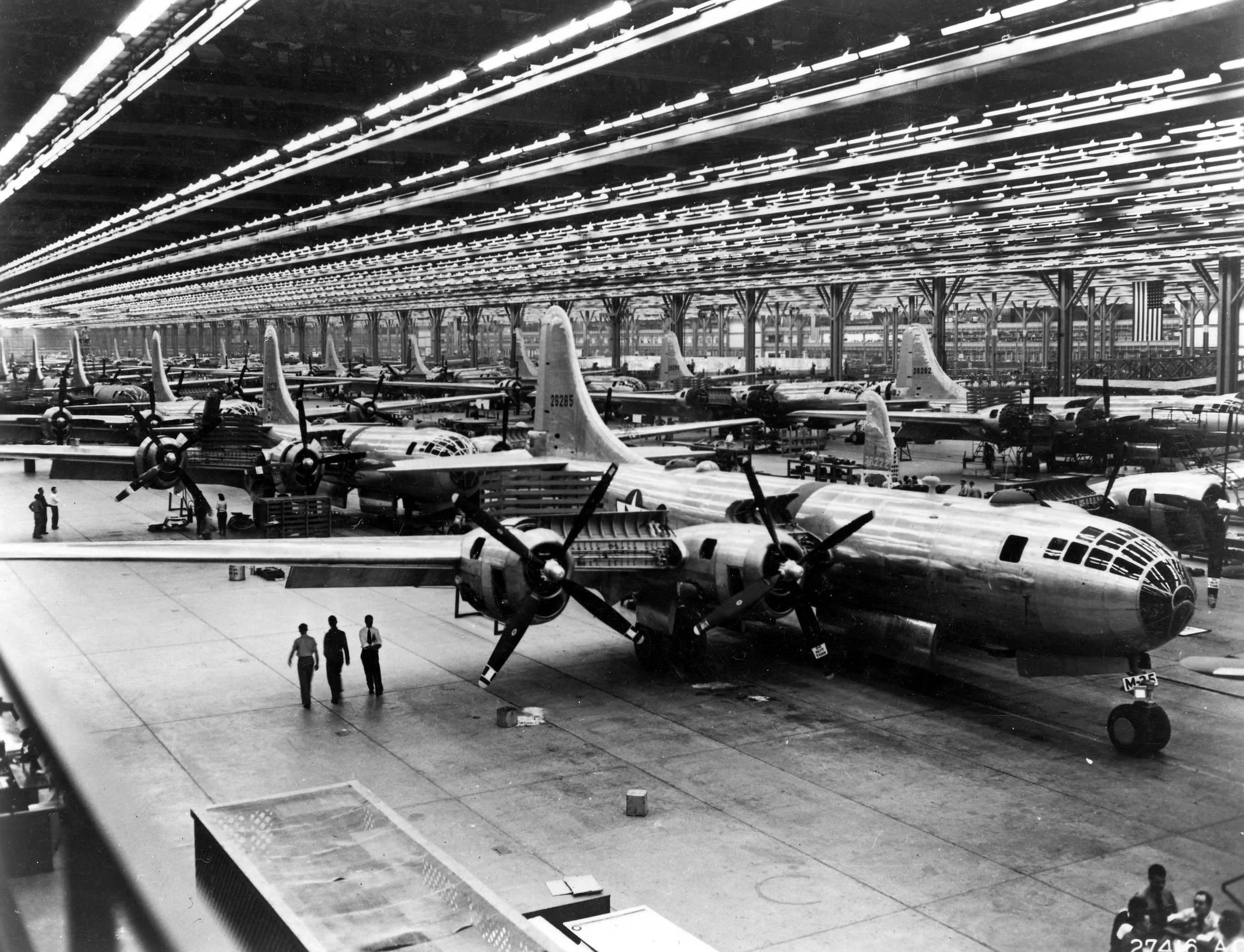
بمب‌افکن راهبردی بوئینگ بی-۲۹ در خط تولید بوئینگ واقع در ویچیتا، کانزاس، ۱۹۴۴

هواگردهایی از جمله درگیرینده‌ها، بمب‌افکن‌ها و هواپیماهای پشتیبانی هوایی نزدیک در دوران جنگ برای شناسایی به‌کار گرفته شدند و نقش هر کدام هم به‌طور قابل‌توجهی نسبت به قبل پیشرفت کرده‌بود. نوآوری‌هایی مثل حمل‌ونقل هوایی (برای جابه‌جایی سریع و ضروری تدارکات، تجهیزات و نفرات محدود) و بمباران راهبردی (بمباران مراکز صنعتی و جمعیتی دشمن برای از بین بردن توانایی جنگی او) به‌وجود آمد. پدافندهای هوایی هم پیشرفت کردند و قابلیت‌هایی مثل رادار و توپخانهٔ سطح‌به‌هوا به آن‌ها اضافه شد. استفاده از هواپیماهای جت به‌شدت گسترش یافت و با وجود معرفی دیرهنگام و در نتیجه، تأثیر کمتر جنگ، این اتفاق منجر به معمول‌شدن استفاده از جت در نیروی هوایی در سراسر جهان شد.
تقریباً در تمام جنبه‌های جنگ دریایی و مخصوصاً ناوهای هواپیمابر و زیردریایی‌ها پیشرفت‌هایی حاصل شد. با وجود پیشرفت نسبتاً کم مکانیک پرواز در آغاز جنگ، اقدامات انجام‌شده در تارانتو، پرل هاربر و دریای مرجان باعث شد تا کشتی اصلی در جنگ‌ها از نبردناو به ناو هواپیمابر تغییر کند. در اقیانوس اطلس، ناوهای هواپیمابر پشتیبان به‌علت افزایش منطقهٔ امن مؤثر نیروها و کم‌کردن فاصلهٔ میان‌اطلسی بخش مهمی از ناوگان متفقین بودند. علاوه بر این، ناوهای هواپیمابر به‌علت هزینهٔ کمتر هواپیماها و نیاز کمتر به زره حفاظتی سنگین اقتصادی‌تر بودند. زیردریایی‌ها، که اثرگذاری آن‌ها در جنگ جهانی اول اثبات شد، توسط همهٔ طرف‌ها در دومین جنگ جهانی هم کاربردی شناخته می‌شدند. بریتانیا روی ارتقای سلاح‌ها و تاکتیک‌های ضدزیردریایی، مثل سونار، تمرکز کرد و آلمان با اقداماتی همچون ساخت او-بوت نوع ۷ و تاکتیک‌های ولف‌پک بر ارتقای قوای تهاجمی خود تمرکز داشت.

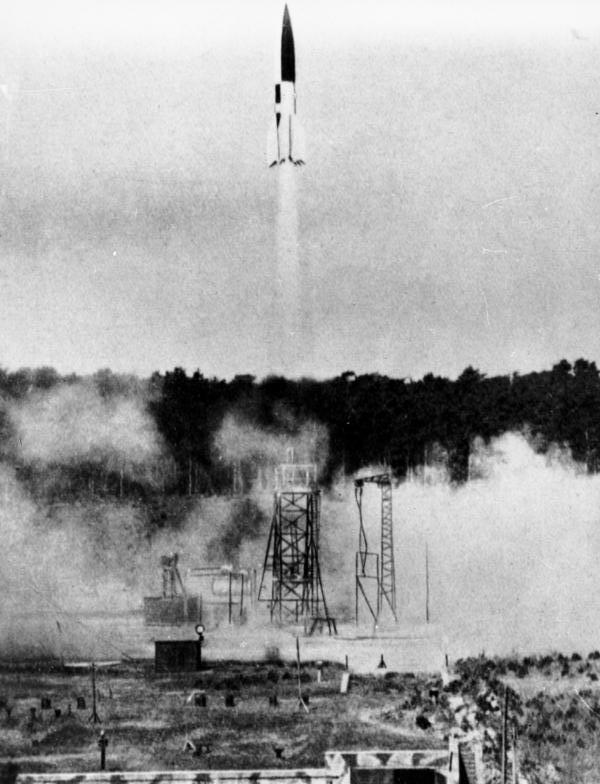
یک موشک وی-۲ که از یک سکوی ثابت در پنمونده پرتاب شده است، ۲۱ ژوئن ۱۹۴۳

شیوه‌های جنگ زمینی از خط مقدم ثابت و سنگرهای جنگ جهانی اول، که به توپخانه‌های ارتقایافته که سرعت پیاده‌نظام و سواره‌نظام را افزایش می‌داد متکی بود، به قابلیت‌های حمل و نقل و تسلیحات ترکیبی تبدیل شد. تانکها که در نخستین جنگ جهانی اغلب برای پشتیبانی پیاده‌نظام استفاده می‌شدند در جنگ جهانی دوم یکی از سلاح‌های اصلی بودند. در اواخر دههٔ ۱۹۳۰ طراحی تانک‌ها به‌طرز قابل‌ملاحظه‌ای پیشرفته‌تر از جنگ جهانی اول بود و پیشرفت در طراحی تانک‌ها با هدف افزایش سرعت، زره و قدرت آتش در طول جنگ هم ادامه یافت. بیشتر فرماندهان در آغاز جنگ تصور می‌کردند که برای مبارزه با تانک‌های دشمن باید از تانک‌هایی با مشخصات بهتر استفاده کرد. این تفکر با عملکرد ضعیف سلاح‌های ضدتانک اولیه در برابر زره و خودداری آلمان از نبردهای تانک در برابر تانک به چالش کشیده شد. این شیوه، در کنار استفادهٔ آلمان از تسلیحات ترکیبی، از عناصر اصلی تاکتیک‌های شدیداً موفق بلیتسکریگ آلمان در لهستان و فرانسه بود. بسیاری از شیوه‌های نابودی تانک‌ها، از جمله آتش غیرمستقیم، توپ ضدتانک (از هر دو نوع یدک‌کش و خودکششی)، مین، اسلحه‌های ضدتانک کوتاه‌برد پیاده‌نظام و تانک در برابر تانک مورد استفاده قرار گرفتند. با وجود ماشینی کردن گسترده، پیاده‌نظام همچنان ستون فقرات همهٔ نیروها بود. تجهیزات بیشتر نیروهای پیاده‌نظام در طول جنگ مشابه تجهیزات جنگ جهانی اول بود. استفاده از مسلسل‌های قابل‌حمل، مثل ام‌گه ۳۴ متعلق به آلمان، گسترش یافت و انواعی از مسلسل دستی که برای رزم نزدیک در نواحی شهری و جنگلی کاربردی بود مورد استفاده قرار گرفت. در اواخر جنگ، تفنگ تهاجمی توسعه داده شد و پس از جنگ به سلاح معمول پیاده‌نظام تبدیل شد. این نوع سلاح دارای بسیاری از ویژگی‌های تفنگ و مسلسل دستی است.

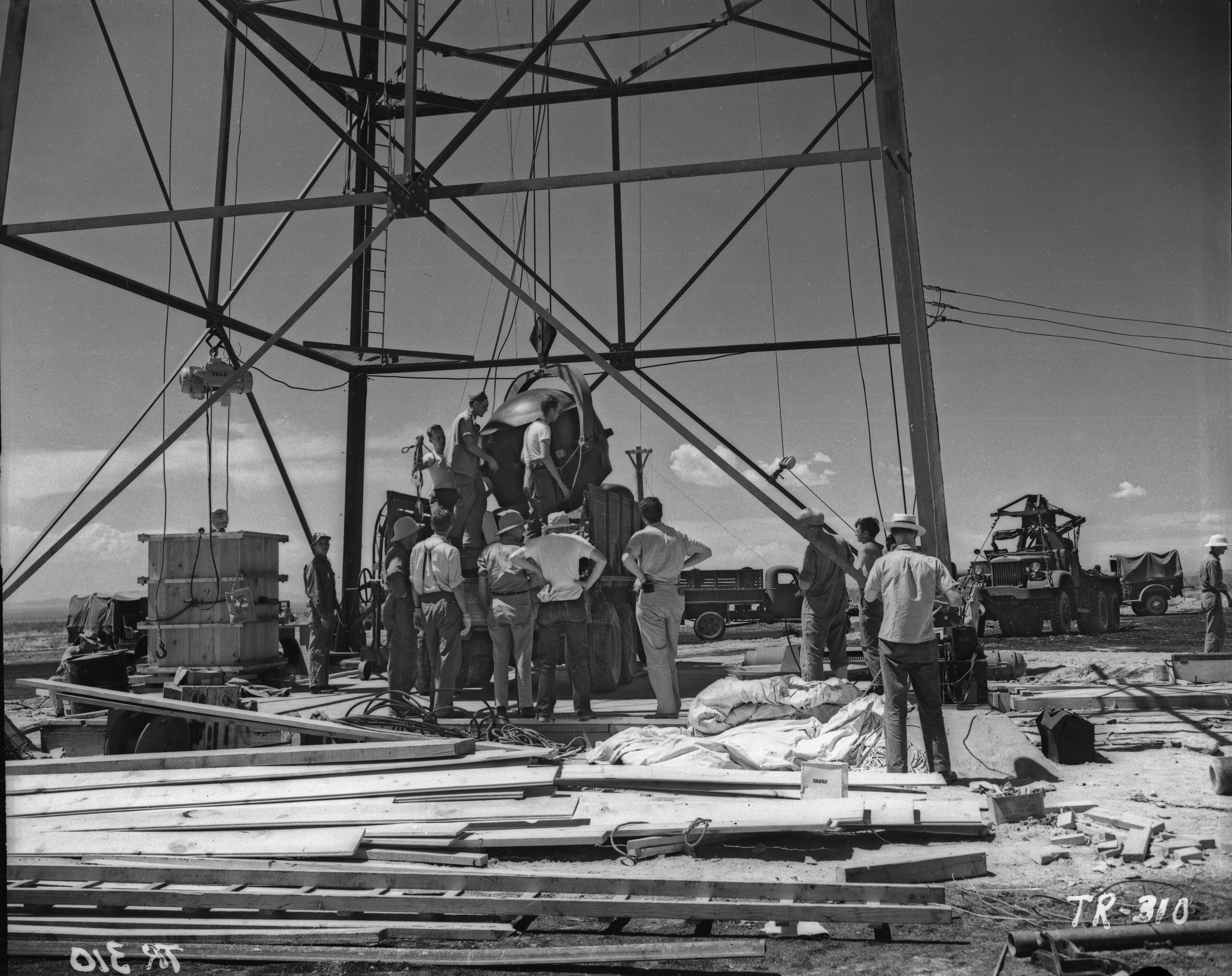
بمب اتمی گجت در حال حمل به بالای «برج شلیک»، آزمایش ترینیتی، نیومکزیکو، ژوئیهٔ ۱۹۴۵

بیشتر جنگجویانی که از نقش‌های اساسی در جنگ برخوردار بودند با طراحی ماشین‌های سایفر برای رمزنگاری، تلاش به حل معضل پیچیدگی و ناامنی در استفاده از کتاب‌های کد کردند که ماشین انیگمای آلمان شناخته‌شده‌ترین این تلاش‌هاست. توسعهٔ فناوری‌های شنود الکترونیک و تحلیل رمز منجر به دست‌یابی به توانایی رمزگشایی شد. از نمونه‌های سرشناس این موضوع می‌توان به رمزگشایی کدهای نیروی دریایی ژاپن توسط متفقین و فناوری اولترای بریتانیا، که به این کشور اجازهٔ رمزگشایی از کدهای انیگما را می‌داد، اشاره کرد. استفاده از فریب یکی دیگر از جلوه‌های اطلاعات نظامی در جنگ جهانی دوم است. متفقین در عملیات‌هایی مثل مینسمیت و بادی‌گارد از شیوه‌های فریب استفاده کردند.
دیگر دستاوردهای حوزهٔ فناوری و مهندسی در طول یا در نتیجهٔ جنگ به دست آمدند. نخستین رایانهٔ قابل برنامه‌ریزی جهان (زد۳، کلوسوس و انیاک)، موشک‌های هدایت‌شونده و موشک‌های مدرن، پروژهٔ منهتن و توسعهٔ درگیری‌افزارهای هسته‌ای، تحقیق در عملیات و توسعهٔ بندرگاه‌های مصنوعی و خطوط نفتی زیر کانال مانش از جمله این دستاوردها هستند. پنی‌سیلین نخستین بار در طول جنگ به تولید انبوه و استفاده رسید.